# スバル・フォレスター
フォレスター（FORESTER）は、SUBARU（旧・富士重工業）が1997年から製造・販売しているミドルクラスのクロスオーバーSUVである。

## 概要
プラットフォームをインプレッサと共有し、モノコック構造を持つことからクロスオーバーSUVに分類される。車高を下げて舗装道での安定性を高めた「クロススポーツシリーズ」や、STIによるカスタマイズが施されたバージョンも設定されるなどスポーティさも打ち出しており、悪路での走行を可能にする車高を確保しつつ、低重心で高出力のエンジンという組み合わせで舗装路でも高い操縦安定性を確保している。
すべてのグレードで、縦置き水平対向エンジンと四輪駆動を組み合わせる「シンメトリカルAWD」が採用される。

## 初代SF系（1997年 - 2002年）
レガシィアウトバック（グランドワゴン）の登場から2年後の1997年に発売された。当初はSUVというよりステーションワゴンの延長線上にあるつくりであった。アウトバックが2.5リットル自然吸気エンジンを搭載していたのに対して、フォレスターは日本発売時全グレードがターボエンジン搭載車であった。

### 日本
1997年2月に発売された。キャッチコピーは「RVがスポーツの走りを手に入れた」「スポーツビークル・フォレスター誕生」。グレード体系は「C/tb」「S/tb」「T/tb」の3種類で、エンジンはいずれも2.0 Lターボ（250 ps、31.2 kgf·m）を搭載する。価格は219.7万円から273.4万円。スバル初のSRSサイドエアバッグ（前席）を採用した。ちなみに、フォレスターのインパネは、同年秋のインプレッサ年次改良の際に流用された。同年7月、自然吸気（NA）車「C/20」が追加された。排気量は2.0 Lで最高出力は135 psだった。自然吸気MT車にはトランスファーに低速副変速機を付けた「デュアルレンジ」が備わっている。
1998年1月、NA車「C/20」グレードをベースにした特別仕様車「S/20」が発売された。同年9月、エンジンを「BOXER PHASE II」に改良するなど走りの性能を向上するとともに、新グレードとして2.5 L NA車「T/25」が追加された。「S/20」はカタロググレード化された。ターボ車については最高出力が250 psから240 psに10 ps低下する一方、最大トルクは31.2 kgf·mから31.5 kgf·mへと0.3 kgf·m引き上げられた。同年11月特別仕様車「S/20 Limited」が発売された。
1999年5月、「S/tb」グレードをベースにした特別仕様車「S/tb type A」（2000台限定）が発売された。
2000年1月、マイナーチェンジが行われた。外内装のリファインやサスペンションが改良された。「C/20」と「S/20」グレードはエンジンをリーンバーン（希薄燃焼）仕様に改良し燃費を向上するとともに、ブレーキアシストが追加された。「T/25」グレードはドアミラーが大型化された。MT車にはクラッチスタートシステムが追加された。グレード体系を整理し、「C/20」、「S/20」、「S/tb」、「T/25」の4グレード構成となった。同年5月、「S/tb」の4AT車をベースにエアロパーツを装備し、車高を下げ、STIによる専用チューニングを施してオンロードでの走行性能を高めた新グレード「S/tb-STi」が追加された。同年7月、特別仕様車「C/20スペシャル」が発売された。同年12月、一部改良が行われた。全車にデュアルSRSエアバッグが装備された。同時に、「S/tb-STi」のマイナーチェンジ仕様として「S/tb-STi II」が追加。225/45ZR17タイヤ、新デザインのBBSホイールを採用。サスペンション、ストラットの改良、ブッシュ硬度向上などを実施。タイヤおよびサスペンションの改良に併せ、ステアリングギヤ比を、従来の19.0 - 15.2：1から16.5：1に変更。液入り中空タイプエンジンマウントを採用。新デザインのロータイプルーフレール・ブラックモノトーンのインテリアを採用。スムーズな回頭性を発揮するVTD-AWDが装備された。また、「S/tb」と「T/25」にパナソニック製フォレスター7ディスクサウンドシステム（6連奏CDチェンジャー+MD&AM/FMチューナー）、「C/20」にCD&AM/FMチューナー一体型オーディオを設定。「T/25」にはダーク木目調センターパネル、ダークウッドのMOMO製本革巻ステアリングホイール、ビルトイン空気清浄機を装備した。
2001年6月、特別仕様車「S/20 type A」が発売された。同年10月、新グレード「STi II タイプM」が追加された（800台限定）。「STi II タイプM」は「S/tb」グレードの5速MT車をベースに「S/tb-STi」グレードと同じエアロパーツを装着し、エンジン（専用ECUおよびマフラーにより、純正比10 psアップの250 psとなる）や足まわりにSTiによる専用チューニングなどが施された。同年10月、特別仕様車「S/tb-STi II リミテッド」と「C/20スペシャルII」が発売された。

#### 特別仕様車
S/20
フォグランプ、スポークタイプアルミホイール、マフラーカッターなどを装備し、スポーティーなデザインにするとともに、MOMO製本革巻ステアリング、本革巻セレクトレバー（AT車）/シフトノブ（MT車）、本革巻ハンドブレーキレバーなどを装備しながら価格が抑えられている。
S/20 Limited
「S/20」をベースに、ケンウッド製インテグレーテッド・サウンドシステム、フロントキャプテンシート（AT車のみ）、フロントUVカットガラスを装備する。
S/tb type A
フロント・サイド・リヤアンダースポイラーなどのエアロパーツ、16インチメッシュタイプ・ゴールドアルミホイール、ゴールドエンブレム、プロテインレザー＆モケットの専用シートを装備する。2000台限定。
C/20スペシャル
「C/20」グレードをベースに15インチアルミホイール、フロントメッキグリル、メッキドアハンドル、3連奏CDチェンジャー付オーディオ、電動格納式リモコンドアミラーを装備しながらも、ベース車とほぼ同じ価格設定とされた。
S/20 type A
「S/20」をベースに、「S/tb-STi II」と同じエアロパーツを装備し、専用スポーティトリコットシート表皮、パナソニック製フォレスター7ディスクサウンドシステムを装備する。
S/tb-STi II リミテッド
「S/tb-STi II」をベースにRAYS製17インチ鍛造アルミホイールとパナソニック製フォレスター7ディスクサウンドシステムを装備し、機能を充実したモデル。500台限定。
C/20スペシャルII
2000年7月に発売した特別仕様車「C/20スペシャル」のバージョンアップ仕様で、今回は本革巻ステアリングホイール、本革巻セレクトレバー（AT車）/本革巻シフトノブ（MT車）、本革巻サイドブレーキレバー、ビルトイン空気清浄機などを追加し、より機能的になった。1000台限定。

#### 年表
- 1995年11月 - 東京モーターショーにコンセプトカー「スバル・ストリーガ」として出展。
- 1997年2月 - 発売（SF系）。
- 1997年7月 - NA車「C/20」を追加。
- 1998年1月12日 - 特別仕様車「S/20」を発売。
- 1998年9月7日 - 一部改良。
- 1998年11月27日 - 特別仕様車「S/20 Limited」を発売。
- 1999年5月6日 - 特別仕様車「S/tb type A」（2000台限定）を発売。
- 2000年1月13日 - マイナーチェンジ（大幅改良）。
- 2000年5月8日 - 新グレード「S/tb-STi」を発売。
- 2000年7月24日 - 特別仕様車「C/20スペシャル」を発売。
- 2000年12月27日 - 一部改良。
- 2001年6月11日 - 特別仕様車「S/20 type A」を発売。
- 2001年10月1日 - 新グレード「STi II タイプM」を追加。
- 2001年10月10日 - 特別仕様車「S/tb-STi II リミテッド」、「C/20スペシャルII」を発売。
- 2002年1月 - 生産終了[14]。在庫対応分のみの販売となる。
- 2002年2月 - 2代目と入れ替わる形で販売終了。

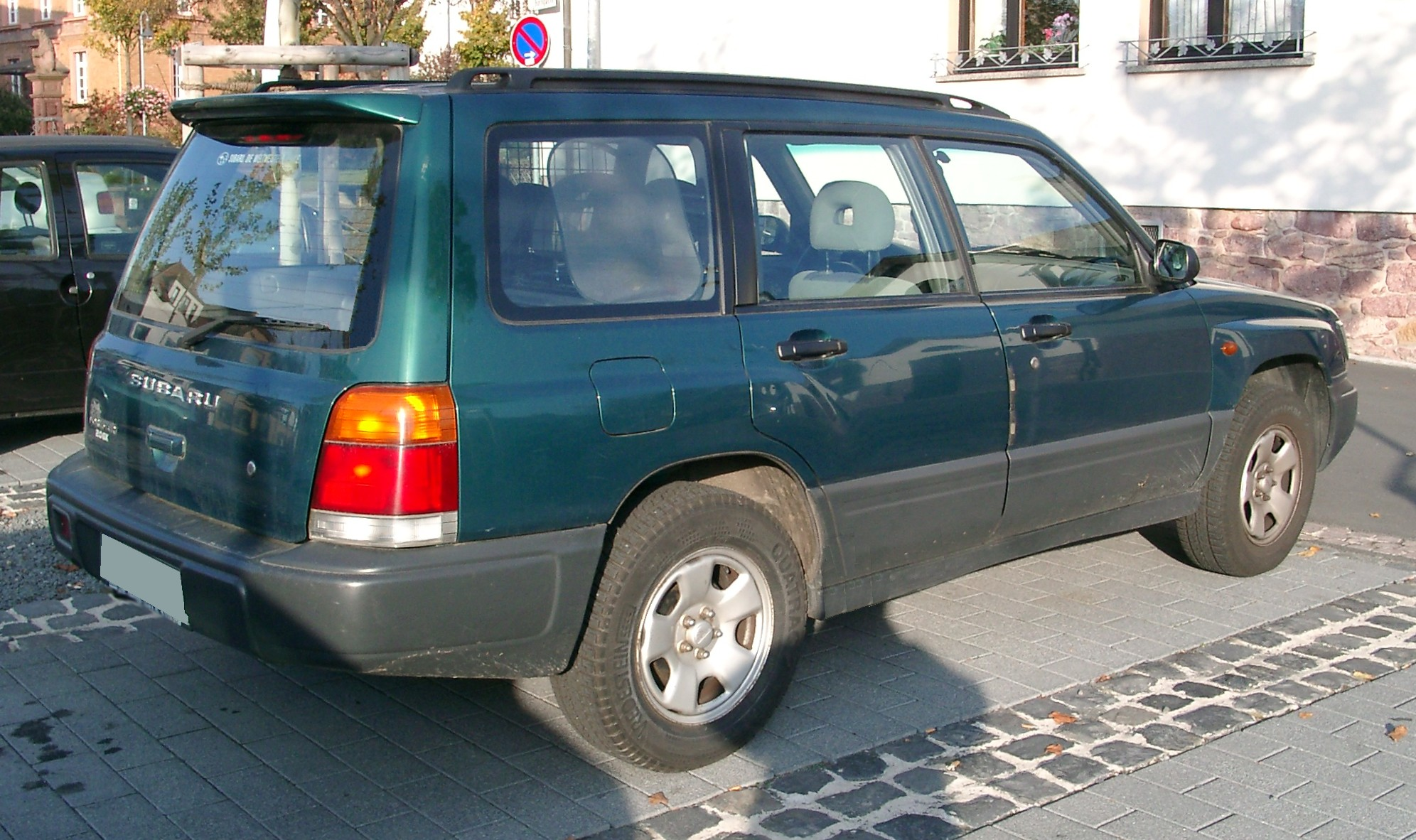
初期型 リア（欧州仕様）
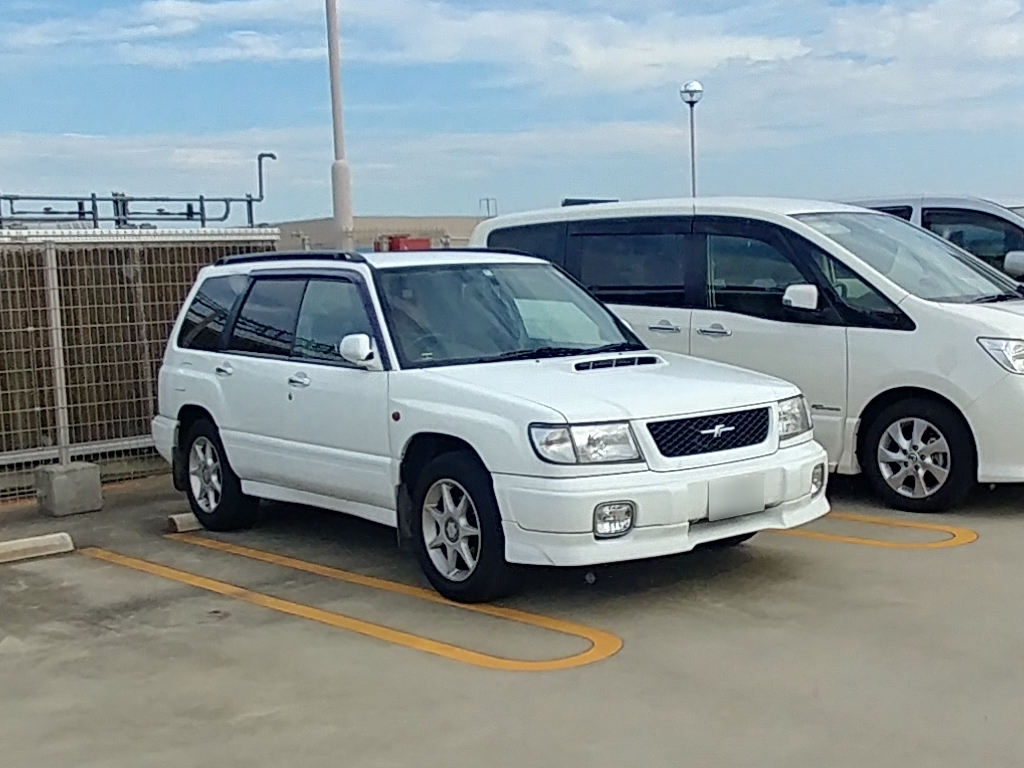
初期型 S/tb
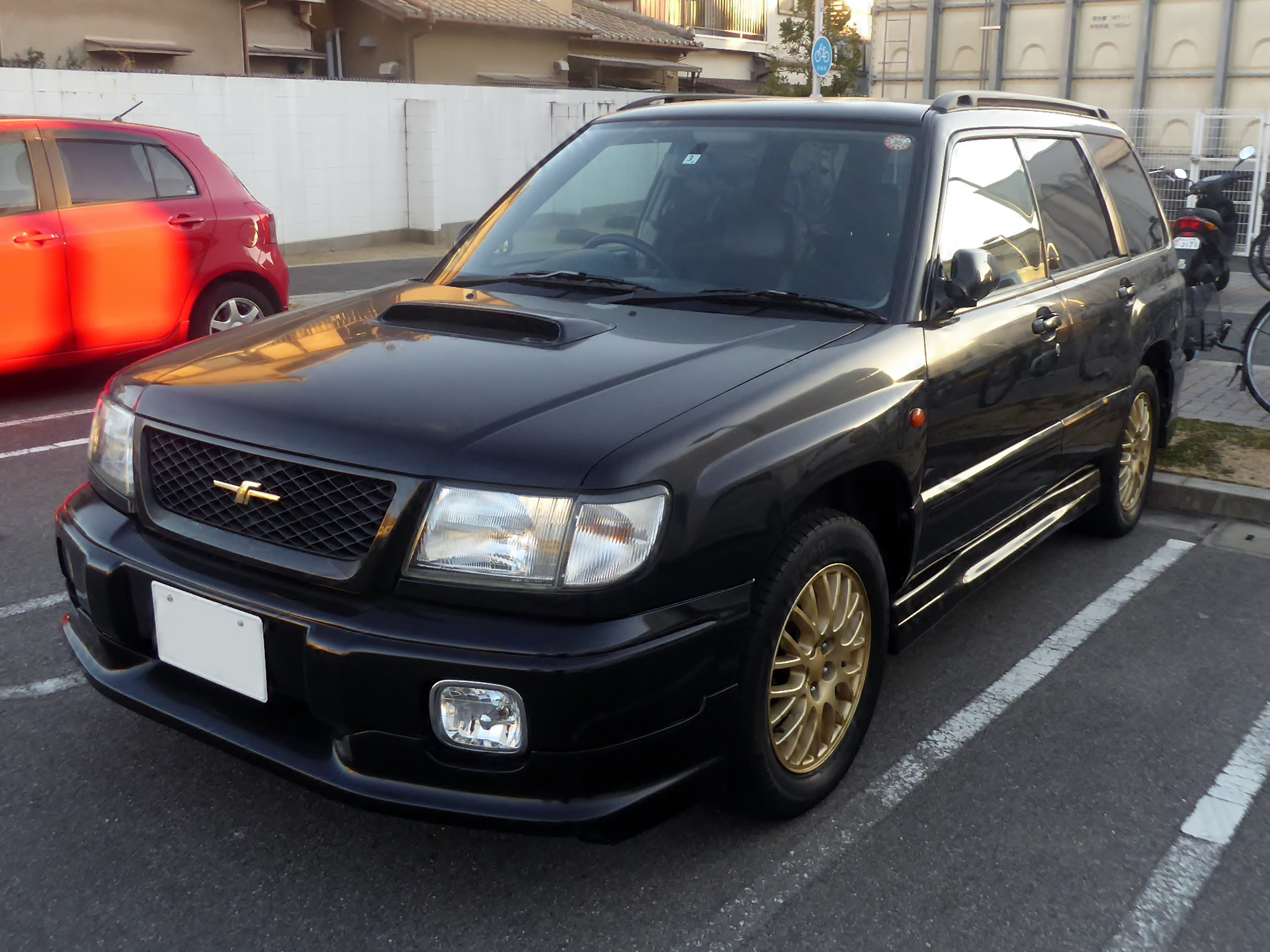
初期型 S/tb type A フロント
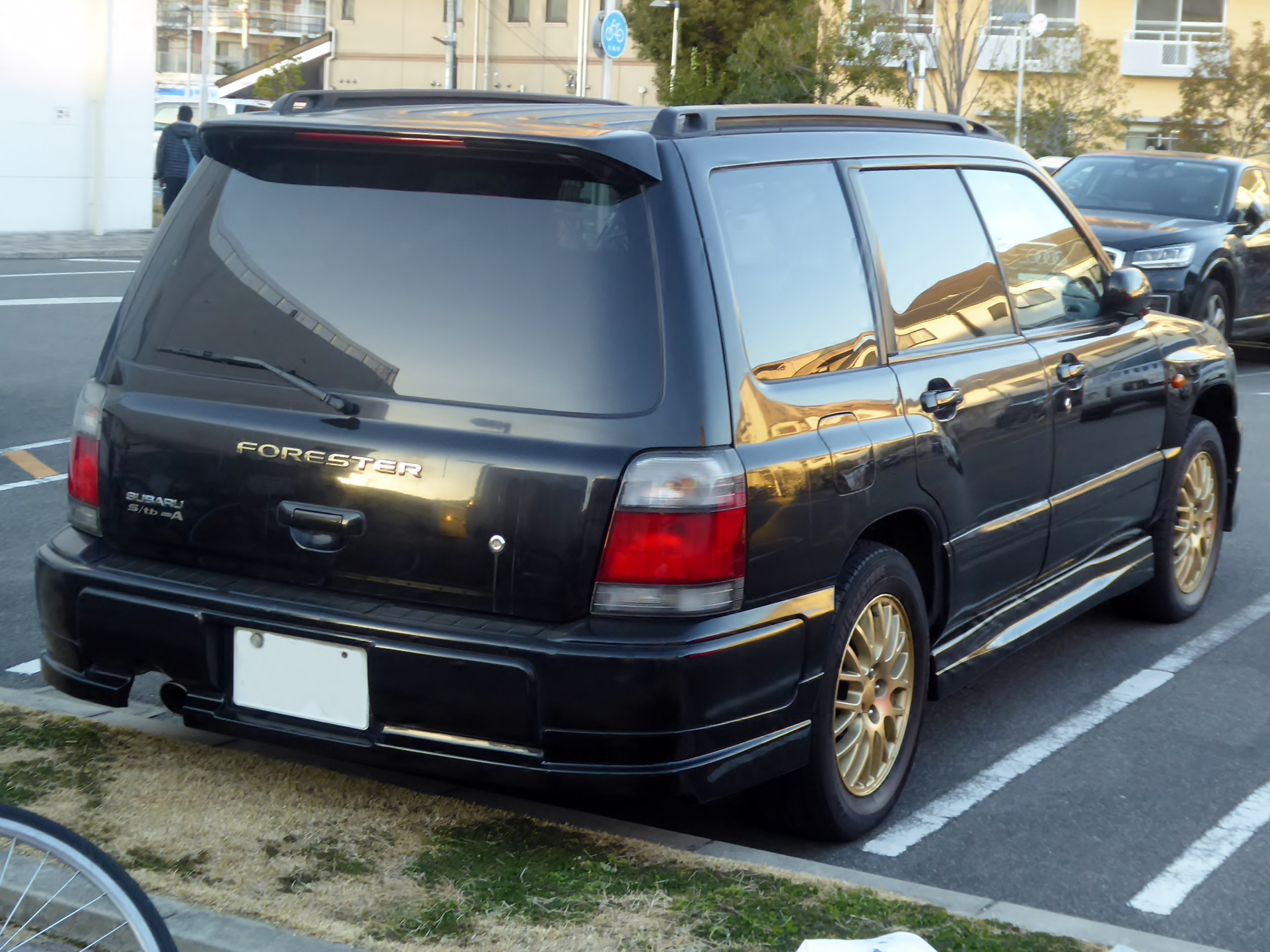
S/tb type A リア
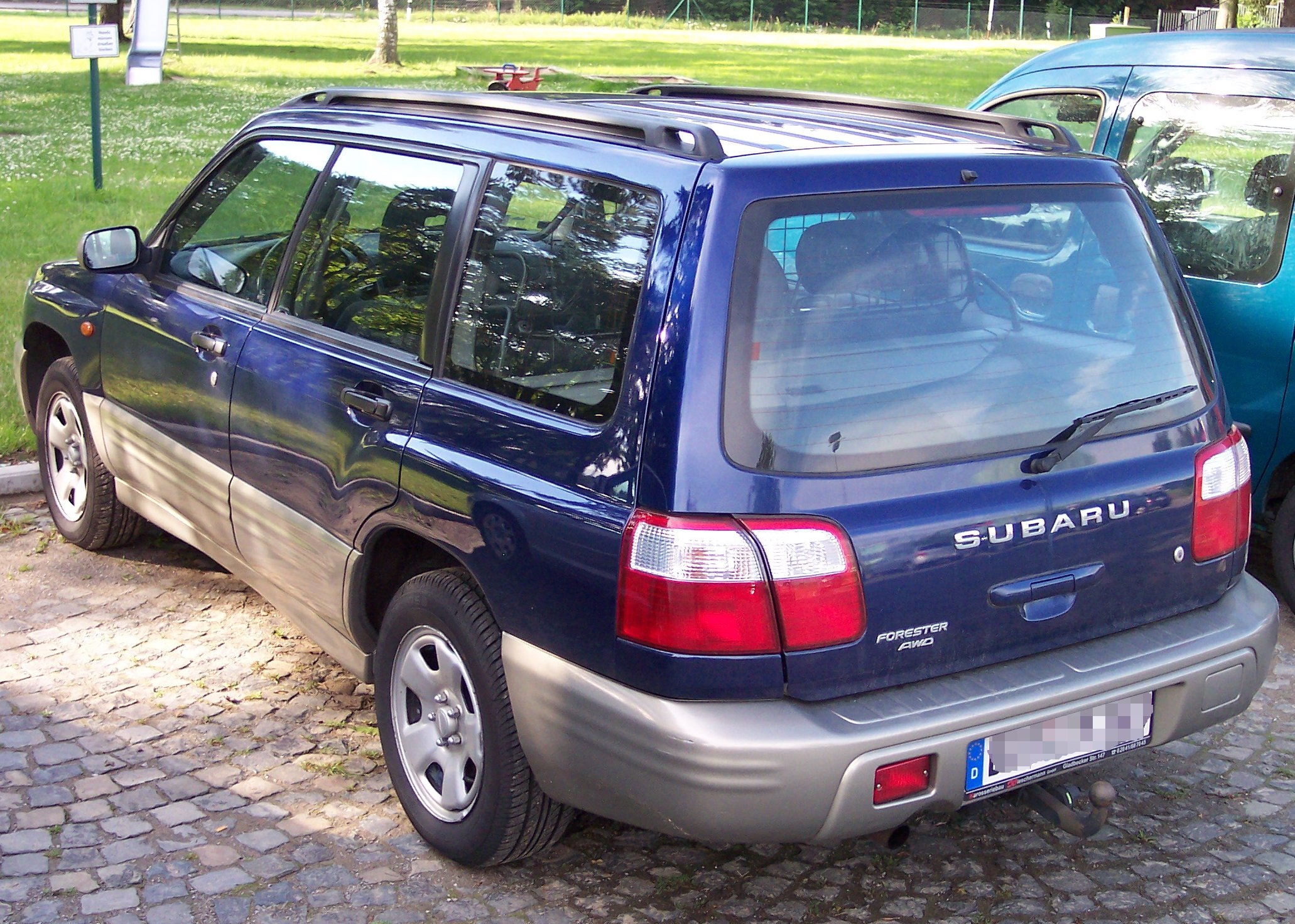
2000年1月改良型 リア（欧州仕様）
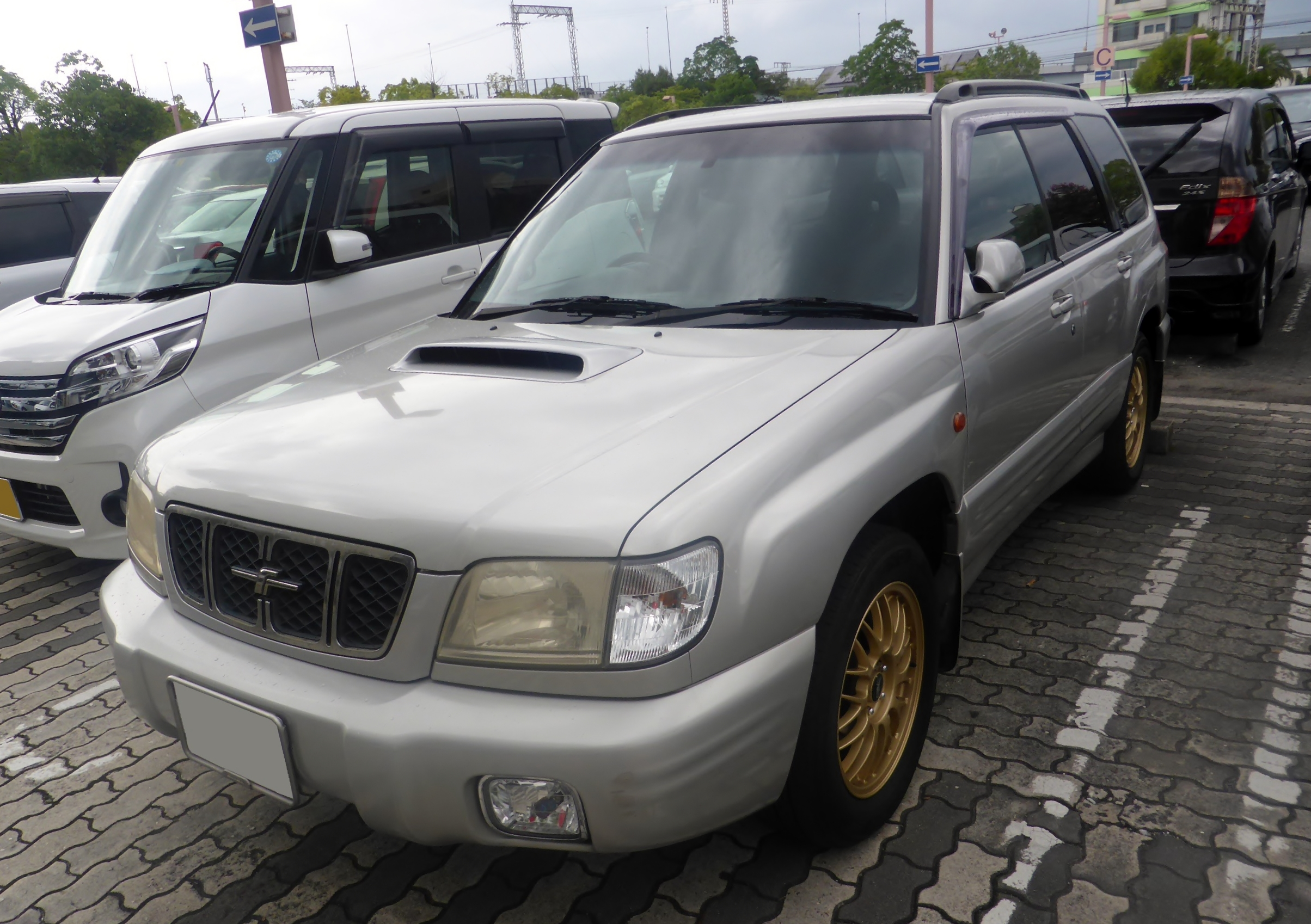
2000年1月改良型 S/tb フロント
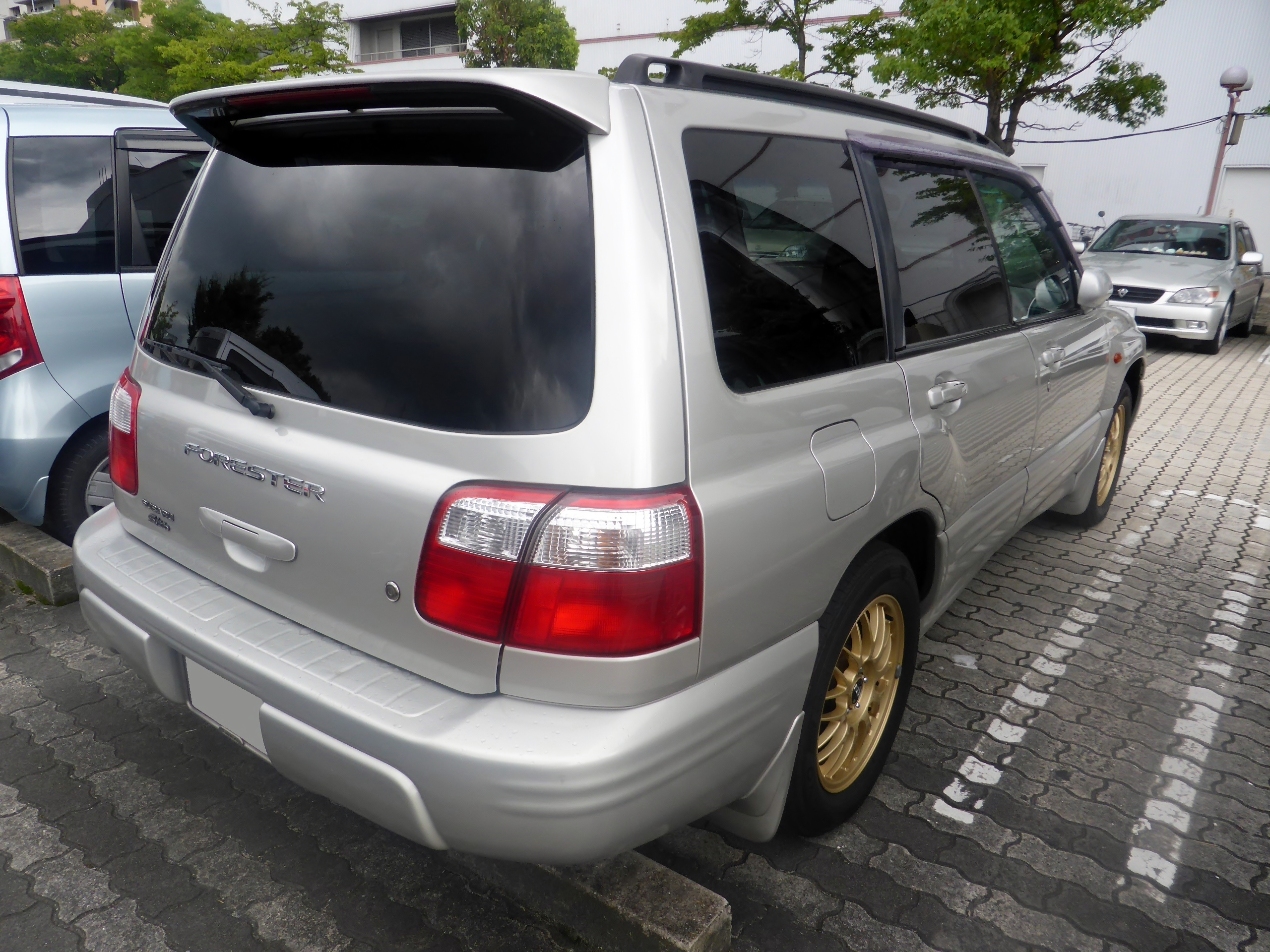
2000年1月改良型 S/tb リア

### オーストラリア
オーストラリアでは2001-2002モデルでボディスタイルの変更があり、2001/2002 GT specもエンジン制御に変更が入り、出力は125 kWから130 kWに向上した。

### アメリカ合衆国
アメリカでは1997年モデルイヤーに発売され、2.5リットルDOHCモデル（1998年のみ）と2.5リットルSOHC自然吸気モデル（1999年以降）も販売された。
グレードはベーシックモデルの“L”と、装備が充実した“S”の2種類。“S”にはビスカス式差動制限装置（LSD）、リアディスクブレーキ、16 × 6.5インチアルミホイール（タイヤ215/60R16; Lグレードのホイールは15 × 6.5インチ）、モケット内張り、前席シートヒーター、が追加され、二重化粧鏡、ヒーティッドサイドミラー、ヒーティッドフロントワイパー、キーレスエントリーが追加される。
2001年にはフェイスリフトと内外装の変更を実施。5つの座席全てに3点式シートベルトが備え付けられた。前席はフォースリミッター機構、前席と後席の外側は高さが調節可能なショルダーベルトアンカー、さらに後席は3席ともヘッドレストを備える。追加の装備としては、バンパーおよびクラッディングのチタンパール塗装、6ディスクダッシュボード埋め込みCDサウンドシステム、革巻きステアリングホイール・シフトノブ・ハンドブレーキハンドル、デアイサーおよび運転手側のサイドフィン付き可変間欠ワイパー、5本スポークアルミホイールがある。また、オプションでプレミアムパッケージ（1,000米ドル）も設定され、モノトーン塗装（セドナレッドパール）、電動ムーンルーフ、フロント側面エアバッグ、金色加飾ホイールが含まれる。その他のオプションとしては、オートマチックトランスミッション（800ドル）、クロムメッキテールパイプカバー（39ドル）、コンパス付き自動防眩バックミラー（183ドル）があり、メーカー希望小売価格は25,412ドル（配送料495ドルを含む）となる。

## 2代目SG系（2002年 - 2007年）

### 日本
2002年2月にフルモデルチェンジ。2000年に発売された2代目インプレッサのプラットフォームに基づいており、過去モデルから一部微調整による改良が行われている。エクステリアは先代のキープコンセプトながら、10 - 30 kg軽量化されている。EJ20型ターボエンジンは最大出力が240 psから220 psと性能が低下したが、トルク特性の見直しにより街乗りでの扱いやすさは向上した。また、「良-低排出ガス車」認定を取得した。なお、初代に設定のあったEJ25型（2.5 L）の自然吸気仕様は消滅した。自然吸気MT車には引き続き、ランカスターと同様のデュアルレンジ機構を装着している。グレード体系は「X」・「X20」・「XT」の3グレードとなった。発売後2週間で月販目標の3,000台を達成。なかでも、ターボエンジンを搭載した「XT」に人気が集中し、全受注台数の6割を占めた。
2002年10月、タウンユースを意識した新グレード「CROSS SPORTS」が追加された（10月31日発売）。車高が1,550 mmに抑えられているほか、フロントに倒立式ストラットサスペンションやサマータイヤを採用した。一方で最低地上高は170 mmとされ、SUVとしての高い走破性も確保されていた。
2003年2月、一部改良が行われた。ベーシックグレードの「X」をベースに撥水加工表皮シート、カラードバンパー、15インチアルミホイール、フロントフォグランプ、荷室/リヤシートバックハードマット等を装備して機能を充実させ、スポーツやレジャーシーンで使い勝手に優れた新グレード「X BACKPACK EDITION」を追加。この他、先に発売された「CROSS SPORTS」に採用されているドアミラーやフロントワイパーを採用するとともに、リアシートのピロー位置とシートバックの腰まわり部形状の最適化を行い、居住性や快適性を向上。同時に特別仕様車「X20 L.L.Bean EDITION」が発売された。同年3月、GMインドへシボレーブランドでフォレスターが供給されることが決定された。同年7月、都市型SUVグレード「CROSS SPORTS 2.0i」が追加された。先に発売された「CROSS SPORTS（後に、「CROSS SPORTS 2.0T」に改称）」のNAエンジン仕様である。
2004年2月、一部改良が行われた。スライド式リヤシートリクライニングなどが新たに採用された。また、新グレードとして、2.5L DOHCターボエンジン+6速MTを搭載し、18インチタイヤやブレンボブレーキシステムを採用し、オンロードでの走行性能を高めた「STi Version」を追加し、特別仕様車で発売されていた「L.L.Bean Edition」はカタロググレード化し、2.0L ターボエンジン仕様（XT L.L.Bean Edition）が追加された。同年6月、特別仕様車「CROSS SPORTS α」が発売された。同年7月、特別仕様車「XT WR Limited 2004」が発売された。同年8月、特別仕様車「X20 タフパッケージ」が発売された。
2005年1月、大幅な改良が行われた。自然吸気車を含め、全車に4輪ディスクブレーキが装着され、またフロントに関しては2ポットキャリパーが採用となり、制動性能の向上が図られた。ただし、自然吸気MT車のデュアルレンジ機構はこの時に廃止された。また、NAエンジンは燃焼効率の改善と触媒浄化効率の向上により、「平成17年基準排出ガス50%低減レベル（☆☆☆）」を取得。全車に大容量マフラーが装着され、低背圧化による出力向上と排気音の低減を実現した。グレード体系を整理し、「CROSS SPORTS」シリーズと「STi Version」は一旦販売を終了。「L.L.Bean Edition」はNAエンジン仕様のみとなった。同年4月、「STi Version」が追加設定された（5月6日より販売開始）。シフトセレクトストロークを最適化し、ステアリングギアボックスを改良（取付構造の改良・ラック径の拡大・ダンパーバルブ追加）。また、スピードメーターはスバルの量産車では初めて、240 km/hスケールを採用した）。同年6月、「CROSS SPORTS」が追加設定された。同年12月、一部改良が行われた。ヘッドランプレベライザーを標準装備し、サスペンション特性を変更。一部グレードにはソリッドフォース・サウンドシステム（2.0XT）、HIDヘッドランプ（L.L.Bean Edition）、スポーティパッケージ（L.L.Bean Edition/STi Version）が標準装備された。同時に、特別仕様車「AIRBREAK」が発売された。
2006年2月20日、フォレスター発売から約9年3か月で累計生産台数が100万台を突破したことが発表された。同年2月22日、特別仕様車「CROSS SPORTS S-EDITION」が発売された。
2007年1月、一部改良が行われた。新ボディカラー「スティールシルバー・メタリック」と「ダークグレー・メタリック」を設定。また、「STi Version」に装備されていたステアリングホイールを全グレードに拡大適用された他、フロントドアのドアトリム形状変更し、ドアポケット部にドリンクホルダーが追加された。さらに、従来の「CROSS SPORTS 2.0T」にアルカンターラとファブリックを組み合わせた専用シート表皮やソフトフィールブラック塗装のセンターパネル、HIDロービームランプなどを装備した「CROSS SPORTS 2.0T SPORT」を新設定し、同年2月に発売された特別仕様車「CROSS SPORTS S-EDITION」の特別装備品をオプションパッケージ化した「S-EDITIONパッケージ」を「CROSS SPORTS」シリーズに設定した。同時に、発売10周年を記念し、特別仕様車「10th ANNIVERSARY」を発売。新グレードの設定や特別仕様車の発売に伴い、「2.0XS」ならびに「2.0XT」が廃止された。同年8月、特別仕様車「CROSS SPORTS 2.0i ALCANTARA-Style」が発売された。同じ頃、「CROSS SPORTS 2.0T SPORT」の廃止により、日本向けターボ車の生産が終了した。

#### STi Version

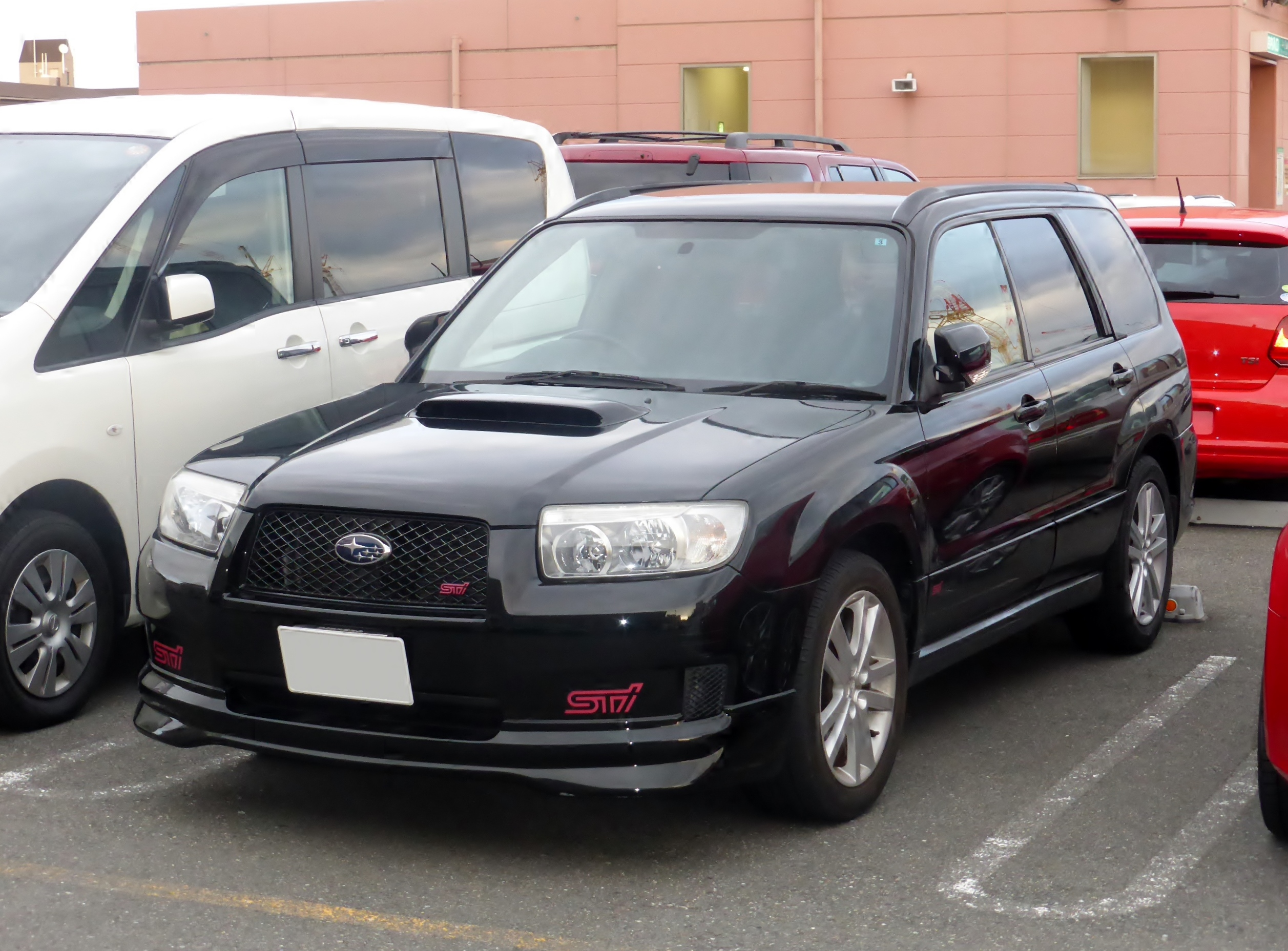
フォレスターSTi Version

2004年2月のマイナーチェンジで追加されたスポーツモデル。
本グレード専用の水平対向4気筒2.5 Lターボエンジンを搭載し、最高出力265 PS / 6,500 rpm、最大トルク38.5 kgm / 3,800 rpmを発生。2,200 rpm付近から最大トルクの90％近くを発生する、トルク重視のチューニングとなっている。組み合わせられるトランスミッションはインプレッサWRX STiと同型の6速MTだが、トルクアップに合わせてギア比を変更。1速およびファイナル比はインプレッサと同じだが、2 - 6速は高めに振られている。
増大したエンジンパワーに対応するため、サスペンション、アンチロールバー、クロスメンバーなどは通常モデルより強化されている。これらの変更によって最低地上高は通常モデルより40 mm低下しており、ねじり剛性も高められている。
ホイールは18インチの専用鋳造ホイールに専用の225/45R18タイヤ（ブリヂストン製 POTENZA RE030）が組み合わせられる。前輪には4ピストンのブレンボ製ブレーキ、後輪には2ピストンユニットが使われた。

#### 特別仕様車
X20 L.L.Bean Edition
「X20」グレードをベースにエンブレム付リヤクォーターピラーカバー、型押しロゴ入り専用ベージュ色本革シート、ベージュ色のドアトリム&インテリアを装備する。
CROSS SPORTS α
「CROSS SPORTS 2.0i」グレードをベースに、ルーフスポイラー、濃色ガラス、ソリッドフォースサウンドシステム（MD+6連奏インダッシュCD&AM/FMチューナー、7スピーカー）などを装備し、ブラックとグレーの2トーン表皮の専用シートを採用しつつ、価格が抑えられている。
XT WR Limited 2004
WRブルーのボディカラー+ゴールドペインテッドホイールを採用（2004年11月末までの期間限定販売）。
X20 タフパッケージ
「X20」グレードをベースに、傷や汚れに強い荷室ハードマット&リアシートバックハードマット、小さな荷物の散乱を防ぐカーゴネットシステムを採用するとともに、2灯式HIDヘッドランプ、サイドエアバッグ、専用16インチアルミホイールを装備する。
AIRBREAK
「2.0X」グレードをベースにベージュ色のファブリック/本革シート、フレッシュパッケージ、HDDナビゲーションシステムを標準装備する。2006年8月の再発売では、シート色がベージュ、ブラックの2色から選べるようになった他、新たに運転席パワーシートや本革巻ステアリングホイールが追加された。
CROSS SPORTS S-EDITION
「CROSS SPORTS 2.0T」のAT車をベースに、STI製17インチアルミホイールやフロントアンダースポイラー、バケットタイプのフロントシートなどを装備し、スポーティ感を高めた。
10th ANNIVERSARY
「2.0X」グレードのAT車をベースに17インチアルミホイールやHIDロービームランプなどを装備しながら価格が抑えられている。
CROSS SPORTS 2.0i ALCANTARA-Style
「CROSS SPORTS 2.0i」グレードをベースに、アルカンターラ/ファブリックシート、運転席8ウェイパワーシート、HIDロービームランプなどを装備する。

#### 年表
- 2002年2月12日 - フルモデルチェンジ。
- 2002年10月24日 - 「CROSS SPORTS」グレードが追加された（10月31日より販売）。
- 2003年2月3日 - 一部改良が行われ、特別仕様車「X20 L.L.Bean EDITION」が発売された。
- 2003年7月30日 - 都市型SUVグレード「CROSS SPORTS 2.0i」が追加された。
- 2004年2月3日 - 一部改良。
- 2004年6月29日 - 特別仕様車「CROSS SPORTS α」が発売された。
- 2004年7月5日 - 特別仕様車「XT WR Limited 2004」が発売された。
- 2004年8月30日 - 特別仕様車「X20 タフパッケージ」が発売された。
- 2005年1月27日 - 大幅な改良が行われた。
- 2005年4月25日 -「STi Version」グレードを改良の上、販売再開（5月6日より販売開始）。
- 2005年6月24日 -「CROSS SPORTS」シリーズを改良の上、販売再開。
- 2005年12月25日 - 一部改良。特別仕様車「AIRBREAK」が発売された。
- 2006年2月22日 - 特別仕様車「CROSS SPORTS S-EDITION」が発売された。
- 2006年8月4日 - 特別仕様車「AIRBREAK」が再発売された。
- 2007年1月22日 - 一部改良。特別仕様車「10th ANNIVERSARY」が発売された。
- 2007年8月3日 - 特別仕様車「CROSS SPORTS 2.0i ALCANTARA-Style」が発売された。同じ頃、「CROSS SPORTS 2.0T SPORT」グレードの廃止により、日本向けターボ車の生産が終了した。
- 2007年11月 - 残りの全グレードの生産を終了し、以降は在庫対応分のみの販売となった[37]。
- 2007年12月 - 3代目と入れ替わって販売終了。

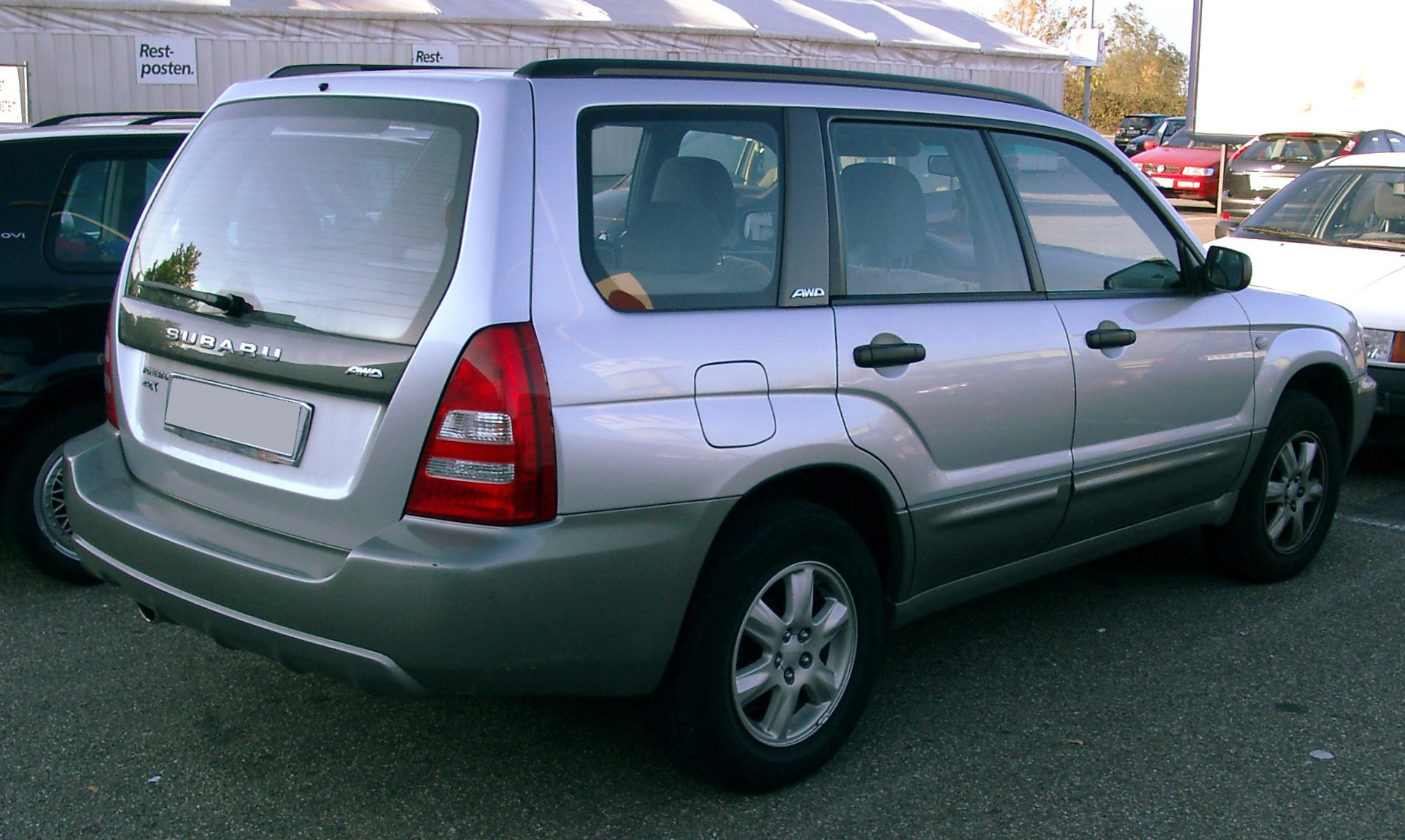
初期型リア
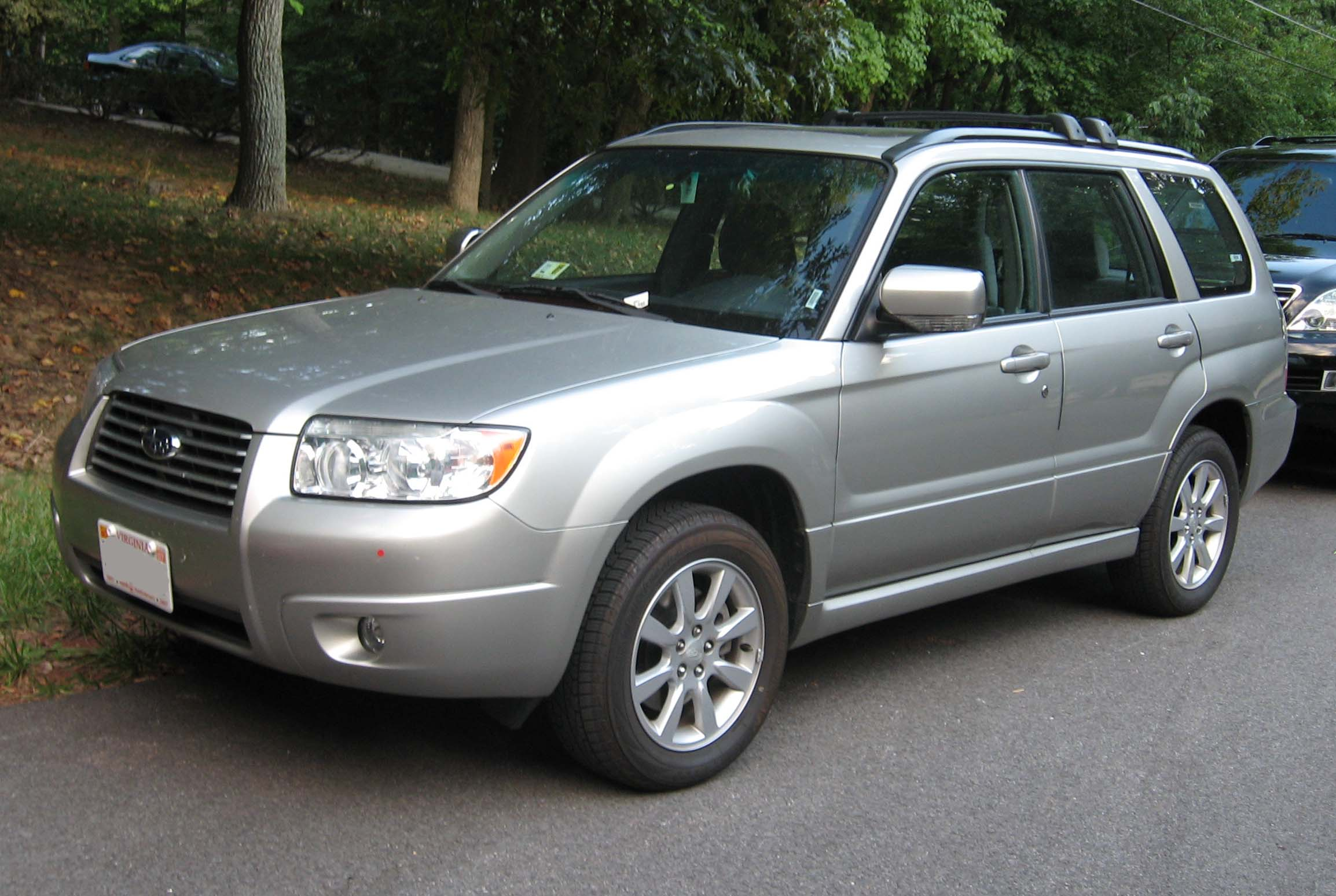
2005年1月改良型フロント（2005年1月 - 2007年12月）
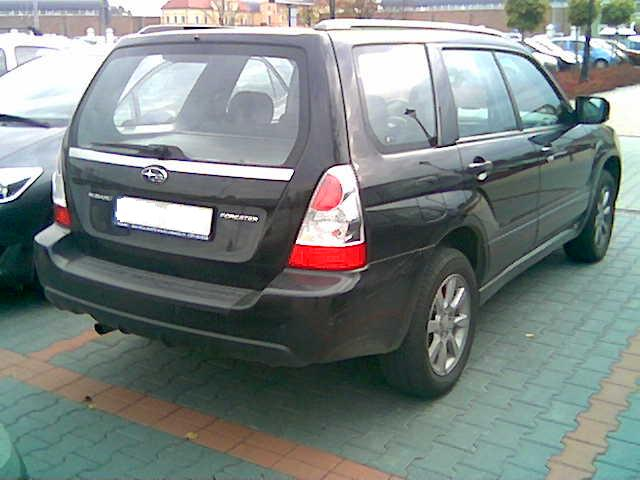
2005年1月改良型リア
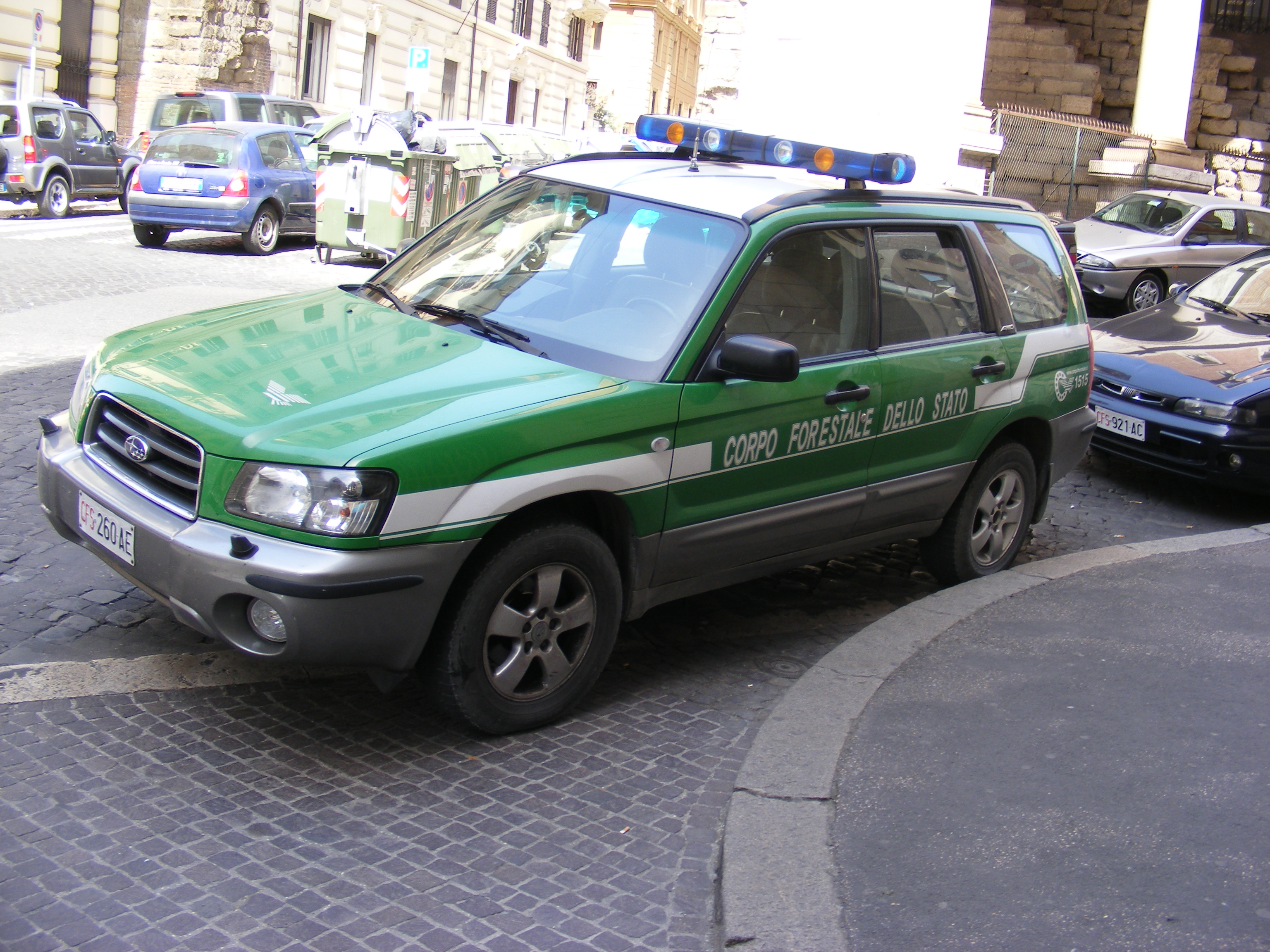
イタリアの森林警備隊が使用するパトカー

### アメリカ合衆国
2002年のシカゴオートショーで発表され、2003年モデルイヤーに発売された。当初は自然吸気グレードのX（旧L）とXS（旧S）のみであったが、2004年にはターボグレードのXTが追加された。XおよびXSグレードにはEJ253型水平対向4気筒2.5 L SOHCエンジン、XTグレードには2.5 LターボDOHCエンジンが搭載された。
XTにはAVCS（アクティブバルブコントロールシステム）が採用されている。i-AVLS（アクティブバルブリフトシステム）は2006年にフォレスターの自然吸気版で標準となった。これにより最高出力と最大トルクがそれぞれ173 HPと166 lb·ftに向上した。2006年式XTの圧縮比は8.2:1から8.4:1へと増大した。これによりXTの出力とトルクはそれぞれ230 HP、235 lb·ftとなった。
2005年、L・L・ビーンエディションが発売された。
2006年にフェイスリフトが行われた。XSが廃止され、プレミアムグレードが加わった。2007年にはフロントドアパネルにボトルホルダーが追加され、「スポーツ」グレードが加わった。2008年、タイヤ空気圧監視システム（TPMS）が追加された。

### オーストラリア
オーストラリアでは2005年7月まではX、XS、XTの3グレードで販売された。XおよびXSグレードは自然吸気2.5 Lエンジン（最高出力112 kW）、XTグレードは出力が155 kWに増大した同じエンジンを搭載した。2005年8月に発売されたSeries IIからは、エンジンがXおよびXSグレードでは121 kWに、XTグレードでは169 kWに向上した。

### インド
インドではフォレスターはゼネラルモーターズ・インディアによってシボレー・フォレスターとして販売された。2003年に、インドで初めてのシボレーブランド車として発売された。これは以前のGM車はオペルブランドだったためである。ゼネラルモーターズと富士重工業の提携関係が終了したため、シボレー・フォレスターの販売は2007年に終了した。

### 中国
フォレスターは2004年から2007年まで中国へ輸入された。
- 2004年版
  - 2.5XT オートマチック
- 2006年版（フェイスリフト）
  - 2.0X マニュアル
  - 2.0X オートマチック
  - 2.5XT オートマチック
- 2007年版（フェイスリフト）
  - 2.0X マニュアル
  - 2.0X オートマチック
  - 2.5XT オートマチック

また、野馬汽車（Yema）が2代目フォレスターに酷似したF99を2012年から2014年まで生産していた。エンジンはトヨタ製1.5リットル直列4気筒エンジンで5速マニュアルトランスミッションと組み合わされ、プラットフォームはオースチン・マエストロのものが使用されていた。

## 3代目SH系（2007年 - 2012年）
3代目フォレスターのデザインは伝統的なワゴン様式から離れ、クロスオーバーSUVに近付いていった。全長、全幅、全高と全ての寸法が先代から拡大し、後ろに向かって傾斜したルーフラインとより大きな荷室空間を備えた。富士重工業は2007年12月25日に日本で新型フォレスターを公開した。北米版は2008年北米国際オートショー（デトロイト）で初公開された。寸法は日本仕様インプレッサワゴンの基本ボディ構造と米国仕様インプレッサセダンのリアプラットフォームを使ったエンジニアからの要請に由来する。3代目フォレスターのホイールベースは89 mm伸び、全長は76 mm。全幅は46 mm、全高は110 mm拡大した。
ダブルウィッシュボーン式リア独立懸架はハンドリングの改善とより滑らかな乗り心地のために再設計された。4段電子制御オートマチックトランスミッションに「スポーツシフト」モードが追加された。埋め込み式のタッチスクリーン衛星ナビゲーションシステムはBluetooth対応となり、ステレオと統合された。6スピーカーサラウンドシステムはオプションであった。
日本国内での型式は2.0リットルEJ20エンジン搭載車がSH5、2.5リットルEJ25エンジン搭載車がSH9、2.0リットルFB20エンジン搭載車がSHJである。

### 日本
2007年12月、フルモデルチェンジが行われた。先代よりも車高が高くなり、よりクロスオーバーSUVらしくなった。ボディーサイズは、2代目の後席の居住性に関するユーザーからの要望を酌む目的もあって若干拡大しながらも、リアオーバーハングを抑え込んでいる。リアサスのダブルウィッシュボーン化により初代・二代目と続いた変則リクライニングから、一般的なバックレスト可倒型リクライニングが採用でき、実質の居住感は大幅に向上した。また、この代からサイドアンダーミラーが全グレード標準装備となった。月間販売目標は2,000台と発表された。先代までのキャビン高の低いステーションワゴンとSUVのクロスオーバー的なスタイルから、より純粋なSUVへの転身は、主要市場である北米では高評価を受けたが、これまでのスタイルを長所と受け止めていた日本の旧型オーナーにとっては、肥大化・重重量化と受け止められ、否定的な意見も見られる。しかしながら、見た目とは裏腹に重量増加は最小限に抑えられており、SG型の最終型「CROSS SPORTS（MT）」とSH型の初期型「XT（MT）」ではその差は20 kgとなっている（1,440 kg→1,460 kg）。また、左右アウターリアビューミラー部の幅は先代より1 cm狭められており、最小旋回半径の小径化（5.4 m→5.3 m）とともに、取り回し性は同等水準を確保している。エンジンは日本国内仕様に限り2.5 LのDOHC16バルブAVCSターボを廃止し、2.0 LのNA・DOHC16バルブAVCSと2.0 Lの同ターボ。NAエンジンはSOHCからDOHCとなり、スバル初のレギュラーガソリン仕様のDOHCエンジンとなった。ターボエンジンはSF型からSG型へのモデルチェンジ時にダウンしたピークパワーを再び引き上げる（220 ps→230 ps）とともに、トルクピークの低回転化（3,500 rpm→2,800 rpm）およびトルク増大（31.5 kgf·m→32.5 kgf·m）によって重量増を補っている。また、この出力向上によって、先代モデルでみられた日本国外向け2.5 Lターボモデルと出力の差がほぼなくなった。（日本国外向け2.5 Lターボモデルのエンジンは引き継がれて、230 ps @ 5,200 rpm、32.6 kgf·m @ 2,800 rpmである） 環境性能も向上され、自然吸気（NA）車は「平成17年基準排出ガス75%低減レベル（☆☆☆☆）」を、ターボ車は「平成17年基準排出ガス50%低減レベル（☆☆☆）」認定を取得するとともに、車両重量1,520 kg以上の「2.0XS（AT車）」は「平成22年度燃費基準+20%」を達成。また、NA・AT車にはメーターパネル内にランプを点灯することで省燃費運転を促進するInfo-ECOモード機能を採用した（ターボ車の「2.0XT」はSI-DRIVEのインテリジェントモードに組み込まれる）。シャシーはインプレッサと同様にSIシャシー（Subaru Intelligent Chassis）、サスペンションはリアサスペンションがダブルウィッシュボーン式となった。ドアも従来のサッシュレスドアから、サッシュドアに変更された。グレード体系はベーシックモデルの「2.0X」、充実装備のスタンダードモデル「2.0XS」、力強い走りと環境性能を併せ持ったターボモデルの「2.0XT」の3グレードとなり、「2.0XS」と「2.0XT」のAT車にはより機能を充実した「プラチナセレクション」ならびに「プラチナレザーセレクション」を設定した。発売開始1か月間の受注台数は月販目標の2倍以上にあたる4,285台を受注した。全受注の約6割はスタンダードモデルの「2.0XS」であった。
2008年8月、スバル発売50周年記念特別仕様車「BLACK LEATHER LIMITED」が発売された。
2009年1月、一部改良が行われた。オプション設定であったサイドエアバッグ、カーテンエアバッグを「2.0X」を除く全グレードに標準装備し、また全グレードにリヤフォグランプを標準装備し安全性を向上。また、2008年9月発売の特別仕様車「BLACK LEATHER LIMITED」をカタロググレード化し、「ブラックレザーセレクション」を設定（「プラチナレザーセレクション」は廃止）。ボディカラーは新たに「パプリカレッド・パール」を追加し（2.0Xを除く）、サスペンションの仕様変更により、操縦安定性と乗り心地を向上した。同年7月に特別仕様車「SPORTS LIMITED」、9月に特別仕様車「2.0X FIELD LIMITED」が発売された。同年12月1日、「2.0XT」グレードのAT車で触媒の変更やECUセッティングの見直しを行ったことで「平成17年基準排出ガス75%低減レベル（☆☆☆☆）」認定を取得するとともに、「平成22年度燃費基準+15%」も同時に達成した。また、フロントワイパーデアイサー、ヒーテッドドアミラー、運転席&助手席8ウェイパワーシート、フロントシートヒーターを標準装備した。
2010年1月、スバルコリアを通じた韓国での発売開始が発表され（韓国語表記「포레스터」、発音は「ポレスト」）し、同年4月末より発売を開始した。なお、排気量は北米仕様と同じ2.5 Lであった。同年4月、仕様変更が行われた。「2.0XT」グレードのMT車もAT車同様に触媒の変更やECUセッティングの見直しを行い「平成17年基準排出ガス75%低減レベル（☆☆☆☆）」を取得した。MT車の場合はオプションの装着により車両重量が1,520 kgを超えた場合に「平成22年度燃費基準+15%」達成となる（通常は「平成22年度燃費基準達成」）。同年5月、特別仕様車「2.0X FIELD LIMITED II」が発売された。同年10月、マイナーチェンジが行われた。2.0 L N/A車（2.0X、2.0XS）に新世代BOXERエンジンであるFB20型を搭載。基本性能の高効率化がなされたことで、全域における滑らかな加速性能と燃費性能を両立。これにより、「2.0XS」の4AT車（プラチナセレクションを除く）は「平成22年度燃費基準+25%」を達成した。加えて、足回りについてもバネ、ショックアブソーバー、ブッシュの全面的な見直しが行われ、乗り心地と安定性が向上した。また、フロントデザインを変更するとともに、「2.0X」を除く全グレードでLEDサイドターンランプ付ドアミラーと左右独立温度調整機能付フルオートエアコンを採用し、ルーフスポイラーの形状も変更。また、「2.0XSプラチナセレクション」と「2.0XSプレミアムセレクション」は17インチアルミホイールのデザインを変更するとともに、2眼メーターとセンター部のリングで構成された「スポーツルミネセントメーター」を採用した（「2.0XS」もメーカーオプションで装備可能、後者は「2.0XT」にも標準装備）。なお、NA車はエンジンの置換に伴って車両型式をSHJ型に変更した。合わせて、2.5 Lターボエンジンとマニュアルモード付E-5ATを採用した「S-Edition」が追加された。本グレードではスポーティーな操縦安定性を実現するために専用のチューニングを施すとともに、専用のフロントグリル・シート・ドアトリム・メーターやSTI製17インチアルミホイールを採用した。また、スバルテクニカインターナショナルからコンプリートカー「tS」が発表された（12月24日販売開始）。
2011年8月、仕様変更が行われた。ボディカラーが変更となり、「スパークシルバー・メタリック」を「アイスシルバー・メタリック」に、「スティールシルバー・メタリック」を「ダークグレー・メタリック」にそれぞれ差し替えられた。同年10月、特別仕様車「2.0X S-style」が発売された。

#### 特別仕様車
2.0XS BLACK LEATHER LIMITEDおよび2.0XT BLACK LEATHER LIMITED
スバル発売50周年記念特別仕様車。「2.0XS」ならびに「2.0XT」グレードをベースに、ブラックレザーシート、キーレスアクセスおよびプッシュスタート、フロントシートヒーター、運転席&助手席8ウェイパワーシート、メタル調パネルシート、高音質6スピーカーを装備。さらに、「2.0XS」では「2.0XT」に標準装備されているHIDロービームランプ、17インチアルミホイール、スポーツルミネセントメーター（ウェルカム&グッバイ照明付）、イモビライザー、UVカット機能付濃色ガラス（リヤドア、リヤクォーター、リヤゲート）が追加装備される。2000台限定。2009年1月にカタロググレード化された。
SPORT LIMITED
「2.0X」グレードをベースに、専用シート表皮、クロームメッキドアハンドル、17インチアルミホイール、スポーツルミネセントメーター（ウェルカム&グッバイ照明付）、ルーフスポイラー、HIDロービームランプ、SRSサイドエアバッグ+SRSカーテンエアバッグを装備し、上級グレード並みの仕様にしながら、価格を抑えられている。
2.0X FIELD LIMITED
「2.0X」グレードをベースに大型ガラスサンルーフ、撥水シート、ルーフレール、キーレスアクセス&プッシュスタート、運転席&助手席8ウェイパワーシート、SRSサイドエアバッグ+SRSカーテンエアバッグを装備し、快適性・安全性を向上。環境対応車 普及促進税制にも適合した。
2.0X FIELD LIMITED II
本タイプは2009年9月に発売された「2.0X FIELD LIMITED」のバージョンアップ仕様で、新たに17インチアルミホイールなどが装備された。
フォレスターtS
「S-Edition」グレードを基にスバルテクニカインターナショナルがチューニングを行ったコンプリートカー。300台限定。
2.0X S-style
「2.0X」グレードをベースに、215/65R16タイヤおよび16インチアルミホイール、HIDロービームランプ（ポップアップウォッシャー付）、フロントフォグランプ、クリアビューパック（フロントワイパーデアイサー、ヒーテッドドアミラー）、ルーフスポイラー、UVカット機能付濃色ガラス（リヤドア・リヤクオーター・リヤゲート）、マフラーカッター（直径90×75ツイン）と要望が高い装備を備える。

#### 年表
- 2007年11月26日 -  ティザーサイト公開 （リア側のシルエットのみを見せる手法が採られた）。
- 2007年12月25日 -  3代目にフルモデルチェンジ。
- 2008年8月4日 - スバル発売50周年記念特別仕様車「BLACK LEATHER LIMITED」が発売された。
- 2009年1月27日 -  一部改良。
- 2009年7月30日 - 特別仕様車「SPORT LIMITED」が発売された。
- 2009年9月2日 - 特別仕様車「2.0X FIELD LIMITED」が発売された。
- 2010年1月21日 - 韓国での販売開始が発表された。
- 2010年4月 - 仕様変更が行われた。
- 2010年5月18日 - 特別仕様車「2.0X FIELD LIMITED II」が発売された。
- 2010年10月25日 - マイナーチェンジ。
- 2011年8月 - 仕様変更。
- 2011年10月18日 - 特別仕様車「2.0X S-style」が発売された。
- 2012年10月[55] - 生産終了。在庫対応分のみの販売となる。
- 2012年11月 - 4代目と入れ替わる形で販売終了。

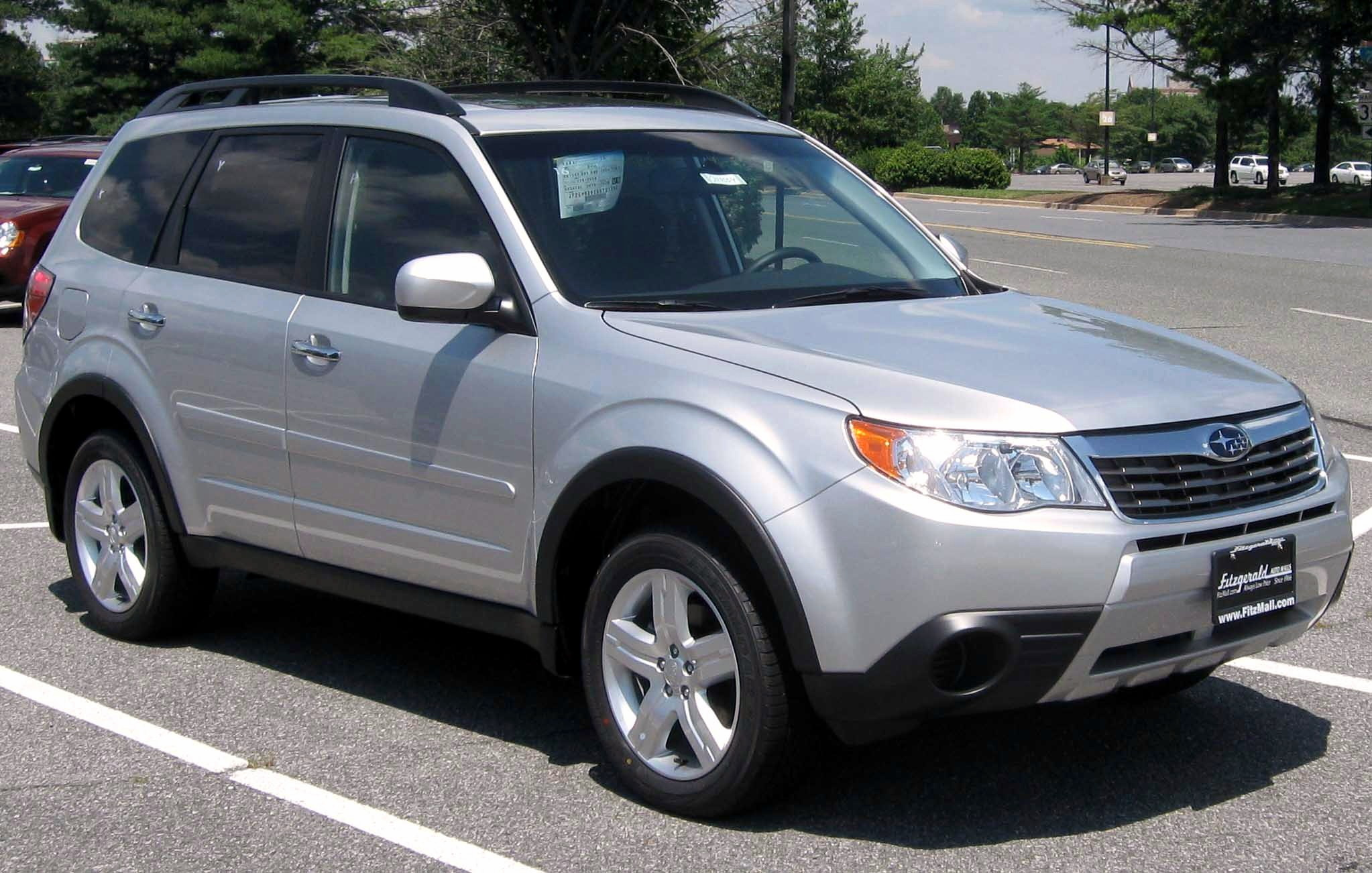
北米仕様
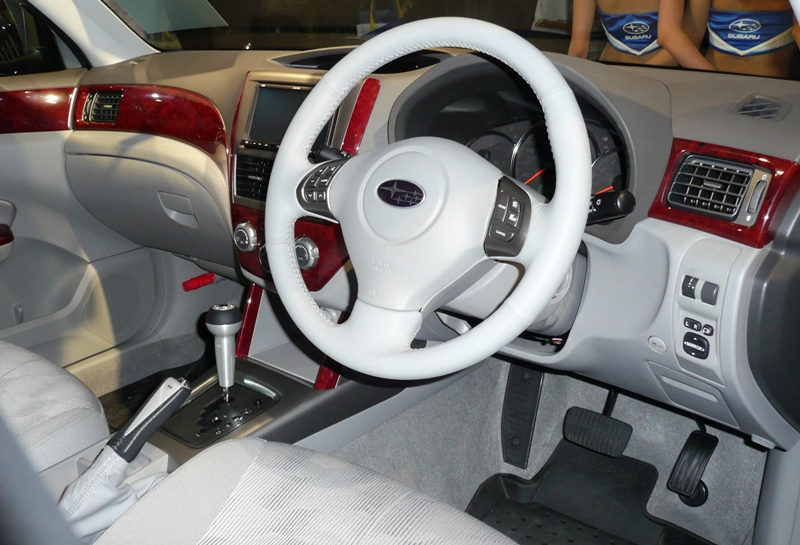
車内
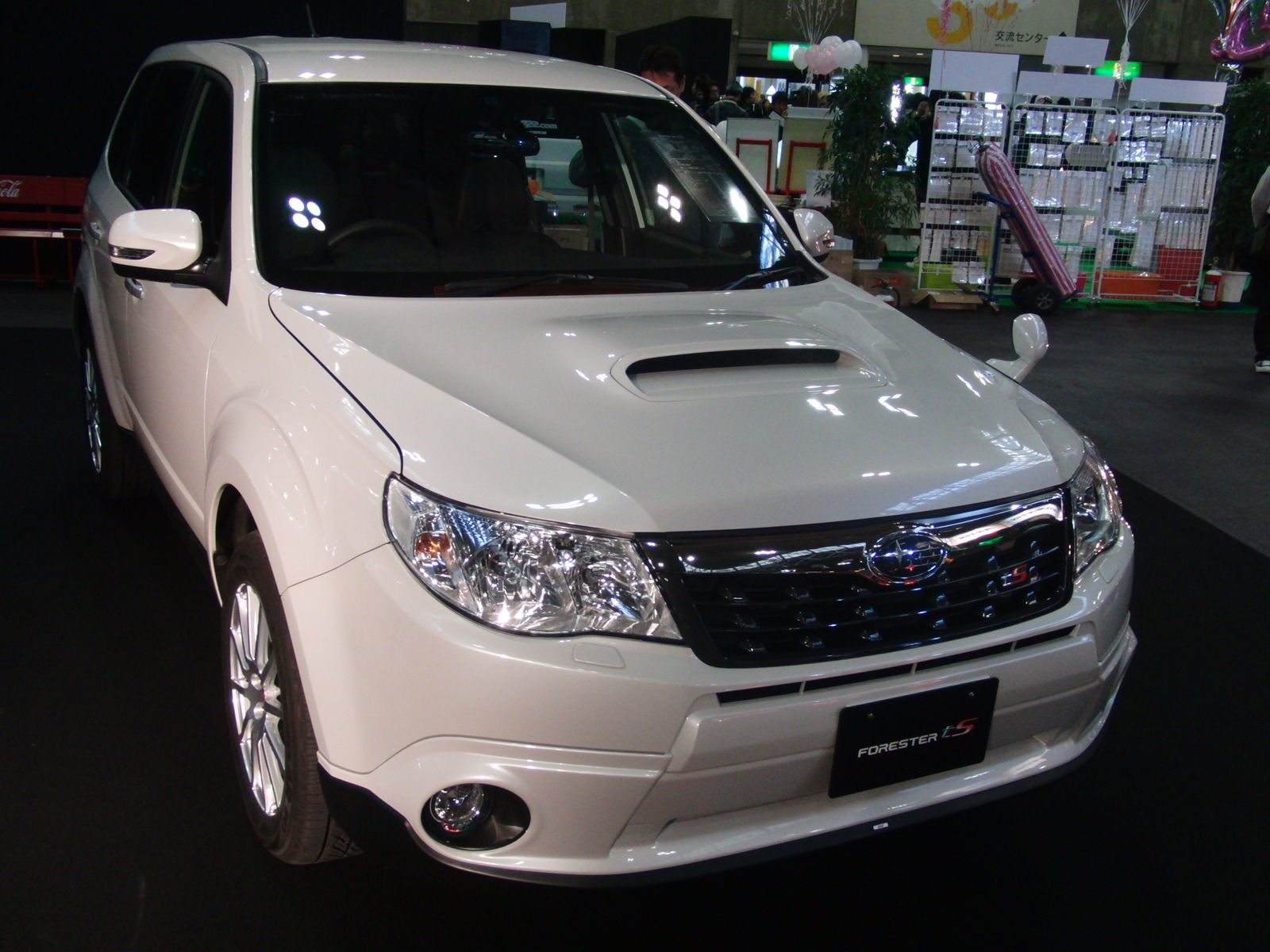
tS

### 欧州
フォレスターは2008年から欧州で発売された。AVCS仕様排気量2.0リットルEJ20（150 hp、196 N·m）ガソリンエンジンには5段マニュアルトランスミッションまたは4段オートマチックトランスミッション組み合わされ、新開発の2.0リットルEE20型水平対向ディーゼルターボエンジンには6段マニュアルトランスミッションが組み合わされた。新モデルは10月のパリモーターショーで発表された。EE20型水平対向ディーゼルの最高出力は147 PS、最大トルクは350 N·mであった。Euro 4規制に適合したEE20ディーゼルエンジンは寒冷気候で作動させた時に生じるクラックが原因で起こるクランクシャフトの不具合に苦しめられた。富士重工業がこの欠陥を認めることはなかったものの、2011年のEuro 5規制のために手直しされたエンジンでこの問題は取り除かれていた。
イギリスでは、ガソリンモデルのグレードはXおよびXS、ディーゼルモデルのグレードはX、XC、およびXS NavPlusであった。
ロシア、ベラルーシ、ウクライナでは、2.5自然吸気および2.5ターボ仕様が販売された。
オランダでは、ガソリンモデルとディーゼルモデルが販売された。ガソリンエンジンは、ディーラーで液化石油ガス（LPG）ハイブリッド仕様にも変更可能であった。グレードはIntro（ガソリンのみ）、Comfort、Luxury、Premium、XT（ガソリンターボ）。ガソリンあるいはガソリン/LPGハイブリッドの最大牽引能力は2000 kg（MT）または1500 kg（AT）、ディーゼル車（MTのみ）は2000 kgであった。

### オーストラリア

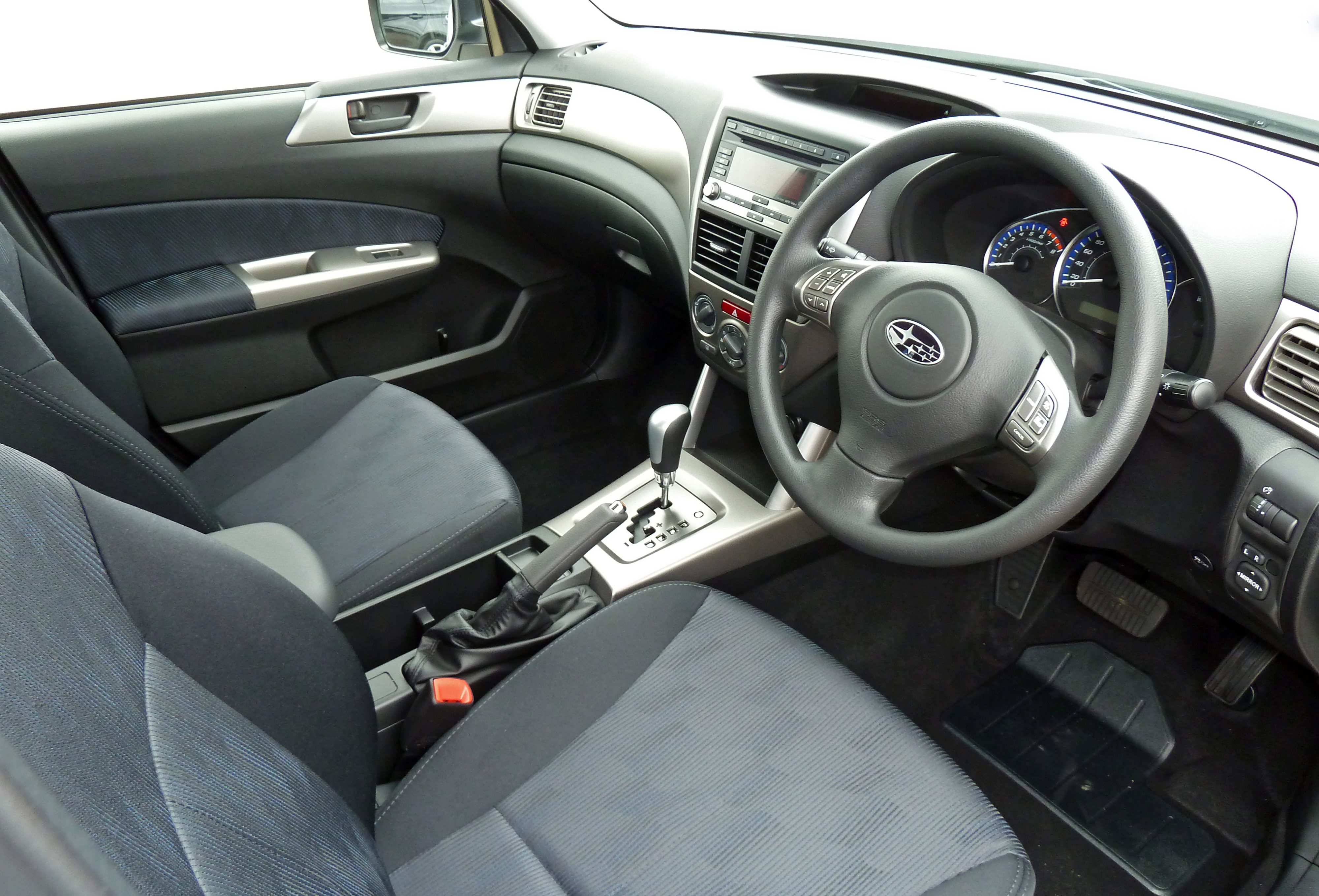
内装

オーストラリア版には以下の7種類の仕様が存在した。
- X: ベースモデル - 自然吸気2.5 L水平対向4気筒、126 kW (169 hp) 229 Nm (169 ft-lbf)
- XS: 非ターボ - 自然吸気2.5 L水平対向4気筒、126 kW (169 hp) 229 Nm (169 ft-lbf)
- XS Premium: 上級非ターボ - 自然吸気2.5 L flat-4, 126 kW (169 hp) 229 Nm (169 ft-lbf)
- 2.0 Diesel: ターボディーゼル2.0 L水平対向4気筒、108 kW (145 hp) 350 Nm (258 ft-lbf)
- 2.0 Premium Diesel: プレミアム - ターボディーゼル水平対向4気筒、108 kW (145 hp) 350 Nm (258 ft-lbf)
- XT: ターボモデル - 水平対向4気筒ターボ、169 kW (227 hp) 320 Nm (236 ft-lbf)
- XT Premium: 上級ターボモデル - 水平対向4気筒ターボ、169 kW (227 hp) 320 Nm (236 ft-lbf)
- S-Edition: - 水平対向4気筒ターボ、193 kW (259 hp) 347 Nm (256 ft-lbf)

富士重工業によって未解決のままの深刻なヘッドガスケット問題が存在することは注目すべき点である。ほとんどはオイル/冷却液の漏れで、クロスシリンダーの不具合が最悪の事態であった。この問題はアフターマーケット品のガスケットによって解決することができるが、エンジンを降ろす必要があるため高価な作業である。
オーストラリア仕様の装備の詳細は以下の通り。
- ホイールおよびタイヤ - Xグレードは16インチスチールホイール、2.0 Lディーゼルモデルは16インチアルミホイール、その他の全てのモデルは16インチアルミホイール。S-EditionはSTiホイール。
- サスペンション - Xグレードのリヤサスペンションはダブルウィッシュボーン式独立懸架。その他全てのモデルはセルフレベリング機能付ダブルウィッシュボーン式リヤ独立懸架。
- その他 - 2.0 LディーゼルのPremium版、XS、およびXTモデルは革シートと電動サンルーフ付き。これらは他モデルでもオプションとして提供された。
- トランスミッション - Xグレードはデュアルレンジ5段マニュアルトランスミッションまたは4段オートマチックトランスミッション。ディーゼルモデルは6段マニュアルトランスミッションのみ。その他全てのモデルは5段マニュアルトランスミッションまたは4段オートマチックトランスミッション。S-Editionは5段オートマチックトランスミッション。
- エンターテインメント - XT Premiumは埋め込み型衛星ナビシステムとCD/DVDプレイヤー（7インチタッチスクリーン）付き。Xグレードおよび2.0 LディーゼルはAM/FMラジオ、6連装CDプレイヤー（MP3およびWMA対応）、サブウーファー付き6スピーカーSRSステレオシステムを搭載。XT Premiumのシステムはその他全てのモデルでもオプションとして提供されていたが、費用は4851.50豪ドルであった[60]。

### アメリカ合衆国
米国におけるグレードは2.5X Limited、2.5X Premium、2.5X、2.5XT（ターボ）、2.5XT Premium（ターボ）の5つであった。内装色は黒色または薄い灰色のいずれかで、シート生地は革を含む3種類から選択できた。車体色は9種類で、そのうち4色はパール塗装であった。
2009年7月から特別仕様車「L.L.Bean Edition」は廃止された。2010年のダカール・ラリーに参戦するため、富士重工業とElaion（レプソル-YPF）によってフォレスターを改造したラリー車が製造された。
米国2.5XモデルはPZEV（ゼロ排出ガス車として部分換算される先進技術搭載車）に認定され、車両後方、テールゲートの右下側にPZEVバッジが付けられた。その他全ての米国モデルはLEV2に認定された。カリフォルニア州の排出ガス基準を採用していた州でのいPZEV認定車を販売していた他メーカーとは異なり、PZEVフォレスターは50州全てで入手可能であった。非ターボエンジンはオクタン価87の無鉛ガソリンで作動し、ターボエンジン（EJ255）はオクタン価91を超えるプレミアムガソリンを必要とする。
安全装備には、合計6つの前席エアバッグ（サイドカーテンエアバッグおよび助手席サイドエアバッグ）とパニックブレーキ操作を検出してより迅速に最大のブレーキ力を印加するブレーキ支援が含まれた。5段マニュアルトランスミッションには坂道発進補助装置が搭載された。
2.5Xモデルの標準装備には、VDC（Vehicle Dynamics Control）、16インチスチールホイール、MP3プレイヤー用ジャック付きの付属オーディオが含まれた。オプション装備には、17インチアルミホイール、パノラマムーンルーフ、フロントシートヒーター、ヒーティッドサイドミラーが含まれた。L.L.Bean editionには、エアコン、革シート、組み込み6枚CDチェンジャー付き6スピーカーステレオ（CDチェンジャーなしの4スピーカーステレオからアップグレード）、埋め込みナビシステム、L.L. Beanシグネチャー入りフロアマットおよびリアカーゴトレイが追加された。
2.5 XTモデルは、上級ステレオ、17インチアルミホイール、パノラマムーンルーフが標準装備であった。2.5 XT Limitedには、革シート、フロントシートヒーター、埋め込みナビ、リアスポイラー、自動エアコンが追加された。2009年、XTモデルはスポーツシフト付き4段オートマチックトランスミッションのみとなった。

### XTIコンセプト
XTIコンセプトは、WRX STIで使われていた2.5リットルインタークーラーターボエンジンを搭載し、6段マニュアルトランスミッション、18 x 8インチS204鍛造アルミホイール、ヨコハマAdvan Neova 255/40R18タイヤ、車高調整式サスペンション、ブレンボ製ブレーキ（フロント4ピストン、リア2ピストン）、SuperSport ABSおよび電子制御ブレーキシステム（EBD）、革およびアルカンターラスポーツシート、専用の計器群、フロントダッシュボード、センターコンソール、革巻きステアリングホイールを装備した。エンジンの最高出力は315 hp (235 kW)、最大トルクは300 lb⋅ft (407 N⋅m)であった。
XTIコンセプトは2008年SEMAショーで米国スバルによって出展された。

### マウンテンレスキューコンセプト
米国スバルは2.5XTターボを基にしてナショナル・スキー・パトロールのための特殊車両（山岳救助隊用車両）を作った。このマウンテンレスキューコンセプトには、縞鋼板プレート、リアスチールウォール、耐荷重最大9,500ポンドのウインチ、ルーフに取り付けられたトボガンぞりが含まれる。マウンテンレスキューコンセプトは2008年SEMAショーに出展された。

## 4代目SJ系（2012年 - 2018年）

### 日本
2012年11月、4代目フォレスターが発表された。キャッチフレーズは「実証。全方位SUV」。グレード名については変更がなされ、「2.0XT」以外は他車種同様、排気量の後に「i（フォレスターの場合は「2.0i」）」「i-L（同「2.0i-L」）」「i-S（同「2.0i-S」）」を名乗るようになった。グレード体系はNA車が「2.0i」、「2.0i-L」、「2.0i-L EyeSight」、「2.0i-S EyeSight」の4グレード、直噴ターボ車は「2.0XT」と「2.0XT EyeSight」の2グレードを設定し、計6グレードとなった。NA車はエンジンにFB20型を継続採用するが、トランスミッションで改良を行い、MT車（「2.0i」・「2.0i-L」に設定）は5速から6速に多段化され、短行程（ショートストローク）化された（同時に、国内のスバルのFB20エンジン搭載車で唯一のMT設定車種でもある）。AT車はトルクコンバータ式の4ATから既に他のスバル車に採用されているCVT「リニアトロニック」に置換された。「2.0i」を除くグレードにおいては6速マニュアルモードとアイドリングストップを搭載している。ターボ車である「2.0XT」にはレガシィに搭載されている「新世代BOXER直噴ターボ"DIT"」エンジンであるFA20型を280 psにチューニングし直した上で搭載された。なお、ターボ用のリニアトロニックは高出力に対応するためトルクコンバータやチェーンなどの部品を最適化した専用設計となる。併せて、専用のサスペンションチューニングが施された。なお、燃費向上により、リニアトロニック車はNA車・直噴ターボ車を問わず平成27年度燃費基準を達成した。また、今世代から「SI-DRIVE」を「2.0i」を除くNA車にも採用し、スイッチをステアリング内に移した（NA車はインテリジェント（I）モードとスポーツ（S）モードの2モードを、直噴ターボ車は8段ステップ変速の専用制御を採用したスポーツシャープ（S＃）モードを追加した3モードをそれぞれ搭載）。併せて、ボディやシャシーの要所に剛性向上を行った。また、「2.0i」を除くリニアトロニック車には「X-MODE」を新搭載した。ボタン1つでエンジン・トランスミッション・AWD・VDCの統合制御を行い、駆動力やブレーキを適切に制御することで悪路走破性を高めたほか、下り坂などで車速が急激に上がる場面でも常に一定の車速を維持するヒルディセントコントロールも備えている。外装はSUVらしい力強い存在感を持ちながら空力特性や機能性に配慮したデザインとし、Aピラー下端部を前方に200 mm出した。また、スバルのターボ車といえばボンネットのエアスクープが特徴ではあるが、この代では（初代アルシオーネ1.8ターボ以降の）スバルのターボ車ではほぼ初めて開口部を持たないデザインになっている。そのためボンネット裏には整流ダクトが設けられており、フロントグリル部から取り入れたフレッシュエアをその整流ダクトに沿ってインタークーラーまで導く手法をとっている。直噴ターボ車ではダークメッキロントグリルとフロントバンパーを専用デザインにし、ヘッドランプにブラックベゼルを、フロントフォグランプにメッキリングをそれぞれ追加した。インテリアは室内寸法・ピラーの配置・後席のフロア形状・前後席の着座位置などを大幅に見直した。また、インパネ中央上部にカラー表示の「マルチファンクションディスプレイ」を搭載。瞬間/平均燃費や渡航可能距離、省燃費走行の目安になる「ECOゲージ」を表示するほか、燃費や「ECOゲージ」の履歴も確認できるのでエコドライブをサポートするとともに、装備の作動状況やメンテナンス情報などの車両状態を視覚的に確認することができる。安全性能も強化し、これまで非装備だった運転支援システム「EyeSight (Ver.2)」を標準装備したグレードが設定された。これにより、レガシィ、インプレッサ、エクシーガとあわせて、スバルが現在日本国内で販売されている主要車種すべてに「EyeSight」を標準装備したグレードが設定されたことになった。
2013年10月1日、2013年グッドデザイン賞を受賞した。同年10月、一部改良が行われた。メーカーオプションのパワーリアゲートやSRSサイドエアバッグ+SRSカーテンエアバッグを「2.0i」を除く全グレードに拡大適応したほか、これまではターボ車の「2.0XT」系のみに標準装備されていたスポーツタイプメーター（常時発光式ホワイト照明）とアルミパッド付スポーツペダルを「2.0i-S EyeSight」にも標準装備。「2.0i-L」系に標準装備（「2.0i」はメーカーオプション設定）されている17インチアルミホイールは切削光輝仕上げが施された。ボディカラーは「ディープチェリー・パール」に替わり、新色の「ジャスミングリーン・メタリック」を追加した。同年12月、特別仕様車「X-BREAK」が発売された。
2014年5月、特別仕様車「2.0XT EyeSight Advantage Line」が発売された。同年11月、一部改良が行われた。全車にシャークフィンアンテナを採用したほか、インテリアに金属調やピアノブラック調の加飾を施すなど、内外装の仕様を変更。併せて、ハーマンカードンサウンドシステム&SDナビゲーションのオプション設定を追加した。特別仕様車の「X-BREAK」は「タンジェリンオレンジ・パール」と「デザートカーキ」の2色の専用ボディ色が追加されて10色展開となった。カタロググレードのグレード体系が見直され、「2.0i-S EyeSight」および「2.0XT」が廃止された。同時に、特別仕様車「S-Limited」が発売された。さらに、スバルテクニカインターナショナル（STI）の手によるコンプリートカー「tS」も4代目をベースとした新仕様で発売された。
2015年4月、特別仕様車「2.0i-L EyeSight Proud Edition」が発表された（6月1日発売）。同年11月、大幅改良が行われた。キャッチフレーズは「新しい自分に会いに行こう。」で、CMソングにはスピッツの「渚」が起用された。外観はフロントフェイスを刷新し、ワイド感を表現したフロントグリル・フロントバンパー（フロントバンパーは「S-Limited」を除くNA車のみ）を採用。リアコンビランプはヘッドランプ同様にコの字型のモチーフを採用し、赤色部を上方に集約。NA車の17インチ及び、ターボ車の18インチアルミホイールを新デザインに変更した。車体色は「ディープシーブルー・パール」、「バーニッシュドブロンズ・メタリック」が廃止。「ダークブルー・パール」「セピアブロンズ・メタリック」を新設定した。内装は「2.0i」を除く全車において、インパネにシルバーのフレームとピアノブラックの加飾パネルを採用したほか、インパネセンタートレイやドアグリップに表皮を巻き、メーターパネル中央には「EyeSight」や「SI-DRIVE」の動作状況をはじめ、車両情報を表示するマルチインフォメーションディスプレイを装備。後席には左右席にLOW-HIGH2段の調整機能を持つシートヒーターを採用した。また、メーカーオプションのハーマンカードンサウンドシステム&SDナビゲーションにはSiri対応の音声認識機能「Siri Eyes Free」を対応化させ、メーカーオプションの本革シート装着車にセットされている運転席パワーシートには、シートポジションを記憶できるメモリー機能を追加した。既採用の「EyeSight」はアクティブレーンキープ（車線逸脱抑制制御）の追加やプリクラッシュブレーキや全車速追従機能付クルーズコントロールの性能向上を行った「EyeSight (ver.3)」に更新され、死角検知機能・車線変更支援・後退時支援で構成された後側方警戒支援機能「スバルリヤビークルディテクション」に加え、「EyeSight」のステレオカメラを用いて対向車や先行車を検知し、ヘッドランプに内蔵されたシェードによってハイビーム照射範囲を無段階で調整するスバル車初の装備アダプティブドライビングビームをパッケージ化した「アドバンスドセイフティパッケージ」をメーカーオプションとして新設定。また、1灯でハイビームとロービームを切替できるバイファンクションプロジェクターを備えたLEDハイ&ロービームランプや、ステアリング操作に合わせてヘッドランプ光軸を左右に動かすステアリング連動ヘッドランプもスバル車で初めて採用した。さらに、「2.0i」を除く全車にはSRSサイドエアバッグ&SRSカーテンエアバッグも標準装備した。走行性能では、シャシー性能を強化し、フロントのクロスメンバー剛性アップやリアのショックアブソーバーのレバー比の変更及びトレーリングリンクブッシュの最適化により操舵安定性や直進安定性を向上。サスペンションセッティングはショックアブソーバーの減衰力やコイルスプリングのバネ定数を最適化したほか、前後ショックアブソーバーはロッドガイドブッシュと作動オイルを変更することで摺動部のフリクションを安定させて振動を抑え、初期ロール特性を最適化した。ステアリングギア比も15.5:1から14.0:1に変更してクイックギアとしたほか、NA車はエンジンの燃焼改善やフリクション低減などにより燃費性能を向上し、リニアトロニック車は「平成27年度燃費基準+10%」を達成。ターボ車の「2.0XT EyeSight」はコーナリングのライントレース性を向上するアクティブ・トルク・ベクタリングを採用するとともに、オートステップ変速制御も採用し、SI-DRIVEの「S#（スポーツシャープ）モード」では8段ステップ変速をクロスレシオ化した。さらに、ドアガラスの板厚アップやシール部品の強化、リニアトロニックの改良などにより走行時の静粛性も向上した。
2016年7月、特別仕様車「Brown Leather Selection」が発売された。同年10月、特別仕様車「Style Modern」が発売された。
2017年4月、一部改良が行われた。グレード体系が一部変更され、「2.0i」はリニアトロニックのみの設定に変更の上、EyeSight (ver.3) を標準装備して「2.0i EyeSight」に改名された。同時に、既存の「2.0i-L」ではリニアトロニックの設定を廃止してMTのみとされた。併せて、EyeSightに装備されているアクティブレーンキープの作動車速域を従来の65 km/h以上から60 km/hに拡大した。「X-BREAK」は、新たに「カラーアクセント仕様」を追加設定した。本仕様では、17インチアルミホイールにダークグレーメタリック塗装を、フロントフォグランプのカバーとサイドクラッティングのモール部にオレンジ加飾を、フロントグリルにシルバーメッキ+ブラック加飾をそれぞれ施し、ルーフレールとカラードドアミラーをブラックに変更。X-BREAKリアオーナメントを装備し、アドバンスドセイフティパッケージを標準装備しながら、「X-BREAK」と同一価格に設定した。なお、「カラーアクセント仕様」を選択した場合、ボディカラーは、「クリスタルホワイト・パール（オプションカラー）」、「アイスシルバー・メタリック」、「ダークグレー・メタリック」、「クリスタルブラック・シリカ」の4色のみとなる。また、ボディ色は「X-BREAK」専用色の「タンジェリンオレンジ・パール」と「デザートカーキ」の2色を廃止した。同年8月、特別仕様車「Smart Edition」が発売された。

#### 特別仕様車
X-BREAK
同年11月に開催された第43回東京モーターショーに参考出品されていたモデルをベースに市販化したもので、「2.0i-L EyeSight」グレードをベースに、ファブリックシート（サイド: 合成皮革、オレンジステッチ）とカーゴフロアボード（ラゲッジスムーザー機構付）を撥水仕様にするとともに、本革巻ステアリングホイール、本革巻セレクトレバー（ピアノブラック調加飾パネル+シフトブーツ）、ドアアームレストにオレンジステッチを施した。外装も切削光輝仕上げに加えてダークシルバー塗装も施した17インチアルミホイールやシルバールーフレールを装備した。ボディ色は本仕様車専用色の「クォーツブルー・パール」を含む8色を設定した。
2.0XT EyeSight Advantage Line
最上位グレードの「2.0XT EyeSight」をベースに、外観はハイラスター塗装を施した18インチアルミホイールとサテンメッキドアミラーを装備、内装は東レのウルトラスエード表皮を採用したシートとドアトリム、スライド機構付コンソールリッドにブルーステッチを採用。高級本革を採用し、ダークキャストメタリック加飾を施したステアリングホイール、ブルーメタリックドレープ加飾を施したインパネ、ピアノブラック調のエアコンスイッチ（シルバーリング付）を採用した。
S-Limited
「2.0i-L EyeSight」をベースに、ターボ車「2.0XT」系専用装備だった外装アイテム（18インチアルミホイール(ブラック塗装+切削光輝)、スポーティデザインフロントバンパー、ヘッドライトブラックベゼル）を特別装備したNA車で、内装には、ファブリック/合成皮革シート、カーボン調インパネ加飾パネル、アルミパッド付スポーツペダル、常時発光ホワイト照明（スポーツタイプ）メーターを特別装備している。
フォレスターtS
スバルテクニカインターナショナル（STI）の手によるコンプリートカー。SI-DRIVEに搭載されているS#モードを「tS」専用にチューニングを行ったほか、ブレンボ製ベンチレーテッドディスクブレーキ、BBS製19インチ鍛造アルミホイール、STI製フロント/リアアンダースポイラー、専用チューニングサスペンション、フレキシブルパーツなどを装備。外観にはSTIオーナメントを装着し、ブラック仕様のフロントグリルやリアバンパーにはチェリーレッドのピンストライプを配し、内装もSTIロゴ入りスポーツメーターやカーボン調インパネ加飾パネルを採用。EyeSight (ver.2) も車高の低下とブレンボ製ベンチレーテッドディスクブレーキの装備に合わせてチューニングを行った専用仕様品を標準装備した。限定300台。
2.0i-L EyeSight Proud Edition
「2.0i-L EyeSight」グレードをベースに、専用ウルトラスエードシート（センターキルト）、専用シルバーカーボン調インパネ加飾パネル、専用ドアトリム（合成皮革/センターキルト）、スライド機構付コンソールリッド（合成皮革、シルバーステッチ）、サイドクラッディング（クロームモール付）、クロームウインドゥモール、キーレスアクセス&プッシュスタート、運転席&助手席8ウェイパワーシートを特別装備しながら車両本体価格をベース車と同じ価格に設定した。
Brown Leather Selection
スバル初のBOXERエンジン搭載車であるスバル・1000の発売から50周年を記念した特別仕様車の第2弾として設定されたもので、NA車の「2.0i S-Limited」とターボ車の「2.0XT EyeSight」グレードをベースに、レザーシートをはじめとするインテリアをブラウンでカラーコーディネートしたほか、シルバーステッチを施した高触感本革巻ステアリングホイールにはスバル車として初めてとなるステアリングヒーターを搭載。そのほか、パワーリアゲートを特別装備したほか、「S-Limited Brown Leather Selection」には「2.0XT EyeSight」に標準装備されているアドバンスドセイフティパッケージも特別装備した。
Style Modern
スバル・1000の発売50周年記念特別仕様車の第6弾（フォレスターでは「Brown Leather Selection」に次いで2モデル目）として設定されたもので、「2.0i-L EyeSight」グレードをベースに、シート表皮にブルーグリーンステッチと専用タグを施したウルトラスエード/合成皮革の専用コンビシートを採用するとともに、ドアトリムにウルトラスエード、ドアトリムアームレストに合成皮革、インパネ加飾にクロスメッシュ+シルバー加飾を採用。外観はサイドウィンドウ全周とサイドクラッディングにクロームモールを装備。装備面ではキーレスアクセス&プッシュスタートと運転席&助手席パワーシートを装備した。また、オプションとして、「S-Limited」に標準装備されている18インチアルミホイールをはじめ、パワーリアゲート、シルバールーフレール、アドバンスドセイフティパッケージと多数用意されている。
Smart Edition
上級グレードである「S-Limited」と「2.0XT EyeSight」をベースに、フロントグリルをダークメッキに、電動格納式リモコンカラードドアミラー（LEDサイドターンランプ&ターンインジケーター付）とルーフアンテナ（シャークフィンタイプ）をブラックカラードに、インパネ加飾パネルとセンタートレイ&ドアグリップ加飾をシルバー加飾にそれぞれ変更したほか、「2.0XT EyeSight Smart Edition」にはサイドクラッディング（クロームモール無）も装備。ブラックのルーフレールをメーカーオプションに設定した。一方で、クロームウインドゥモール、アルミパッド付スポーツペダル、運転席&助手席8ウェイパワーシート、後席シートヒーターを省いたことで、「S-Limited Smart Edition」はベース車比8.64万円、「2.0XT EyeSight Smart Edition」はベース車比12.636万円それぞれ安く設定した。

#### 年表
- 2012年11月1日 - 公式発表に先立ち、ティザーサイトによるフルモデルチェンジの事前告知を行うことが発表された[86]。
- 2012年11月13日 - フルモデルチェンジ。
- 2013年10月29日 - 一部改良が行われた。
- 2013年12月24日 - 特別仕様車「X-BREAK」が発売された。
- 2014年5月27日 - 特別仕様車「2.0XT EyeSight Advantage Line」が発表された（5月30日発売）。
- 2014年11月25日 - 一部改良が行われた。特別仕様車「S-Limited」が発売された。
- 2015年4月14日 - 特別仕様車「2.0i-L EyeSight Proud Edition」が発表された（6月1日発売）。
- 2015年10月6日 - オフィシャルウェブサイト内の専用サイトにてマイナーチェンジモデルの外観や概要を公開し、東京モーターショー2015のプレスデー当日に正式発表することを発表した[87]。
- 2015年10月28日 - 大幅改良（11月2日発売）
- 2016年2月26日 - マレーシアでのKD組立開始[88]。
- 2016年7月11日 - 特別仕様車「Brown Leather Selection」が発売された。
- 2016年10月3日 - 特別仕様車「Style Modern」が発売された。
- 2017年3月13日 - 一部改良（4月3日発売）。
- 2017年7月25日 - 特別仕様車「Smart Edition」が発表された（8月22日発売）。
- 2018年6月[89] - 生産終了。在庫対応分のみの販売となる。
- 2018年7月 - 5代目と入れ替わって販売終了。

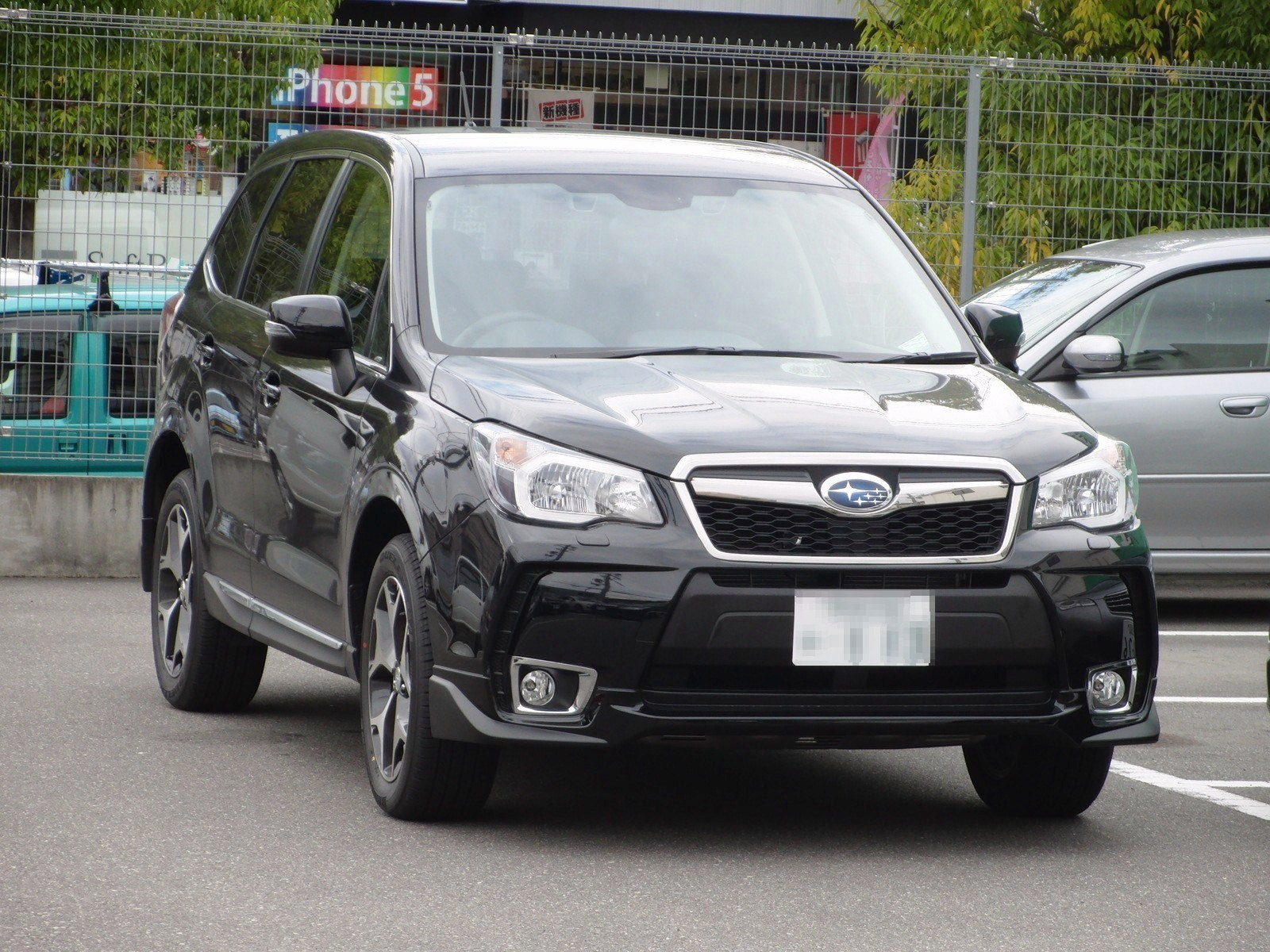
2.0XT Eyesight（初期型）
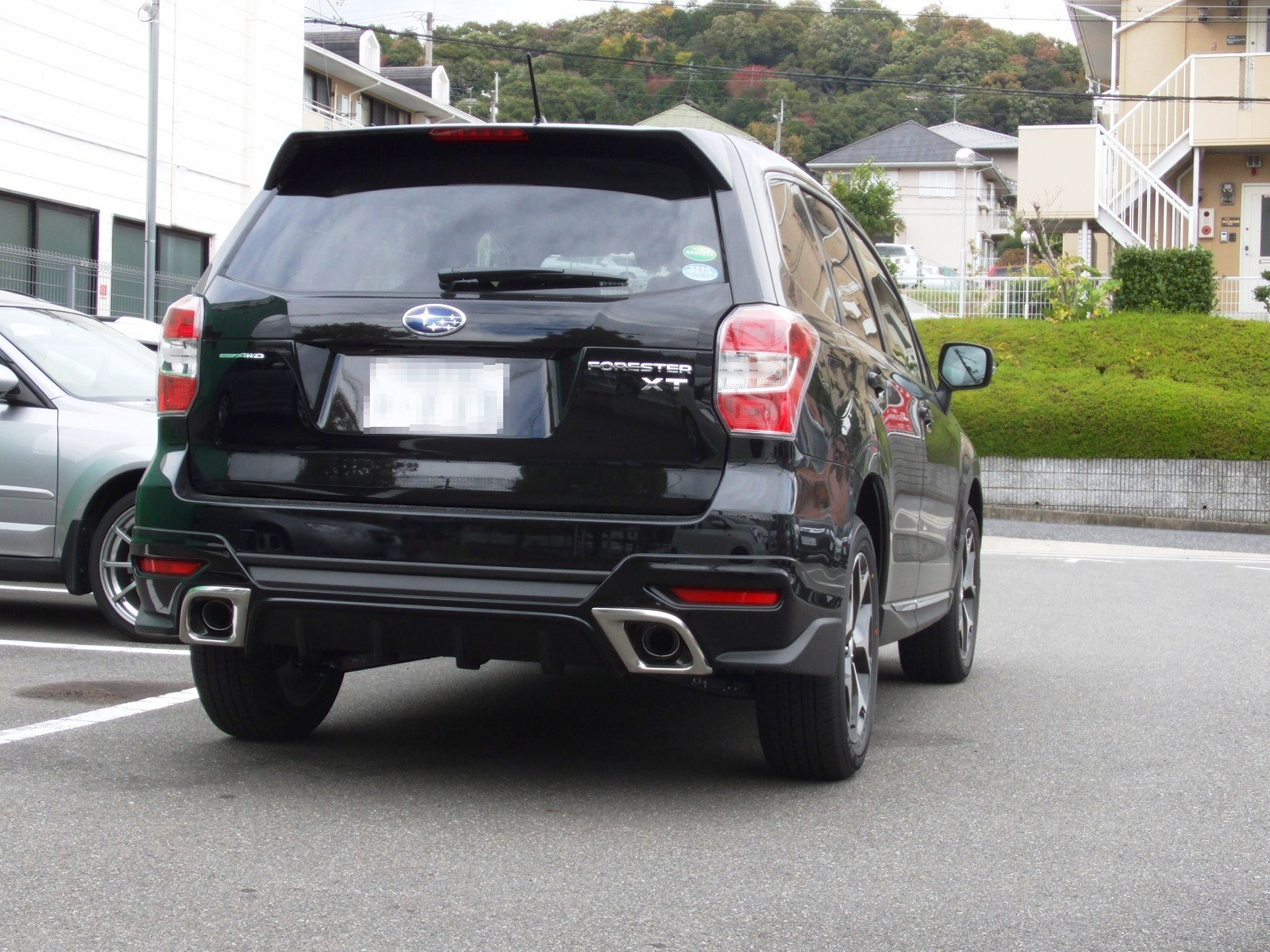
2.0XT Eyesight（初期型）リア
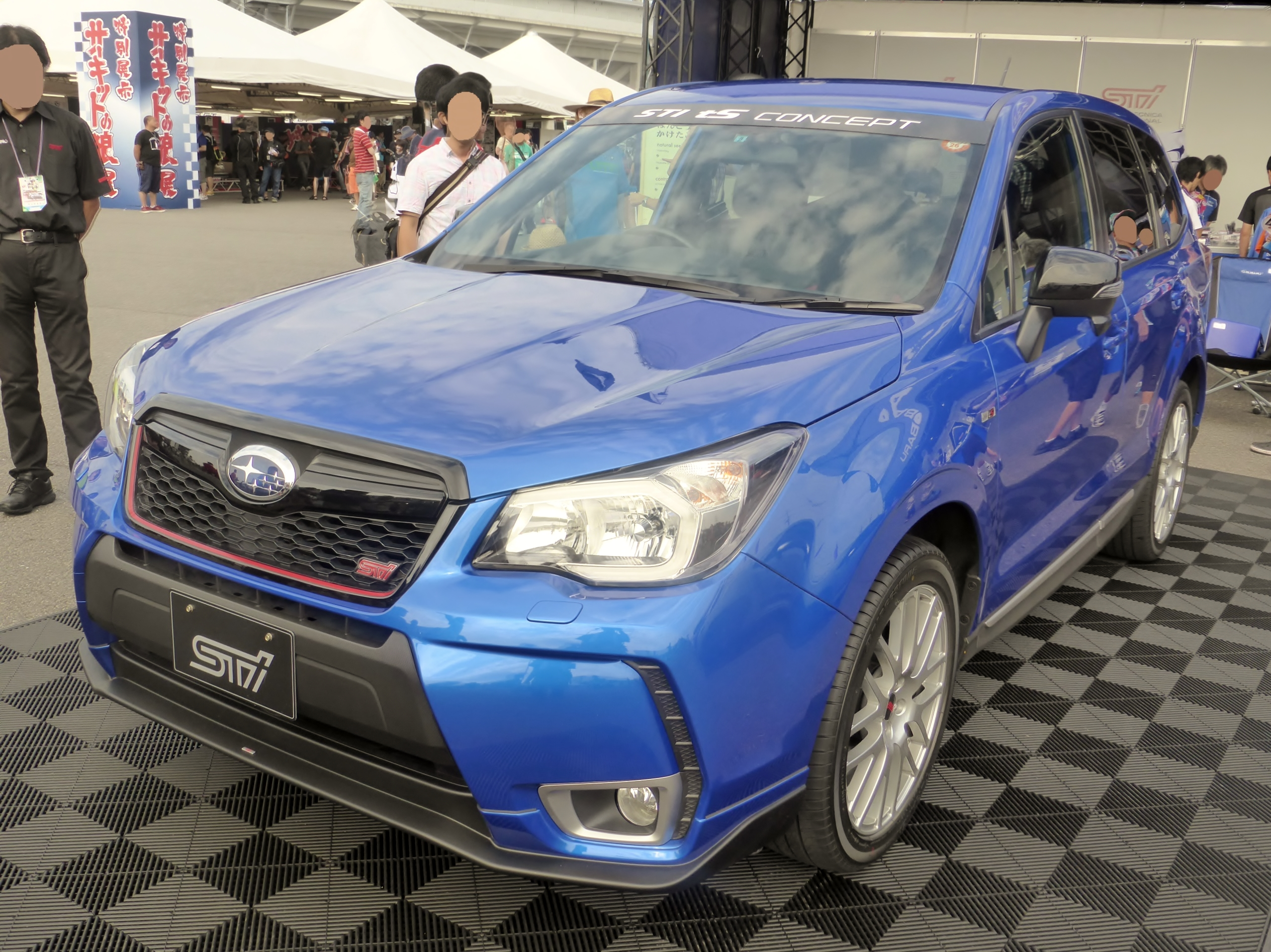
tS
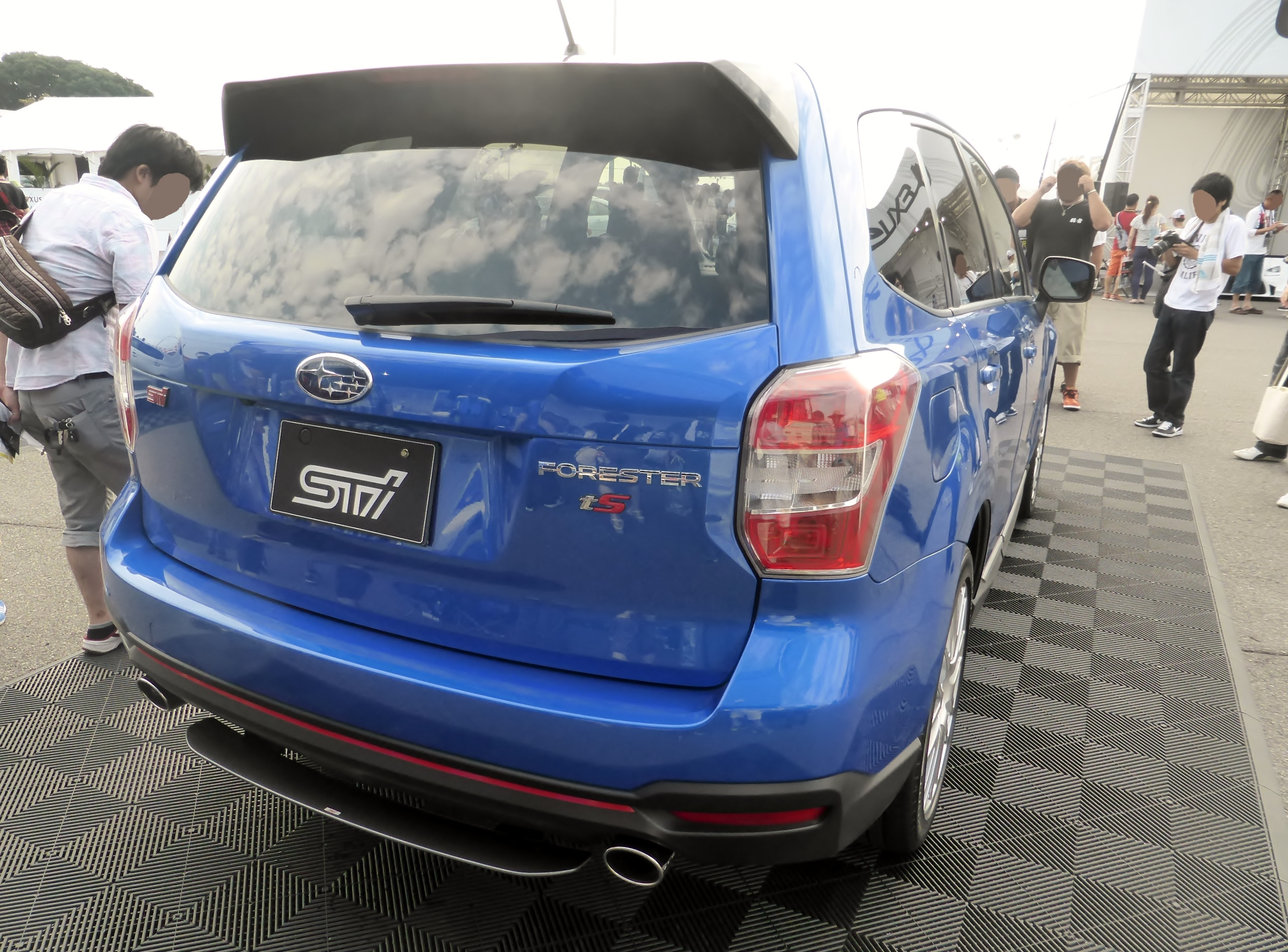
tS リア
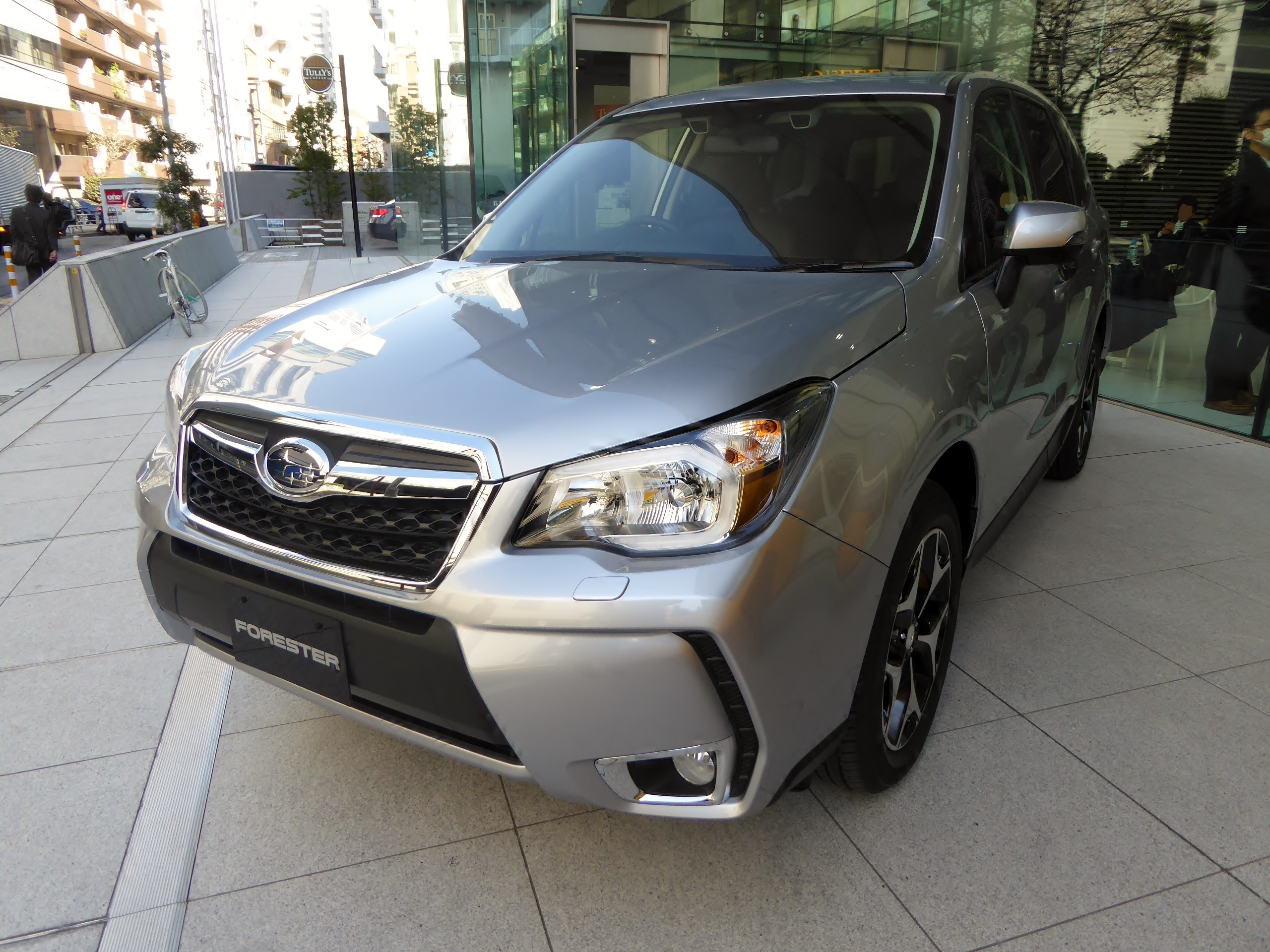
S-Limited（初期型）
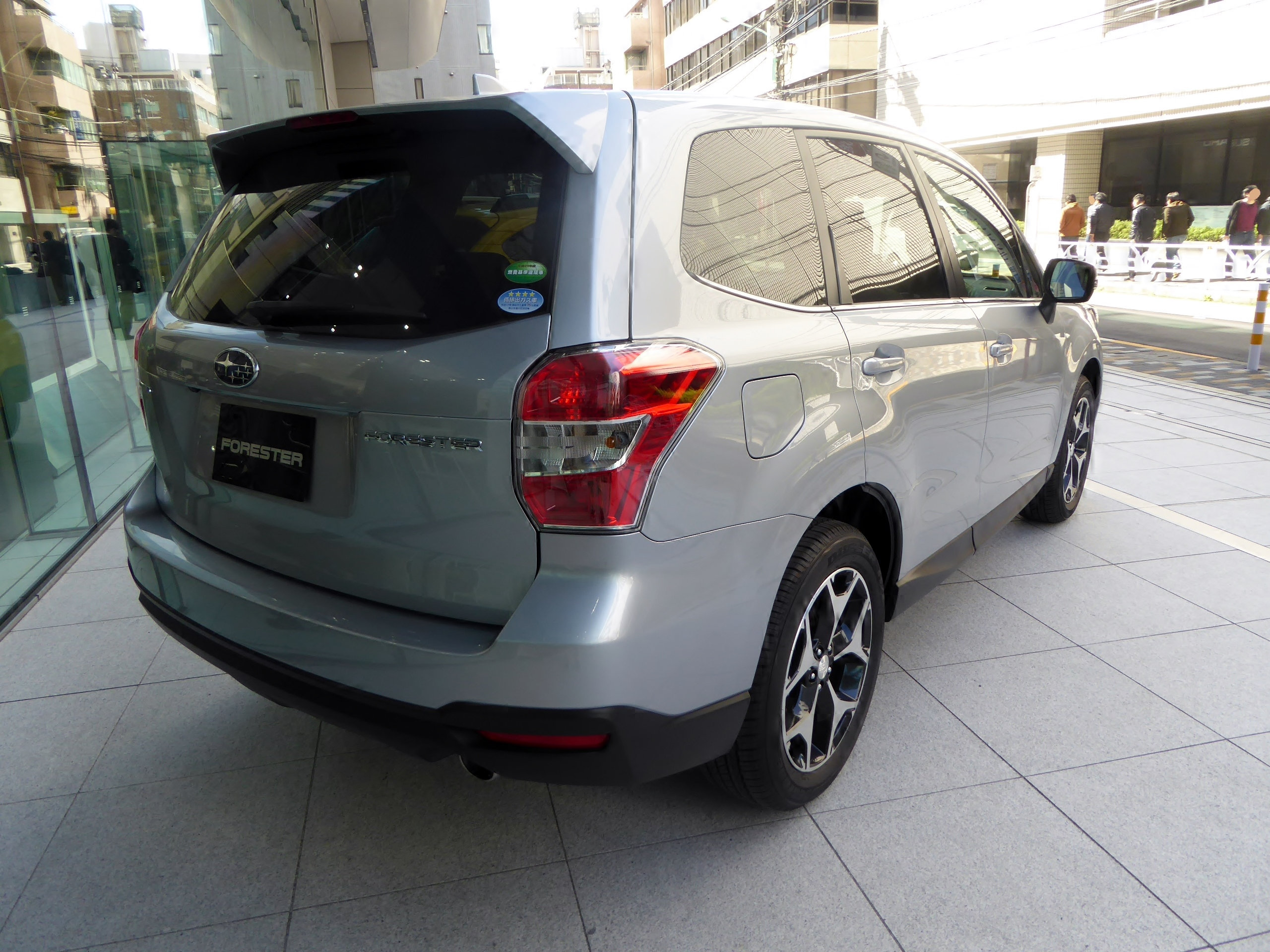
S-Limited（初期型） リア
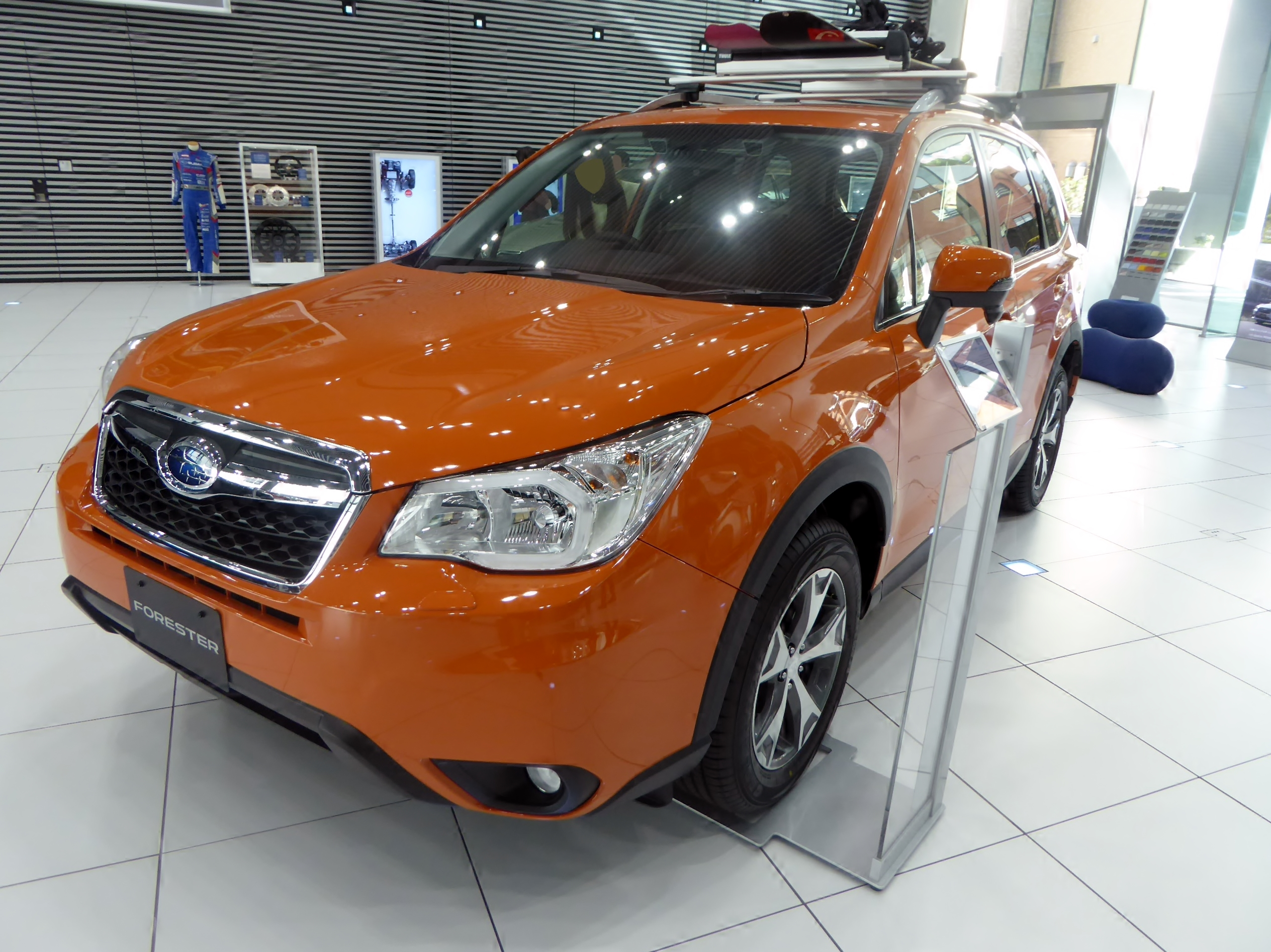
X-BREAK（初期型）
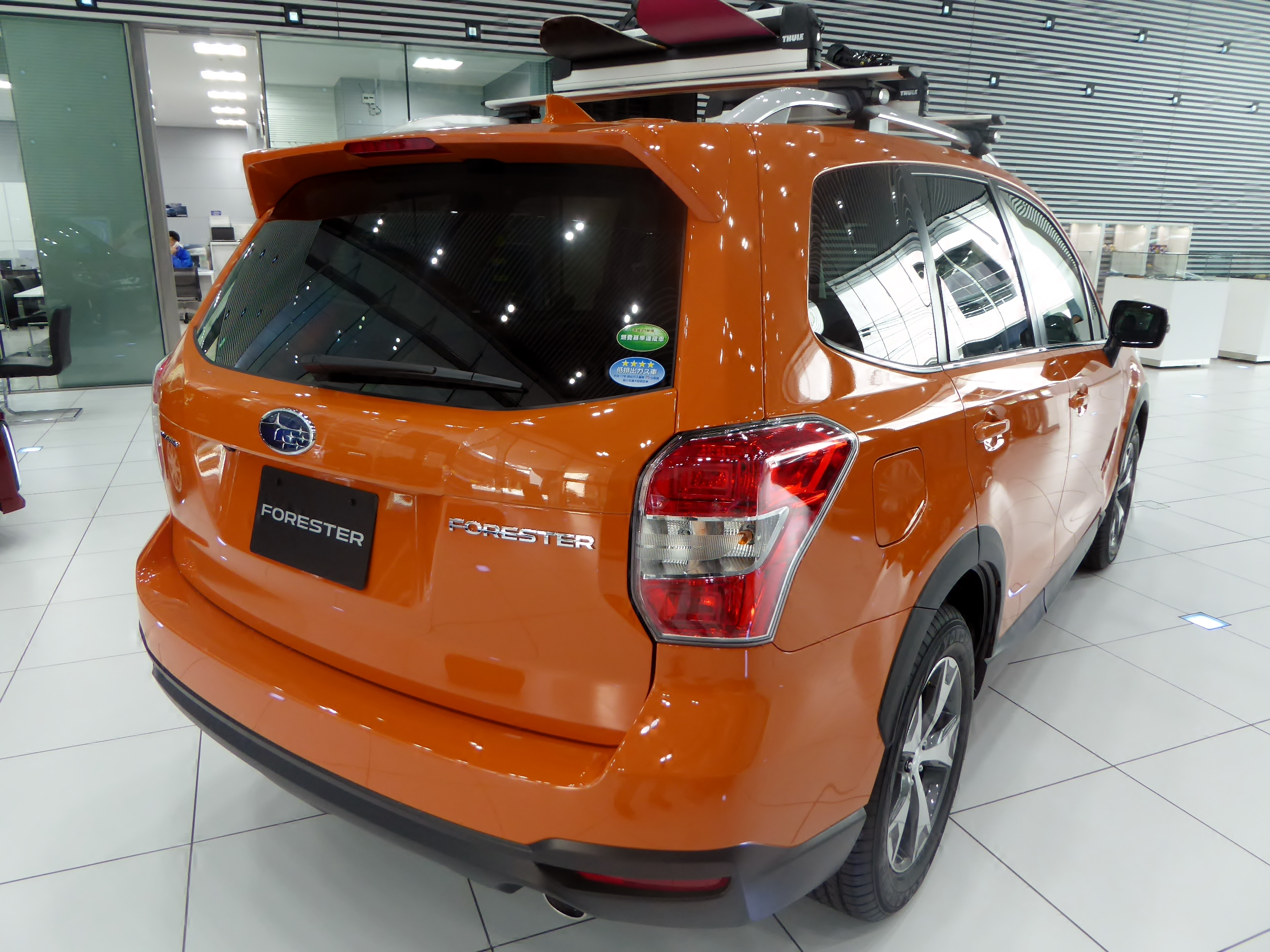
X-BREAK（初期型） リア
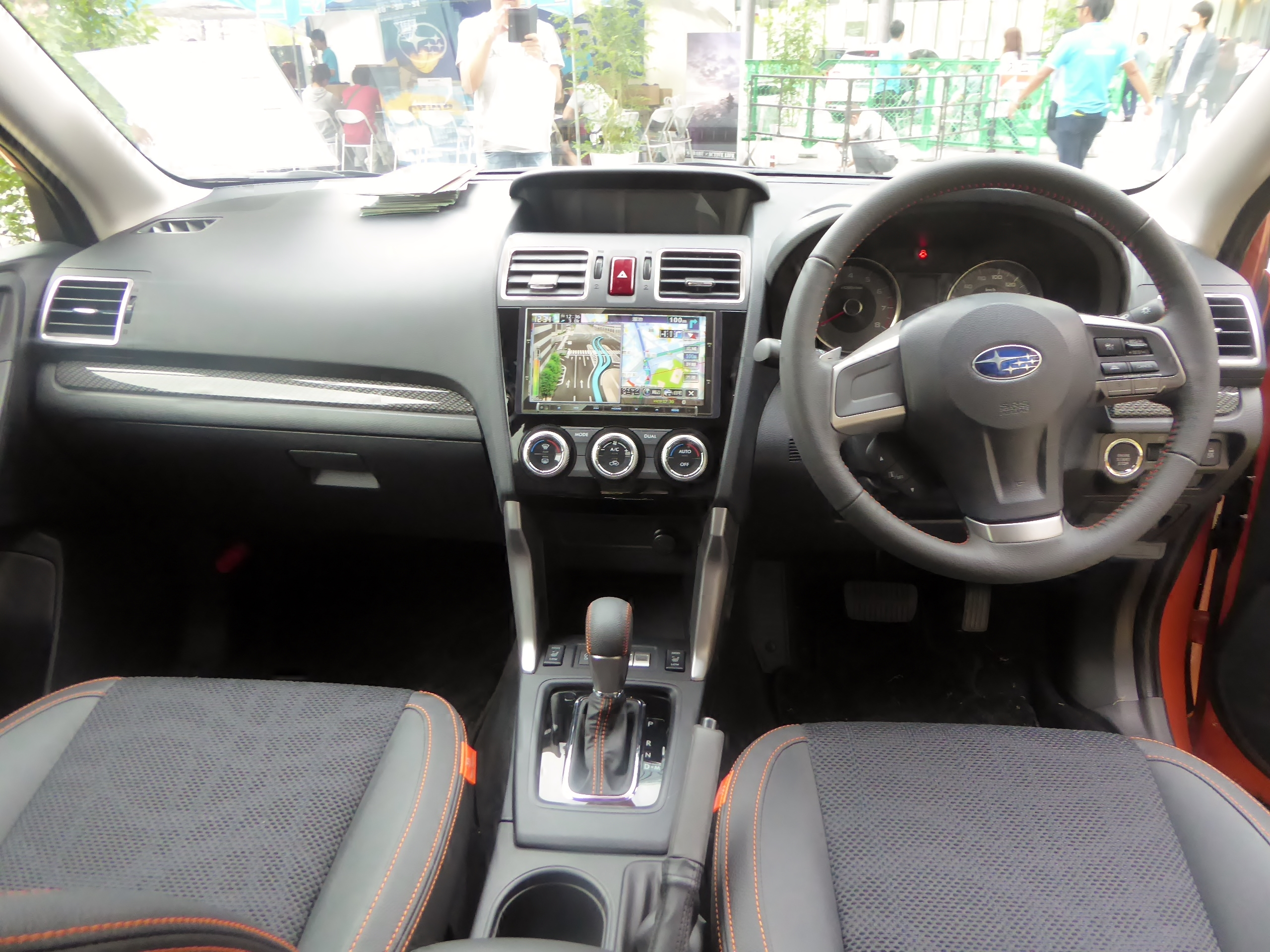
X-BREAK（初期型） インテリア

### アジア
アジアモデルは2013年3月に発売された。初期モデルのグレード構成は2.0i-L、2.0i Premium、2.0XTの3グレードであった。フォレスターの東南アジア諸国連合（ASEAN）での生産は2016年2月に開始した。マレーシアを拠点とするタンチョンモーター・アセンブリーズがマレーシア、タイ、インドネシア向けにそれぞれ年間約1万台のフォレスターを組み立てた。

### アメリカ合衆国
米国モデルは2013年3月に2014モデルイヤー車が発売された。初期モデルのグレードは、base、Premium、Limited、Touring、Premium 2.0 XT、Touring 2.0 XTであった。BaseおよびPremiumグレードは6段マニュアルトランスミッションまたはリニアトロニックCVTを搭載した。その他の全グレードはリニアトロニックCVT仕様であった。Limited/Touring 2.5iおよびPremium/Touring 2.0XTのオプションとして新しいX-MODE制御とヒルディセントコントロールが加わった。その他のグレードではこれらは選択できなかった。
2016年4月に2017モデルイヤー向けにフェイスリフトが行われた。
4代目フォレスターはMotor Trend誌の2014年の「SUVオブザイヤー」とThe Car Connectionの「Best Car To Buy 2014」に選ばれた。

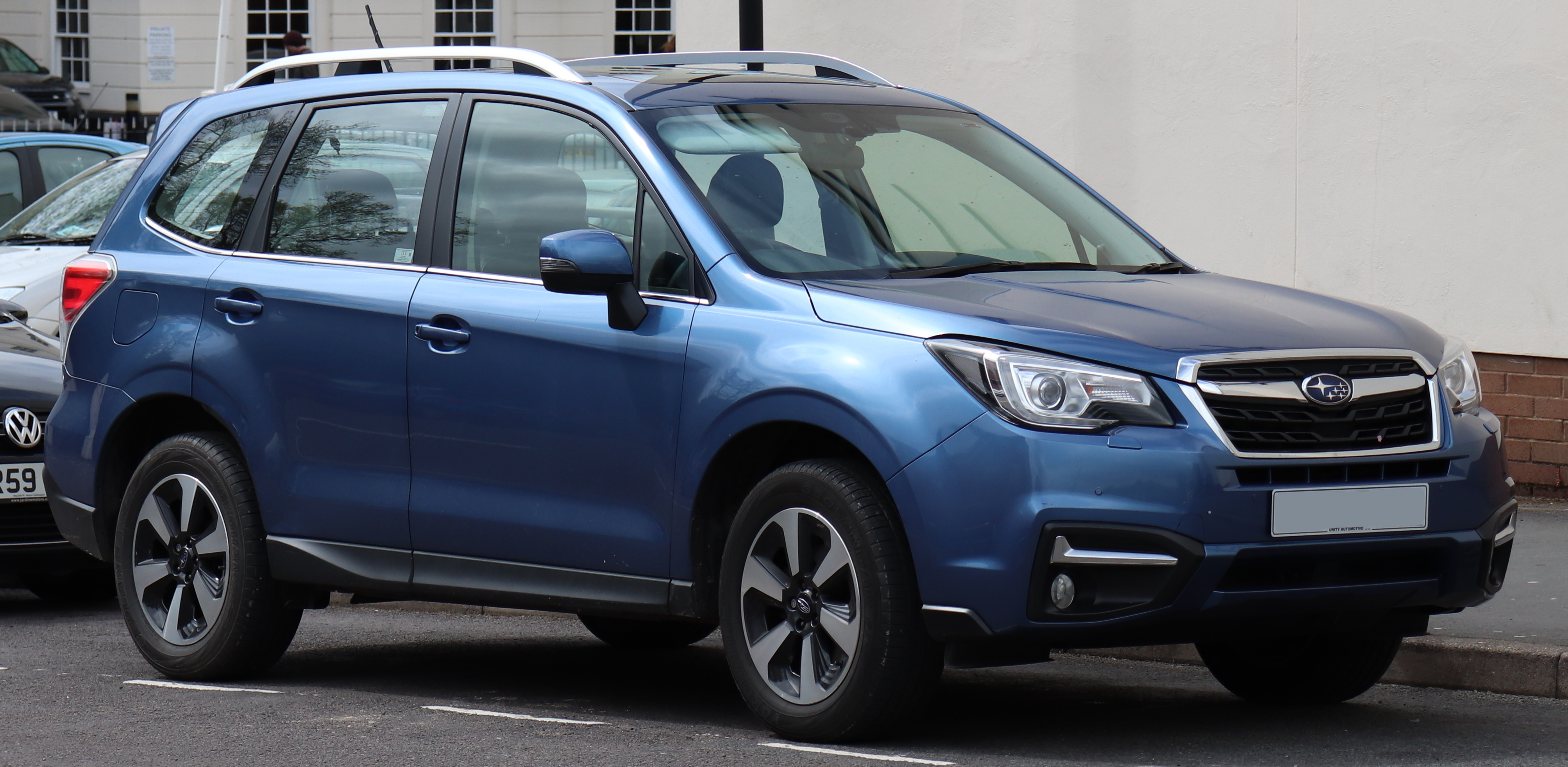
フェイスリフト
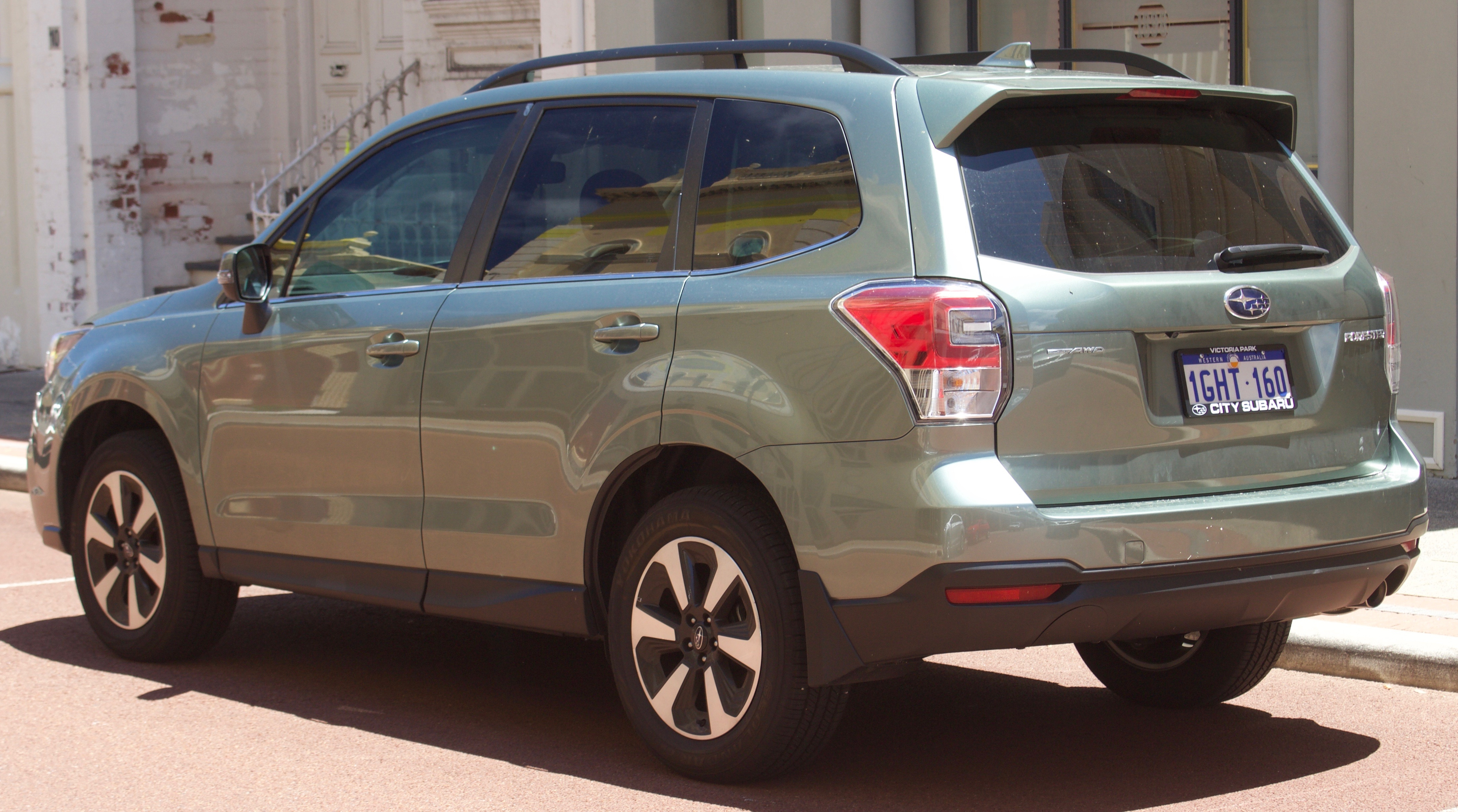
リアビュー

### オーストラリア
豪州モデルのグレードは、2.0i-L、2.0i-S、2.5i-L、2.5i-S、2.0 XT Premiumであった。2.0i-Lは6段マニュアルトランスミッション仕様のみで、それ以外はリニアトロニックCVTが利用可能であった。また、2.5i-Sと2.0 XT PremiumではEyeSightが標準装備であった。2.0リットルディーセルターボ仕様は初期はマニュアルトランスミッションのみであったが、2015年3月にCVTモデルが追加された。

### 欧州
欧州では、2.0リットル自然吸気、2.0リットルガソリンターボ、2.0リットルディーゼルターボモデルが発売された。

### 安全性
4代目フォレスターはNHTSA（米国運輸省道路交通安全局）の衝突安全性評価で最高の5つ星を獲得し、IIHS（米国道路安全保険協会）による2014年安全評価で最高評価の「トップセイフティピック（TSP）＋」を獲得した。2012年にIIHSが導入したスモールオーバーラップ試験では、運転席側フロントコーナーの25%への前面衝突がシミュレーションされる。この試験が導入されてから、いくつかの自動車メーカーが車両に左右非対称での改良を行っていることにIIHSは気付いていた。そこで、フォレスターを含む数多くの車両で、助手席側にもスモールオーバーラップ試験が実施された。フォレスターは衝突時に運転席側よりも助手席側への侵入が大きく、助手席側へのスモールオーバーラップ試験の評価は4段階中下から2番目のMarginalであった（運転席側は最高評価のGood）。

### エンジン
| モデル            | 年        | 型                             | 最高出力/rpm、最大トルク/rpm                                                     |
| ----------------- | --------- | ------------------------------ | -------------------------------------------------------------------------------- |
| 2.0i（日本仕様）  | 2012-2018 | 1,995 cc 水平対向4気筒 (FB20B) | 148 PS (109 kW; 146 hp) at 6,000, 20.0 kg⋅m (196 N⋅m; 145 lbf⋅ft) at 4,200       |
| 2.5i（米国仕様）  | 2014-2018 | 2,498 cc 水平対向4気筒 (FB25)  | 172 PS (127 kW; 170 hp) at 5,800, 24.1 kg⋅m (236 N⋅m; 174 lbf⋅ft) at 4,100       |
| 2.0XT（日本仕様） | 2012–2015 | 1,998 cc 水平対向4気筒 (FA20F) | 253 PS (186 kW; 250 hp) at 5,600, 35.7 kg⋅m (350 N⋅m; 258 lbf⋅ft) at 2,000-4,800 |
| 2.0XT（日本仕様） | 2016–2018 | 1,998 cc 水平対向4気筒 (FA20F) | 280 PS (206 kW; 276 hp) at 5,600, 35.7 kg⋅m (350 N⋅m; 258 lbf⋅ft) at 2,000-5,200 |
| 2.0XT（米国仕様） | 2014–2018 | 1,998 cc 水平対向4気筒 (FA20F) | 280 PS (206 kW; 276 hp) at 5,700, 35.7 kg⋅m (350 N⋅m; 258 lbf⋅ft) at 2,000-4,800 |

## 5代目SK系（2018年 - 2025年）
5代目フォレスターのエクステリアデザインは、スバル共通のデザインフィロソフィー “DYNAMIC x SOLID” に基づき、SUVらしい存在感、力強さ、機能性を表現している。ボディフォルム自体は先代のイメージを色濃く引き継いでいるものの、Cシェイプのポジションランプを採用する等、随所に「スバルの新型車」であることをアピールしている。なお、ボディサイズは、全長が+30 mm、全幅が+20 mm、ホイールベースが+30 mmと、それぞれわずかに拡大。全高は先代と変わらず1,715 mmだが、ルーフレール装着車（「X-BREAK」は標準装備）は先代より5 mmだけ低い1,730 mmとなる。
メカニズム面では、5代目インプレッサで導入された「SUBARU GLOBAL PLATFORM（スバルグローバルプラットフォーム）」を採用し、操舵応答性と操縦安定性が飛躍的に向上した。また、パワートレーンが一新され、水平対向4気筒2.0 Lの「FB20」型に替わり、同2.5 Lの「FB25」型を新搭載した。燃料システムの直噴化をはじめ、約90%の部品で設計を見直したことで、燃費と実用域トルクの向上を実現している。最高出力/最大トルクは、それぞれ136 kW (184 PS)/239 N･m (24.4 kgf･m) を発生する。先代の主力エンジン「FB20」型と比較すると排気量アップも手伝い、最高出力/最大トルクともに27 kW（36 PS/44 N･m（4.4 kgf･m）向上した。また、ホイールのPCDが、先代型は100 mmだったが、新型では114.3 mmに拡大された。また、フォレスターでは初となるハイブリッドモデル「e-BOXER」が設定された（スバルはハイブリッドと呼称していない）。水平対向4気筒2.0 L直噴「FB20」型に、「MA1」型モーターを組み合わせ、電池にはリチウムイオン電池を採用、モーターがパワーアシストすることでガソリン車を上回る加速性能を発揮する設定としている。なお、初代から設定されていた2.0 L自然吸気エンジン、2.0 Lターボエンジンは、5代目では設定されていない。
トランスミッションは、全グレードが自動無段変速機「リニアトロニック」のみとなり、6MT車は廃止された。なお、マニュアルモードは6速から7速に進化している。駆動方式は、先代に引き続きアクティブトルクスプリットAWDを採用しているほか、滑りやすい路面等で、エンジン、トランスミッション、ブレーキ等をコントロールする「X-MODE」も、改良を加えた上で引き続き採用されている。ブレーキは、前後ともベンチレーテッドディスク式となった（先代型の自然吸気エンジングレードの後輪側はディスク式）。安全装備では、引き続き装備されるアイサイト（ver.3）の各機能に加え、アイサイト・ツーリングアシストが全車に標準装備された。これは、全車速追従機能付クルーズコントロールに加え、車線中央維持機能と先行車追従操舵機能で構成され、全車速域でハンドル、アクセル、ブレーキを自動制御して運転を支援するものであり、特に自動車専用道路での疲労を大幅に低減する機能である。また、SUBARU初となる乗員認識技術「ドライバーモニタリングシステム」（一部グレードはメーカーオプション設定）が採用された。これは、ドライバーが乗車するとインパネセンターバイザーに内蔵されたカメラがドライバーの顔（最大5人まで登録可能）を認識し、登録したドライバーごとのシートポジション、ドアミラー角度、ディスプレイの表示、空調設定を自動的に再現するほか、登録したドライバーごとの平均燃費を表示することが可能な「おもてなし機能」と、眠気や前方不注意を検知して警告し、安全運転を支援する「警報機能」を備えている。

### 日本
2018年6月、フルモデルチェンジが行われ、2.5L車は7月19日発売、「e-BOXER」を搭載する「Advance」は9月14日発売、と発表された。グレード構成が刷新され、2.5L車は「Touring」、「Premium」、「X-BREAK（先代では特別仕様車として設定）」の3種。また、e-BOXERとドライバーモニタリングシステム搭載モデルとして「Advance」が設定され、全4グレードを用意した。ボディカラーは新色のホライゾンブルー・パール、ジャスパーグリーン・メタリック、新設定のクリムゾンレッド・パール（有料色）に加え、先代から継続設定されるクリスタルホワイト・パール（有料色）、アイスシルバー・メタリック、ダークグレー・メタリック、クリスタルブラック・シリカ、セピアブロンズ・メタリック、ダークブルー・パールの全9色を設定。「X-BREAK」は、クリスタルホワイト・パール（有料色）、アイスシルバー・メタリック、ダークグレー・メタリック、クリスタルブラック・シリカの4色のみの設定となる。また、WLTCモードによる燃料消費率ならびに排出ガスに対応（JC08モードによる燃料消費率も併記）し、全車「平成30年排出ガス基準50%低減レベル（☆☆☆☆）」認定を取得し、e-BOXERを搭載する「Advance」は「2020年度燃費基準+10%」を達成した。同年10月15日、2018年度グッドデザイン賞を受賞した。2013年度に受賞した4代目に続き、2代連続での受賞となった。
2019年6月、改良モデルが発表された。後席への荷物等の置き忘れをブザーや画面表示で知らせるリアシートリマインダーが新たに採用（全車標準装備）され、従来は「Advance」のみの装備だったLEDライセンスランプを2.5L車全グレードにも拡大し全車標準装備となった。ボディ色は「ダークグレー・メタリック」に替わり、新色の「マグネタイトグレー・メタリック」が設定された。
2020年10月、改良モデルが発表された。2代目レヴォーグで初採用された新開発の1.8L直噴ターボ（DIT）エンジンCB18型を搭載した「SPORT」が新設定された。本グレードは専用ダンパーやコイルスプリングが採用されたほか、外観はフロントグリルを加飾付のブラック塗装、フロントフォグランプカバー（加飾付）・ルーフスポイラー（LEDハイマウントストップランプ内蔵）・ルーフアンテナ（シャークフィンタイプ）をグレーメタリック塗装、18インチアルミホイールをダークメタリック塗装でコーディネートされ、内装には東レの「ウルトラスエード」と本革を組み合わせたシートが採用され、随所にブラックやシルバーのステッチが施された。また、「平成30年排出ガス基準25%低減レベル（☆☆☆）」認定を取得し、2020年度燃費基準を達成する。さらに、2.5Lに代わりe-BOXER搭載グレードを「Touring」と「X-BREAK」にも拡大し、「Premium」は「Advance」に統合される形で廃止になった。燃費性能を向上することにより「2020年度燃費基準+10%」を達成する。「X-BREAK」にはスポーティーな走りをサポートするモーターアシストの新制御「e-アクティブシフトコントロール」が採用された。また、ドライバーモニタリングシステムが全グレードに設定され、「Advance」と「SPORT」に標準装備、「Touring」と「X-BREAK」にメーカーオプション設定された。
2021年6月、8月に発表される予定の日本仕様の大幅改良モデルが初公開され、販売店での先行予約を開始したことが発表された。同年8月、大幅改良モデルが発表された。アイサイトはステレオカメラの広角化とソフトウェア性能が向上された新世代型となり、ヘッドランプに内蔵された複数のLEDを個別制御して照射範囲を緻密にコントロールするアレイ式アダプティブドライビングビームを採用した。外観は2代目レヴォーグで導入されたデザインコンセプト「BOLDER」の採用によってフロントフェイスが刷新され、アルミホイールも新デザインに変更。ロープホール付ルーフレールは全グレードに拡大された。ボディカラーは「X-BREAK」を除くグレードで変更となり、ジャスパーグリーン・メタリックをオータムグリーン・メタリックに、セピアブロンズ・メタリックをブリリアントブロンズ・メタリックにそれぞれ入れ替え、カスケードグリーン・シリカを追加して10色展開となった。内装では、「Advance」に本革シート（ナッパレザー）のメーカーオプションが新たに設定された。機能面では、従来「X-BREAK」のみで装備されていたアダプティブ変速制御「e-アクティブシフトコントロール」を「Touring」と「Advance」にも拡大して装備され、「X-MODE」は車速に応じて制御の有無を自動的に切り替える機能が備わり、ヒルディセントコントロールを追加。アクセル操作による車速コントロールがしやすい制御となった。ドライバーモニタリングシステム（グレード別装備）はエアコンの設定温度をジェスチャーで調節可能なジェスチャーコントロール機能が追加された。
2022年6月27日、一部改良モデル(D型)と追加グレード「STI Sport」に関する情報が発表された。同年8月、正式に発表。D型ではライティングスイッチの操作性が見直され、従来の車幅灯/尾灯&OFFの1ポジションから車幅灯/尾灯とOFFを分けた2ポジションへ変更されたほか、ボディカラーは「Touring」・「Advance」・「SPORT」においてダークブルー・パールからサファイアブルー・パールへ入れ替えた。新グレードの「STI Sport」はダンパーにSTIチューニングが施され、フロントダンパーには日立Astemo製の周波数応答型ダンパー「SFRD」を採用。コーナリングなど車体に大きな入力が加わる際に高い減衰力を発生させることでロールを抑制してタイヤの接地性を向上。通常走行時には減衰力を低くすることでロードノイズなどの車両に伝わる微振動を軽減する。外観はフロントフォグランプカバー・バンパーガード（フロント・リア）・サイドクラッディングの加飾及びカラードドアミラー・シャークフィンアンテナ・リアガーニッシュ・ルーフスポイラーをブラック（カラードドアミラー以外はブラック塗装）で統一され、18インチアルミホイールにはスーパーブラックハイラスター塗装を採用。リアオーナメント（FORESTER&シンメトリカルAWD）もラスターブラック仕様とした。内装も本革巻ステアリングホイール（レッドステッチ、高触感革）・本革巻セレクトレバー・ピアノブラック調シフトパネルにブラックラスト加飾が施され、ルーフ&ドアトリムをブラックに変え、シートにはブラック&ボルドーのナッパレザーを採用した。ボディ色は「X-BREAK」と同一ラインナップとする全4色が設定された。同年12月、特別仕様車「XT-EDITION」が発表された。
2023年8月24日、一部改良が行われた(F型)。後退時ブレーキアシストの設定が変更され、後退時に障害物を検知した際の警報のタイミングが早められた。外観は「STI Sport」に採用されていたシャークフィンアンテナ（ブラック塗装）とルーフスポイラー（サイド部はグレードによって異なり、「SPORT」は「STI Sport」と同じブラック塗装、「Touring」と「Advance」は無塗装ブラック、「X-BREAK」は無塗装ブラック(幾何学テクスチャー)となる）、を全グレードに拡大して標準装備。「X-BREAK」と「Advance」はパワーリアゲートが標準装備され、「X-BREAK」は運転席&助手席8ウェイパワーシートも標準装備された。

#### 特別仕様車
X-EDITION（X-Edition）
2.5L車「PREMIUM」をベースに、外観は18インチアルミホイールにガンメタリック塗装、フロントグリル・フロントフォグランプカバーに無塗装ブラック+ダークメタリック加飾、フロント六連星オーナメントにダークメッキがそれぞれ施され、内装はシート（ファブリック/合成皮革、シルバーステッチ付）とカーゴフロアボード（ラゲッジスムーサー機能付）に撥水機能を持たせ、光源にLEDを採用したリアゲート連動のカーゴルームランプとリアゲートランプを装備。機能面ではフロントビューモニターとスマートリアビューモニターで構成された「アイサイトセイフティプラス（視界拡張）」が装備された。なお、ベース車に標準装備されているアルミパッド付スポーツペダル（アクセル、ブレーキ、フットレスト）と光輝ウインドゥモールは非装備となる。
2023年10月発表モデルではベースグレードが「Touring」となり、18インチアルミホイールはダークメタリック塗装に、撥水ファブリック/合成皮革（シルバーステッチ付）はフルブラック仕様に、フロントグリルのウイング部とフロントフォグランプカバー（加飾）を無塗装ブラック（幾何学テクスチャー）にそれぞれ変更された。また、ベースグレードではメーカーオプションとなる運転席&助手席8ウェイパワーシート、アクセスキー対応運転席シートポジションメモリー機能、運転席シート自動後退機能、ステアリングヒーター、ルーフレール（ロープホール付、ブラック塗装）、ドライバーモニタリングシステム（ジェスチャーコントロール付）がアイサイトセイフティプラス（視界拡張）と共に特別装備され、ドアミラーにリバース連動機能とメモリー&オート格納機能を追加、シートヒーターは後席左右にも拡大して装備される。
2024年4月11日に専用ボディカラーとして後述するウィルダネスに採用されているガイザーブルー（有料色）を追加設定することが発表された（なお、ホライゾンブルー・パールは同年4月下旬をもって注文受付を終了する）。
XT-EDITION
SUBARU AWD車誕生50周年を記念した特別モデルで、「SPORT」をベースに、外観はフロントグリルのウイング部と電動格納式リモコンドアミラーを無塗装ブラック（幾何学テクスチャー）に、フロントの六連星エンブレムをダークメッキに、ルーフアンテナ（シャークフィンタイプ）をカラードにそれぞれ変更され、フロントフォグランプカバー・リアバンパーガード・リアガーニッシュ・ルーフレール・ルーフスポイラーをブラック塗装（リアバンパーガードは加飾付）で統一。18インチアルミホイールは専用意匠とした。内装はインパネ加飾パネル・ベンチレーショングリル加飾・メッキインナードアハンドルをブレイズガンメタリックに、センタートレイ加飾をアルミ調&表皮巻（シルバーステッチ）にそれぞれ変え、カーゴルームランプをLED化。シートは撥水ファブリック/合成皮革のブラックとした。また、LEDリアゲートランプ（リアゲート連動）と撥水カーゴフロアボード（ラゲッジスムーサー機能付）が特別装備され、ベースグレードではメーカーオプション設定となるアイサイトセイフティプラス（視覚拡張、フロントビューモニター+スマートリアビューミラー）も特別装備された。ボディカラーはクリスタルホワイト・パール（有料色）、マグネタイトグレー・メタリック、クリスタルブラック・シリカに、特別設定色として、北米向けモデルに設定されており、日本仕様車では初設定となるガイザーブルー（有料色）を加えた4色が設定される。
2023年8月24日の一部改良に合わせて継続販売され、ベース車に準じた改良に加え、シャークフィンアンテナをブラック塗装に、ルーフスポイラーのサイド部は「X-BREAK」と同じ無塗装ブラック（幾何学テクスチャー）へそれぞれ変更された。なお、この時にガイザーブルーは一旦設定が外れたものの、2024年4月11日に「X-EDITION」への追加と併せて復活している。
STI Sport Black Interior Selection
「STI Sport」をベースに、本革シート（ナッパレザー）のサイドとインパネ加飾パネル・センタートレイ加飾・フロアコンソールリッドの表皮巻をブラックに、ステッチをシルバーにそれぞれ変更。外観はBピラーとCピラーにピアノブラック調のピラーカバーが追加され、ベース車ではメーカーオプション設定となるアイサイトセイフティプラス（視界拡張、フロントビューモニター+スマートリヤビューミラー）が特別装備される。ボディカラーはベース車と同じ4色に特別設定色のオフショアブルー・メタリック（有料色）を加えた5色が設定される。
Urban Selection
「Advance」をベースに、フロントグリル（ウィング部）をブラック塗装に、電動格納式リモコンドアミラーとドアハンドルをカラードに、フロントフォグランプカバー加飾を無塗装ブラックにそれぞれ変更され、アルミホイールを専用デザインに変更。ベースグレードではメーカーオプション設定となるアイサイトセイフティプラス（視界拡張、フロントビューモニター+スマートリヤビューミラー）が特別装備されながらも、ベース車よりも99,000円（10%の消費税込）割安の値段に設定された。なお、ベース車ではメーカーオプションにて設定可能な大型サンルーフ（電動スライド式）と本革シート（ナッパレザー）は非設定化され、唯一メーカーオプション設定されているルーフレール（ロープホール付）はブラック塗装に変更される。ボディカラーは既存の5色が設定される。

#### 年表
- 2018年3月29日 - 5代目「フォレスター」を世界初公開[111]。
- 2018年5月18日 - 日本国内向け5代目モデルの先行予約が開始された[112]。画像およびプロトタイプの概要・主要諸元が公開された。
- 2018年6月20日 - フルモデルチェンジ。
- 2019年6月10日 - 改良モデルが発表された（7月18日発売）。
- 2019年11月26日 - 特別仕様車「X-Edition」が発表された（2020年1月23日発売）[113]。
- 2020年10月22日 - 改良モデルが発表された。
- 2021年8月19日 - 大幅改良モデルが発表された。
- 2022年8月25日 - 一部改良が行れ、新グレード「STI Sport」が追加された。
- 2022年12月22日 - 特別仕様車「XT-EDITION」が発表された。
- 2023年8月24日 - 一部改良が発表された。
- 2023年10月25日 - 2019年11月に発表された特別仕様車「X-EDITION」が新仕様となり再登場することが発表された[114]。
- 2024年4月11日 - 特別仕様車「X-EDITION」「XT-EDITION」に専用ボディカラーを追加設定、及び、特別仕様車「STI Sport Black Interior Selection」[115]が発表された。
- 2024年7月11日 - 特別仕様車「Urban Selection」が発表された[116]。
- 2025年3月17日 ‐ 新規受注を終了。同日以降は在庫分のみでの対応となった[117]。

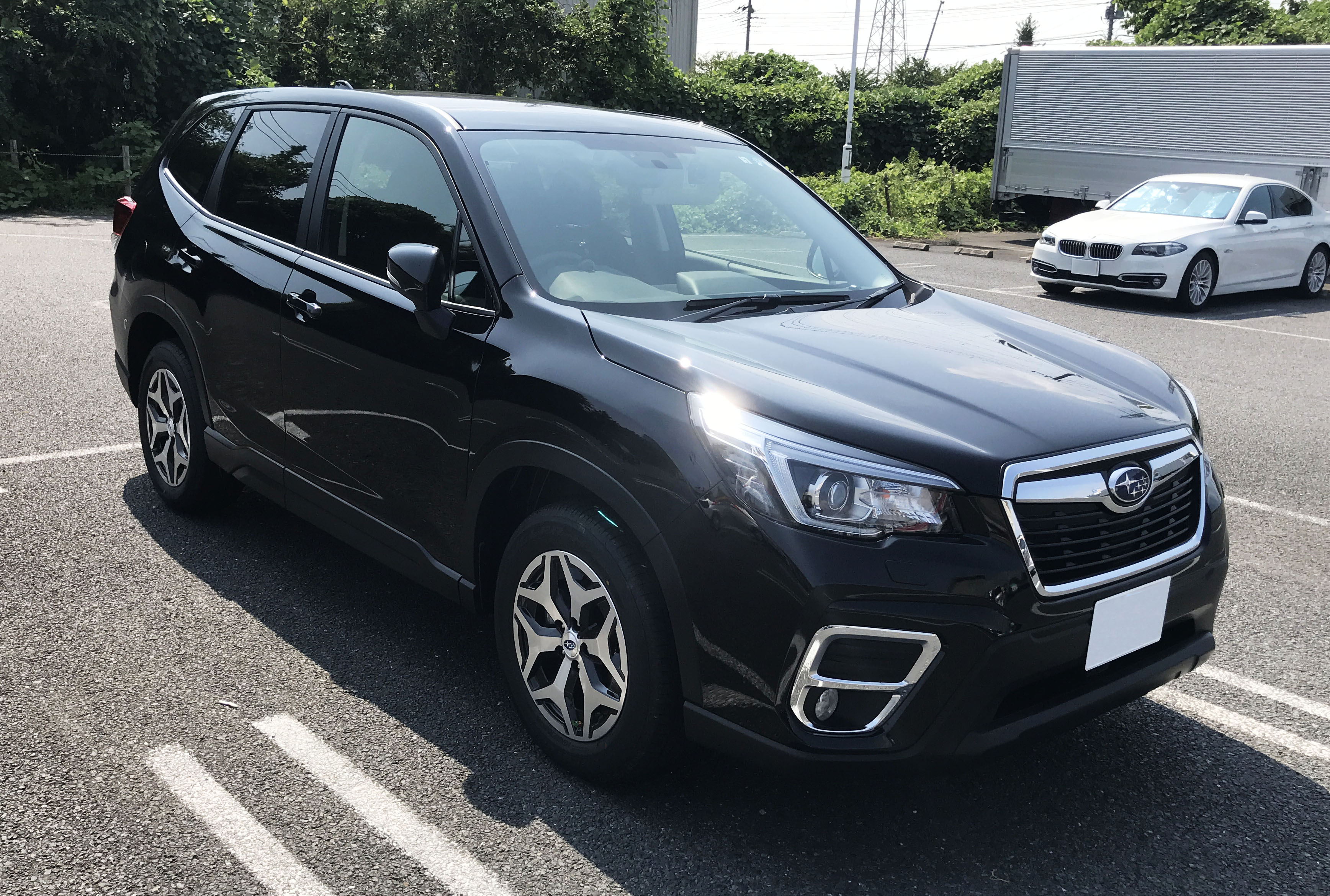
2018年7月発売型 Touring
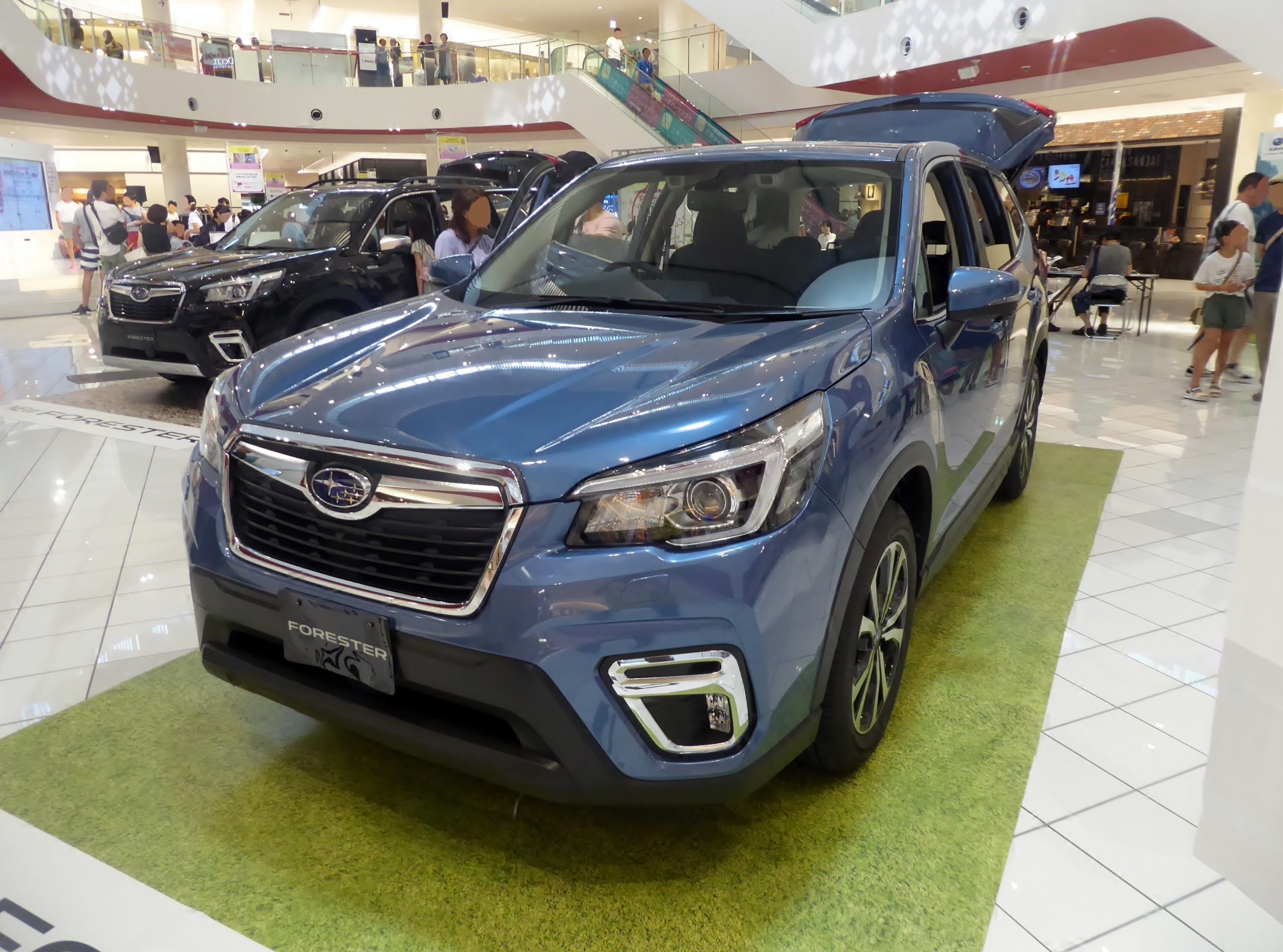
2018年7月発売型 Premium
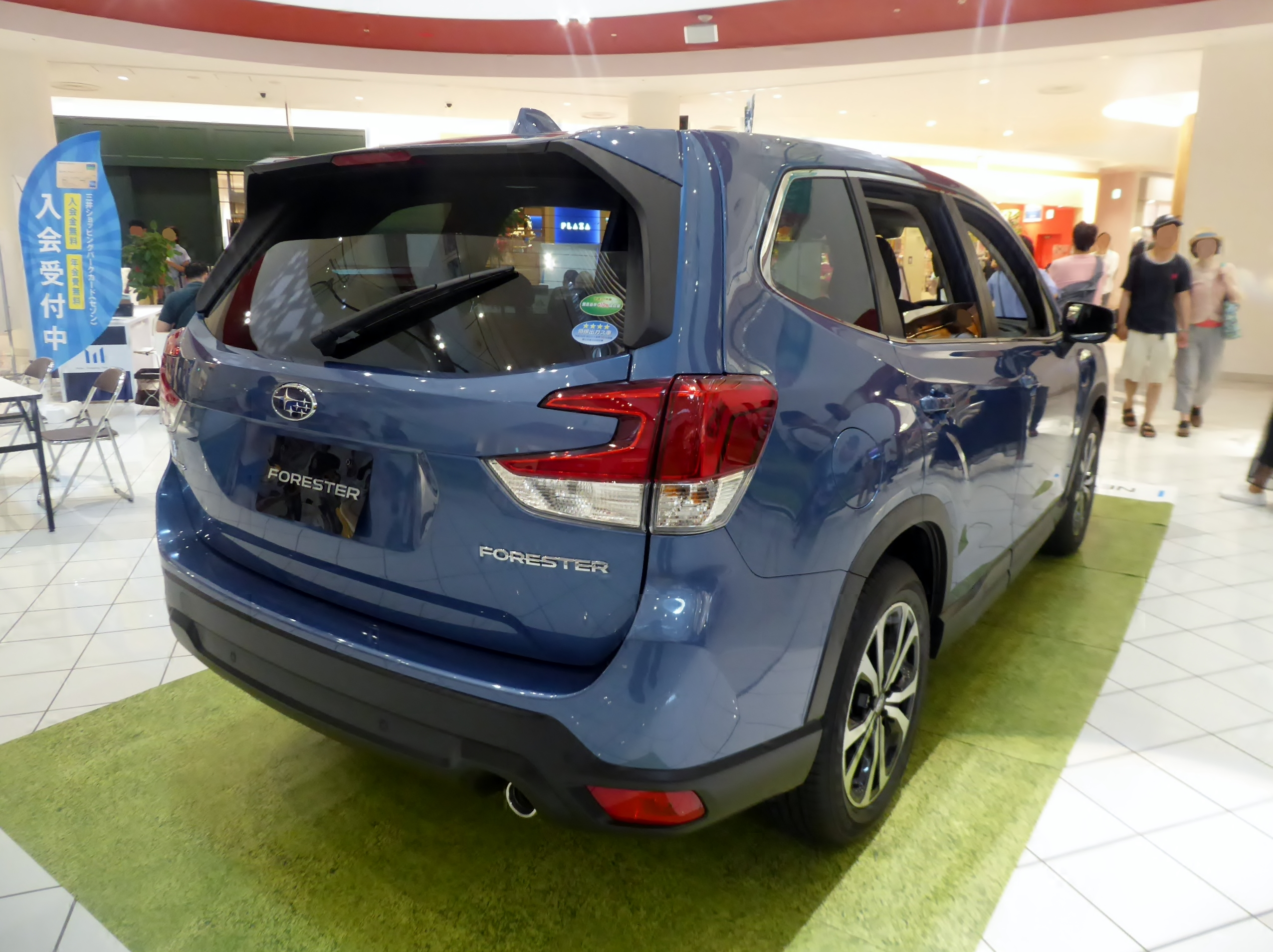
2018年7月発売型 Premium リア
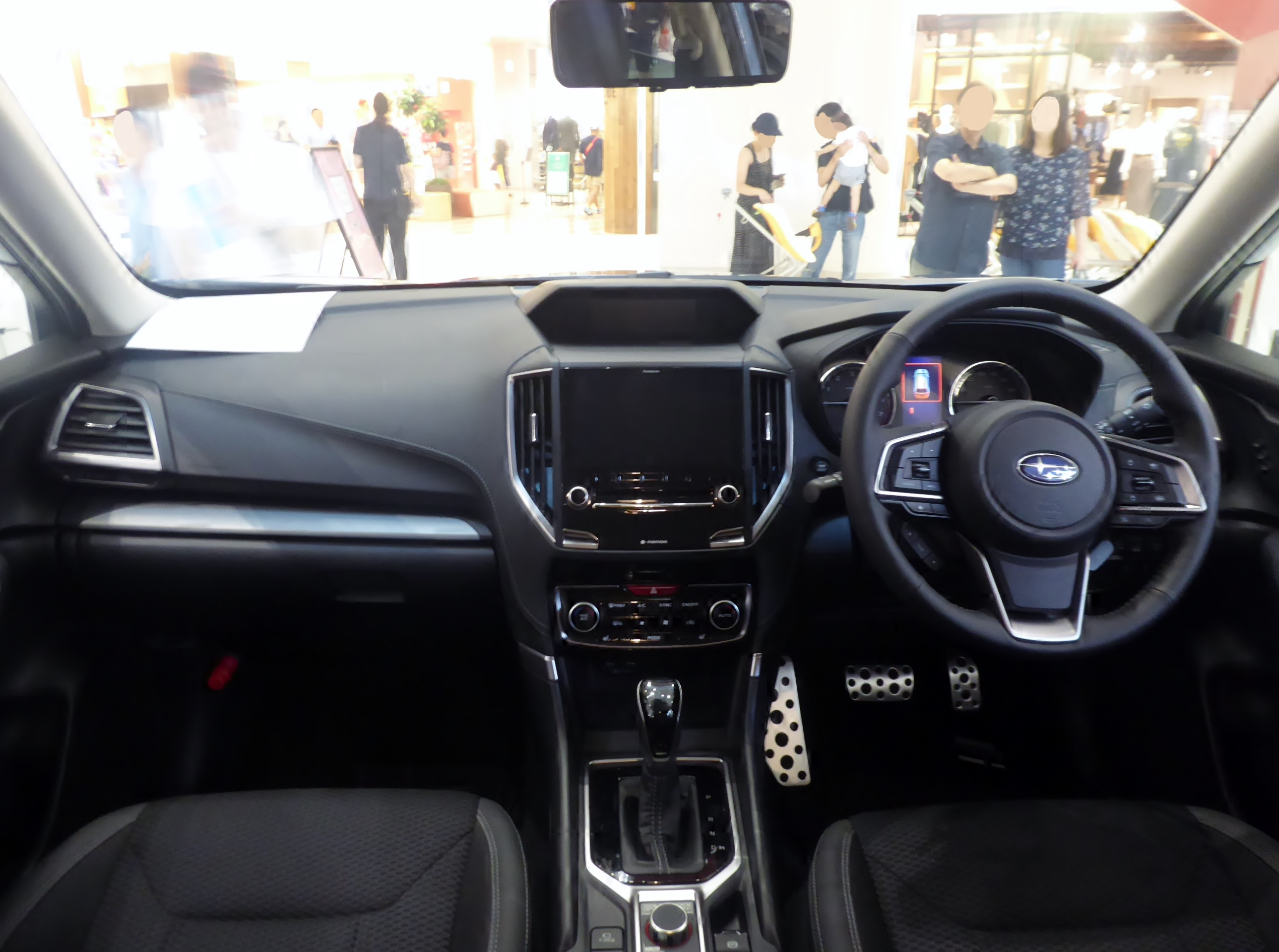
2018年7月発売型 Premium インテリア
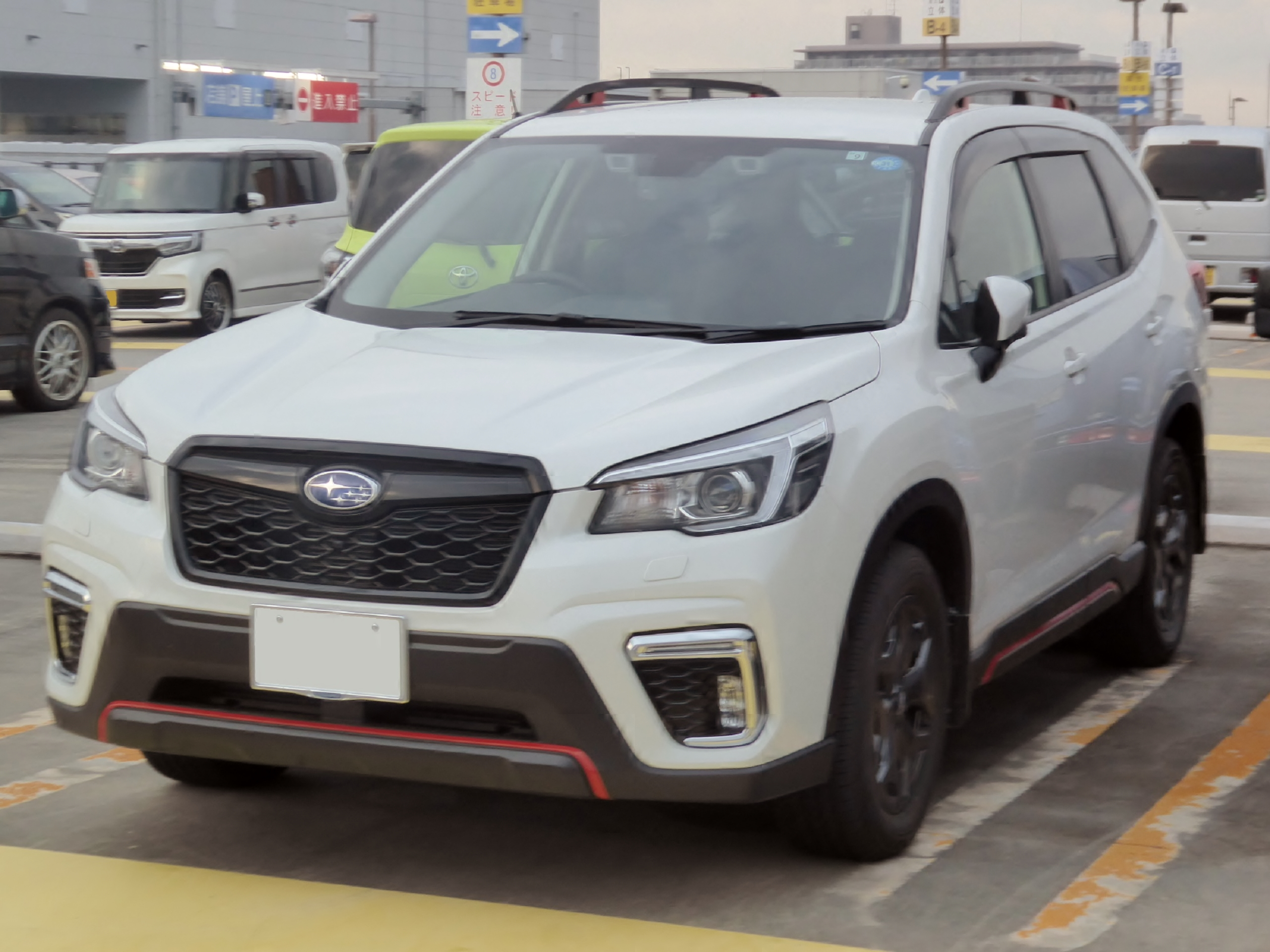
2018年7月発売型 X-BREAK
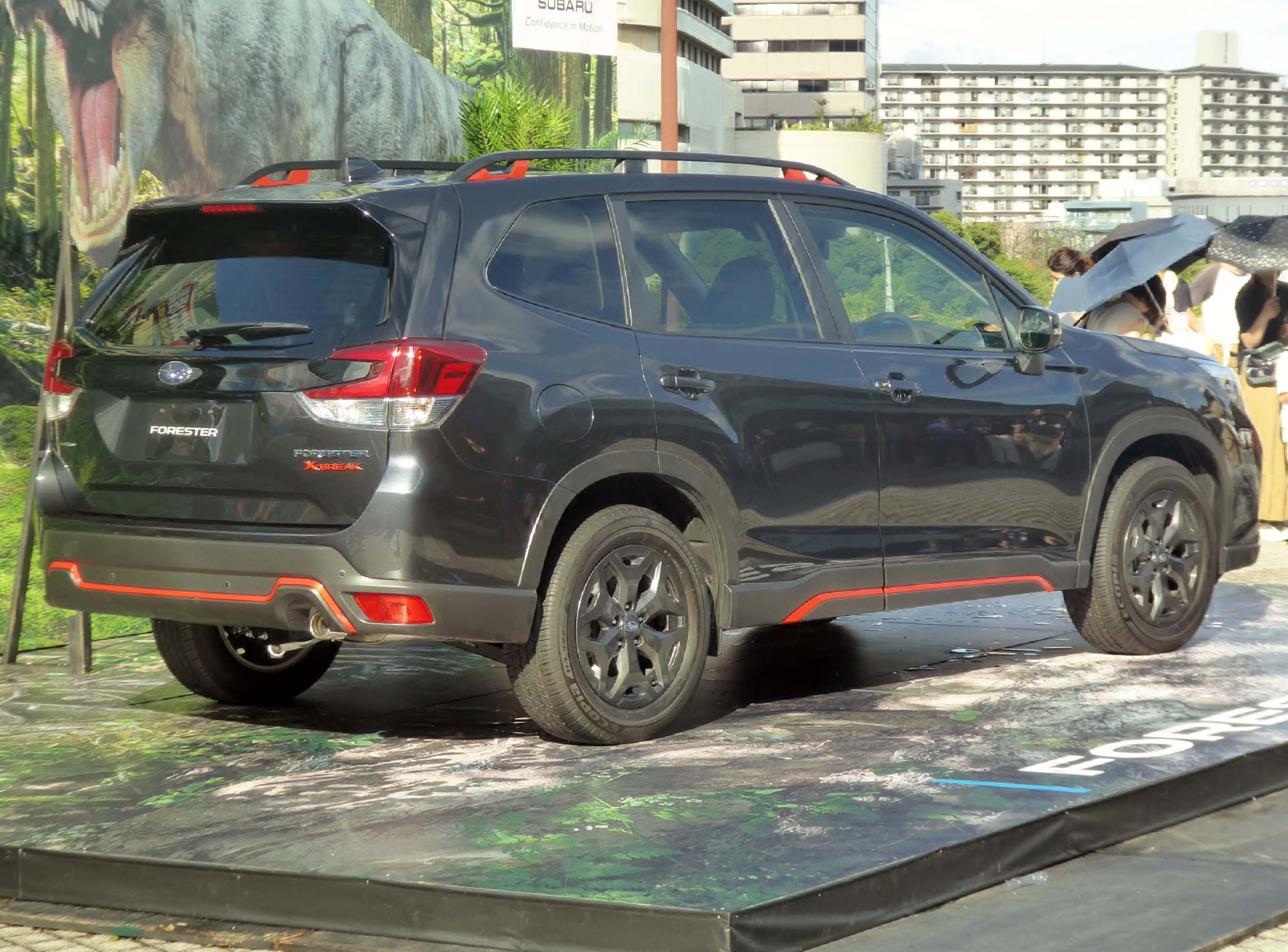
2018年7月発売型 X-BREAK リア
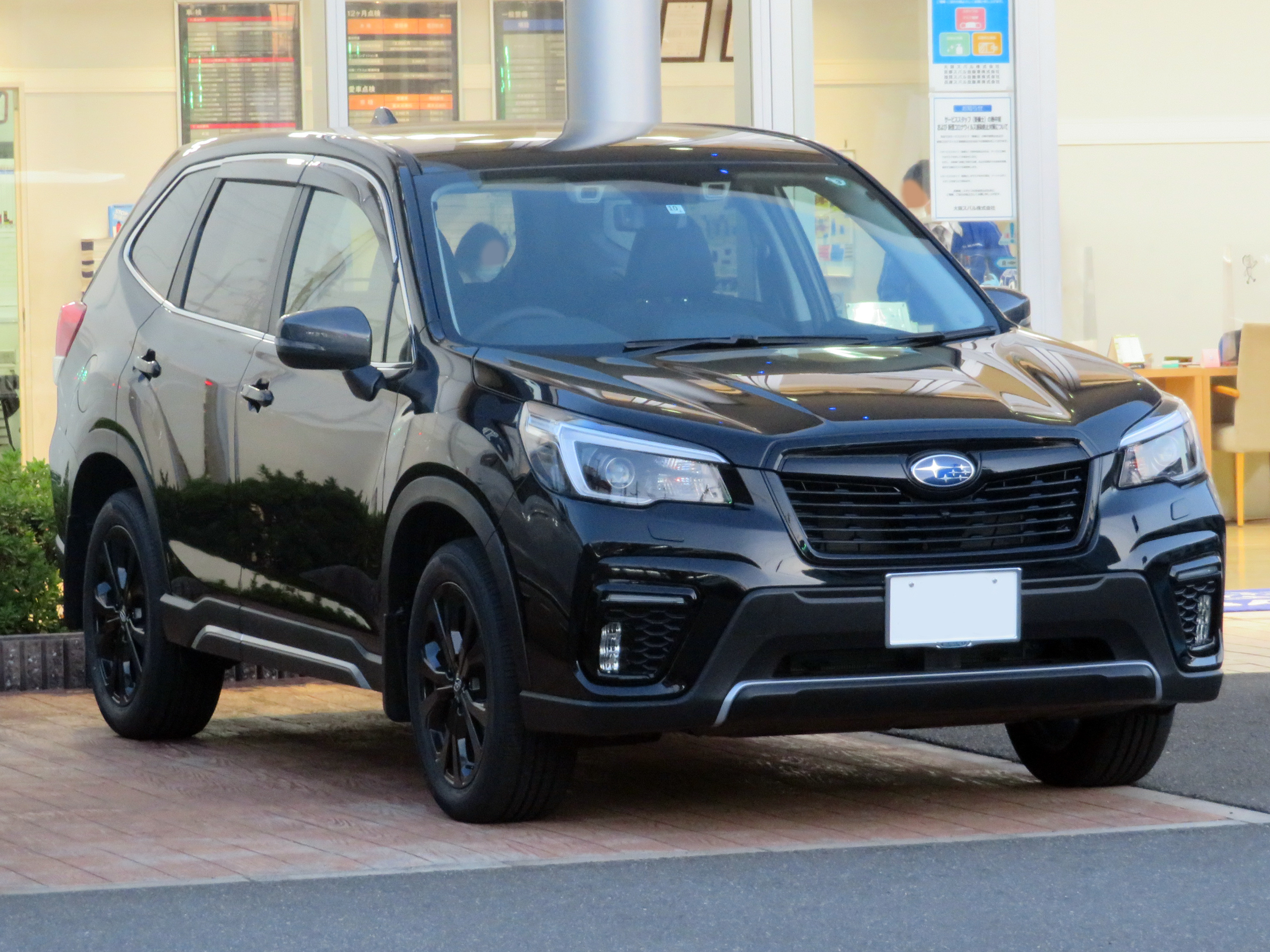
2020年10月発売型 SPORT
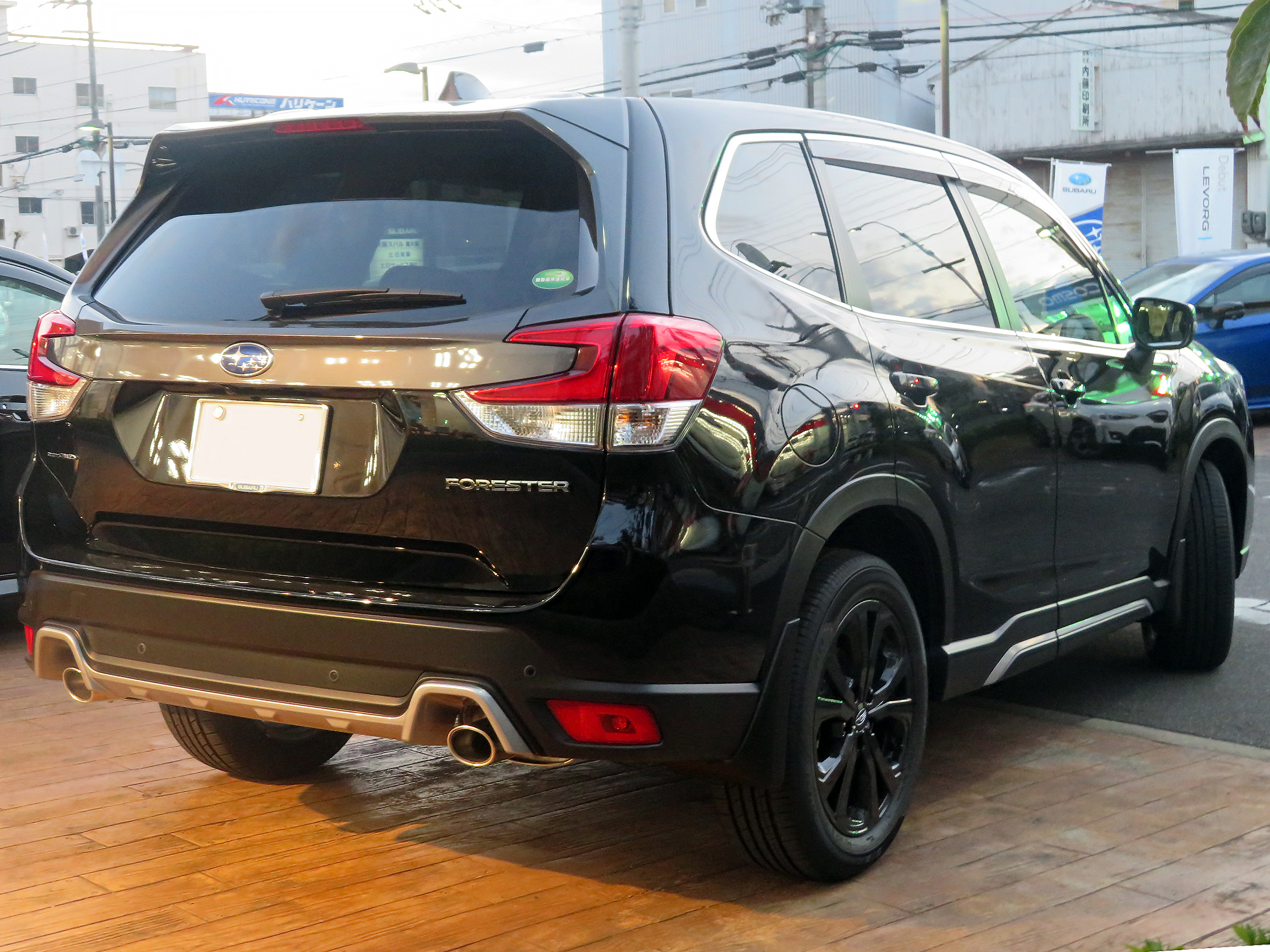
2020年10月発売型 SPORT リア
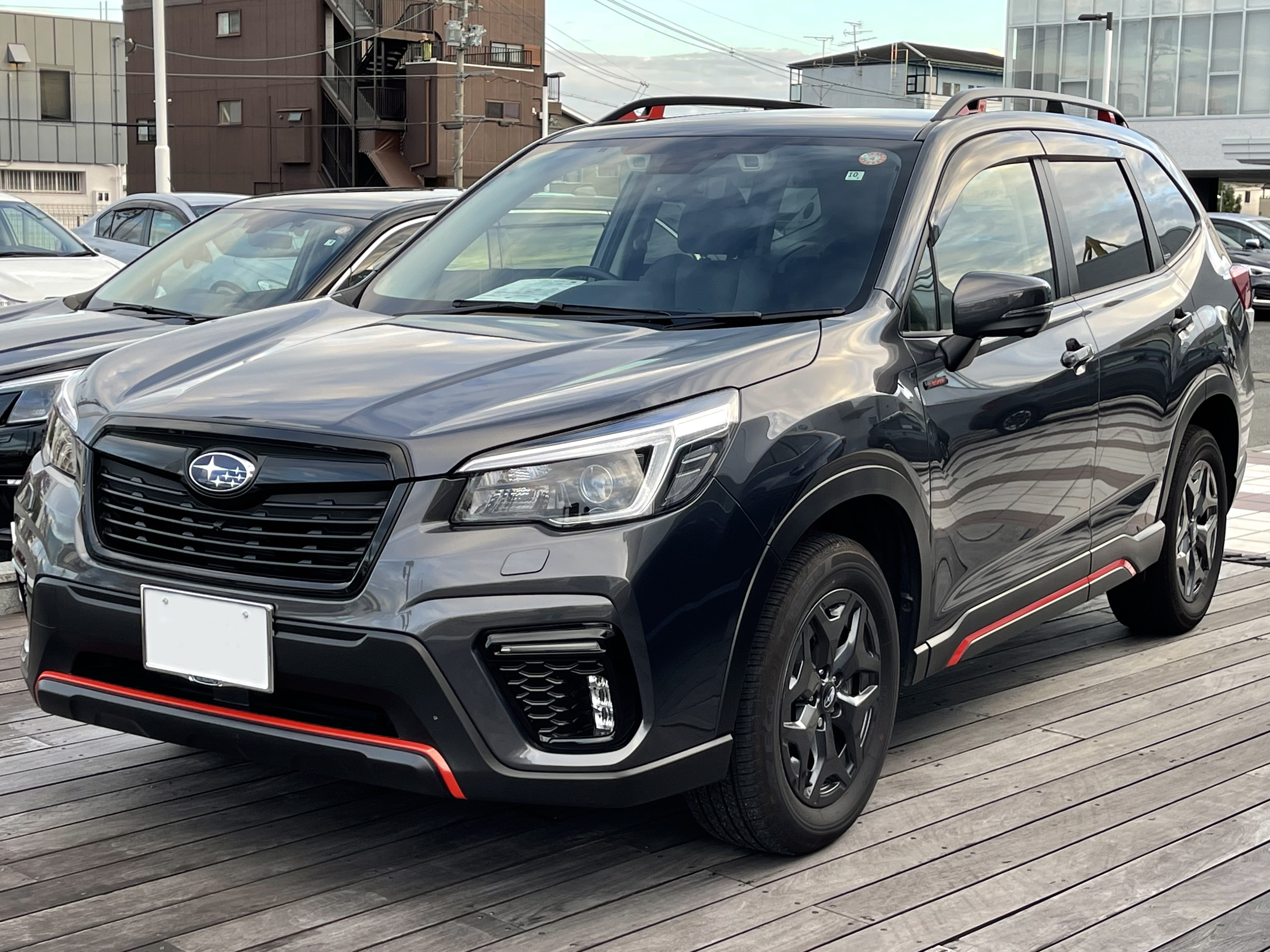
2020年10月改良型 X-BREAK
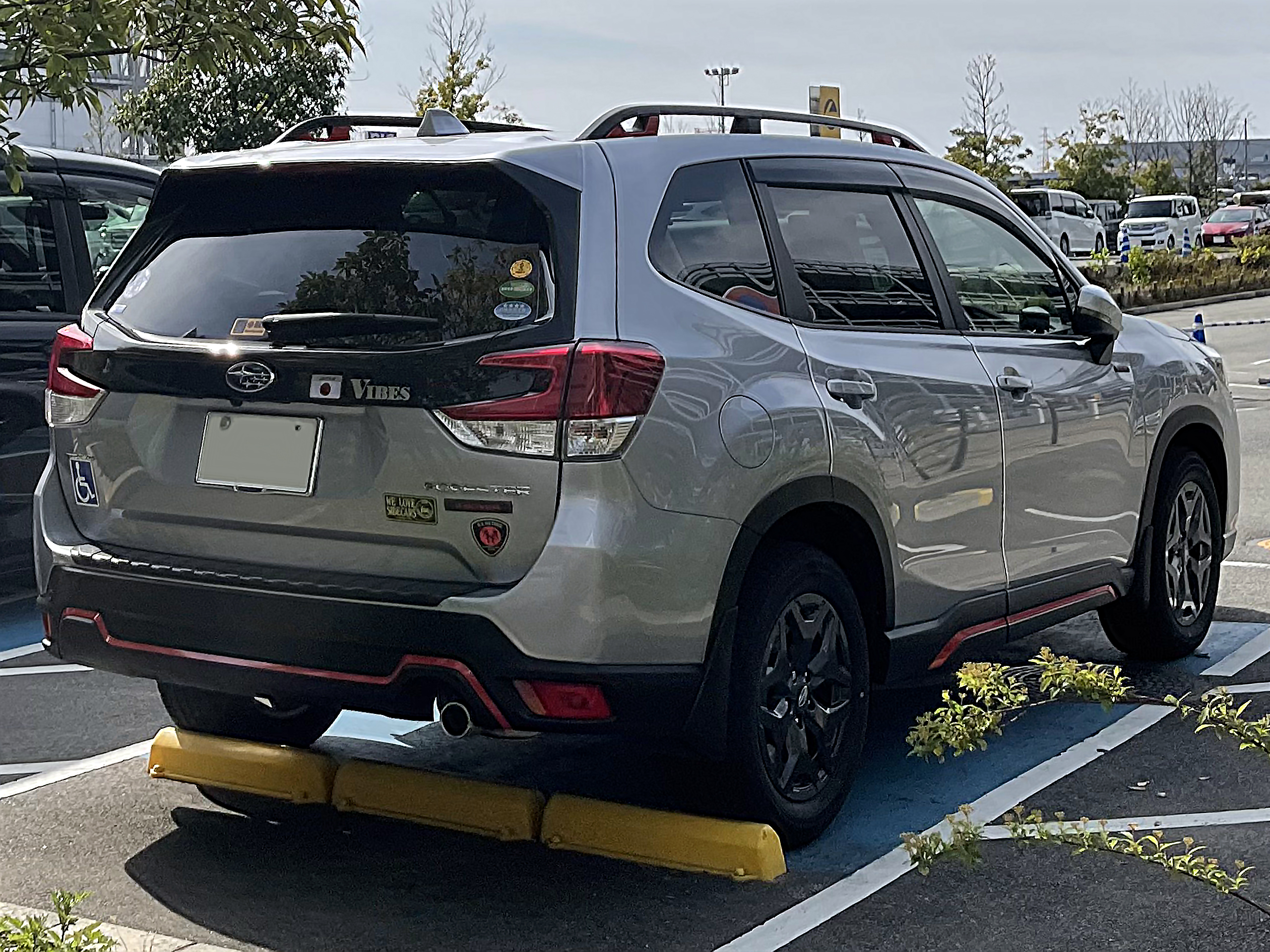
2020年10月改良型 X-BREAK リア
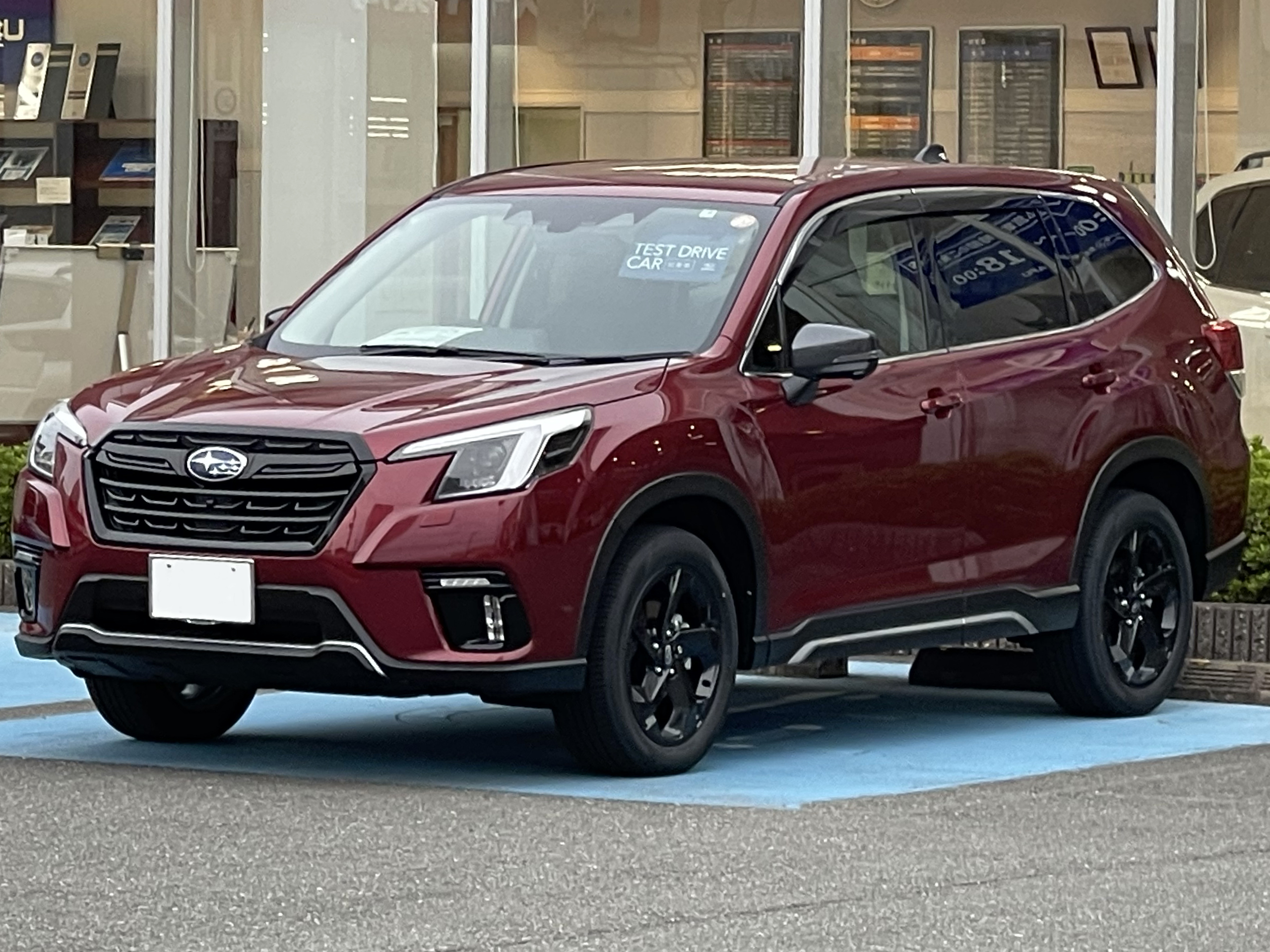
2021年8月改良型 SPORT
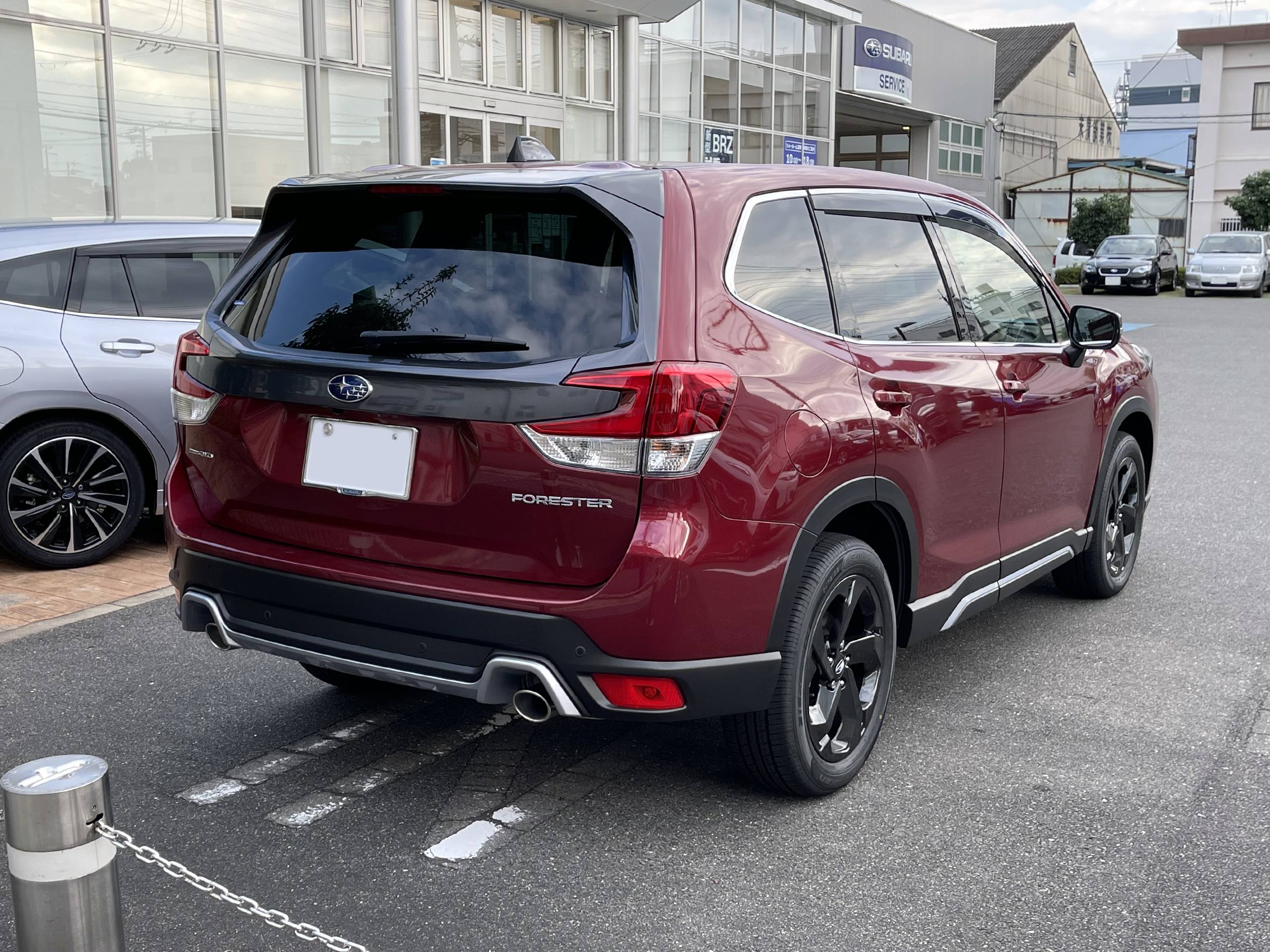
2021年8月改良型 SPORT リア
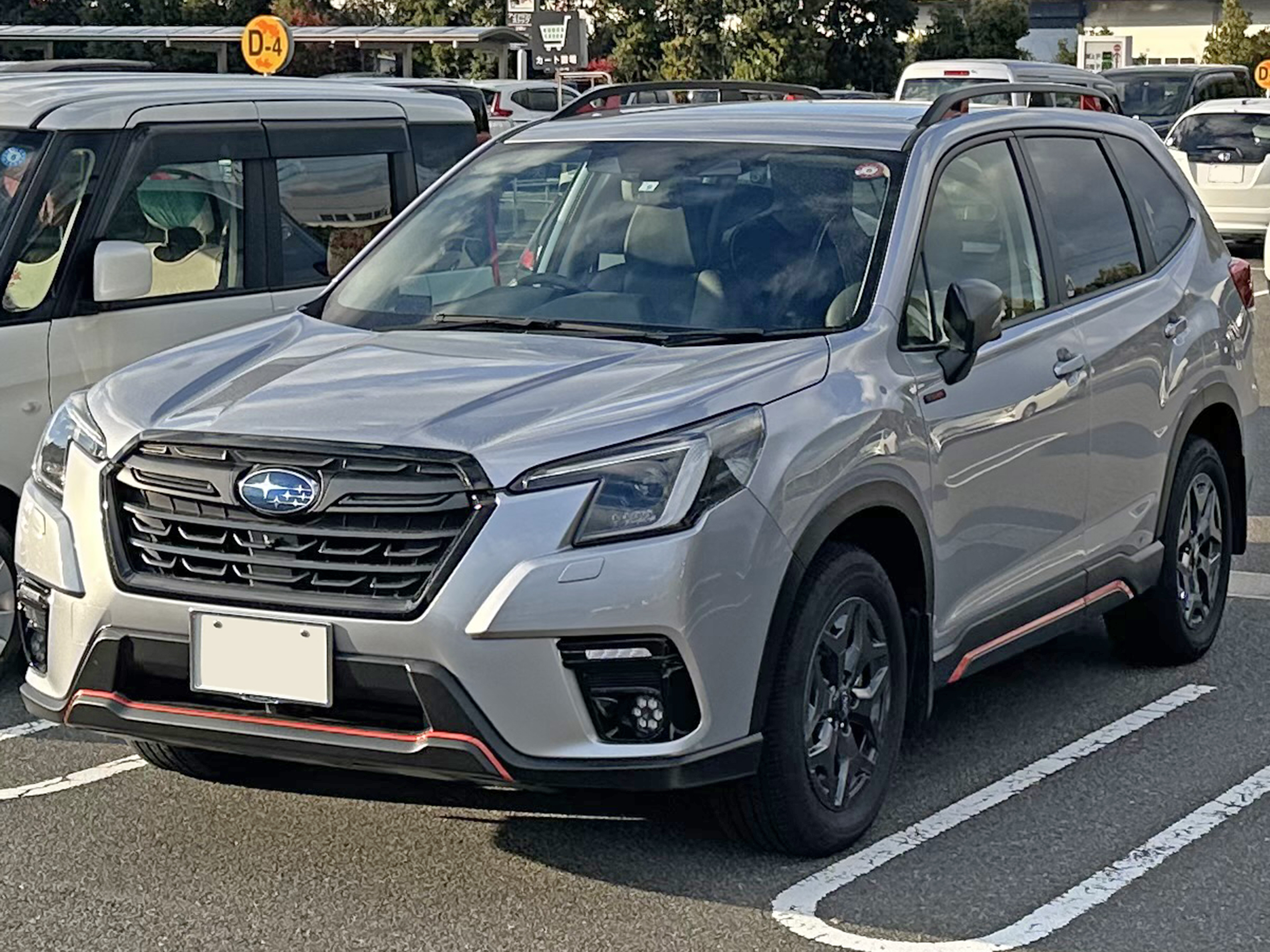
2021年8月改良型 X-BREAK
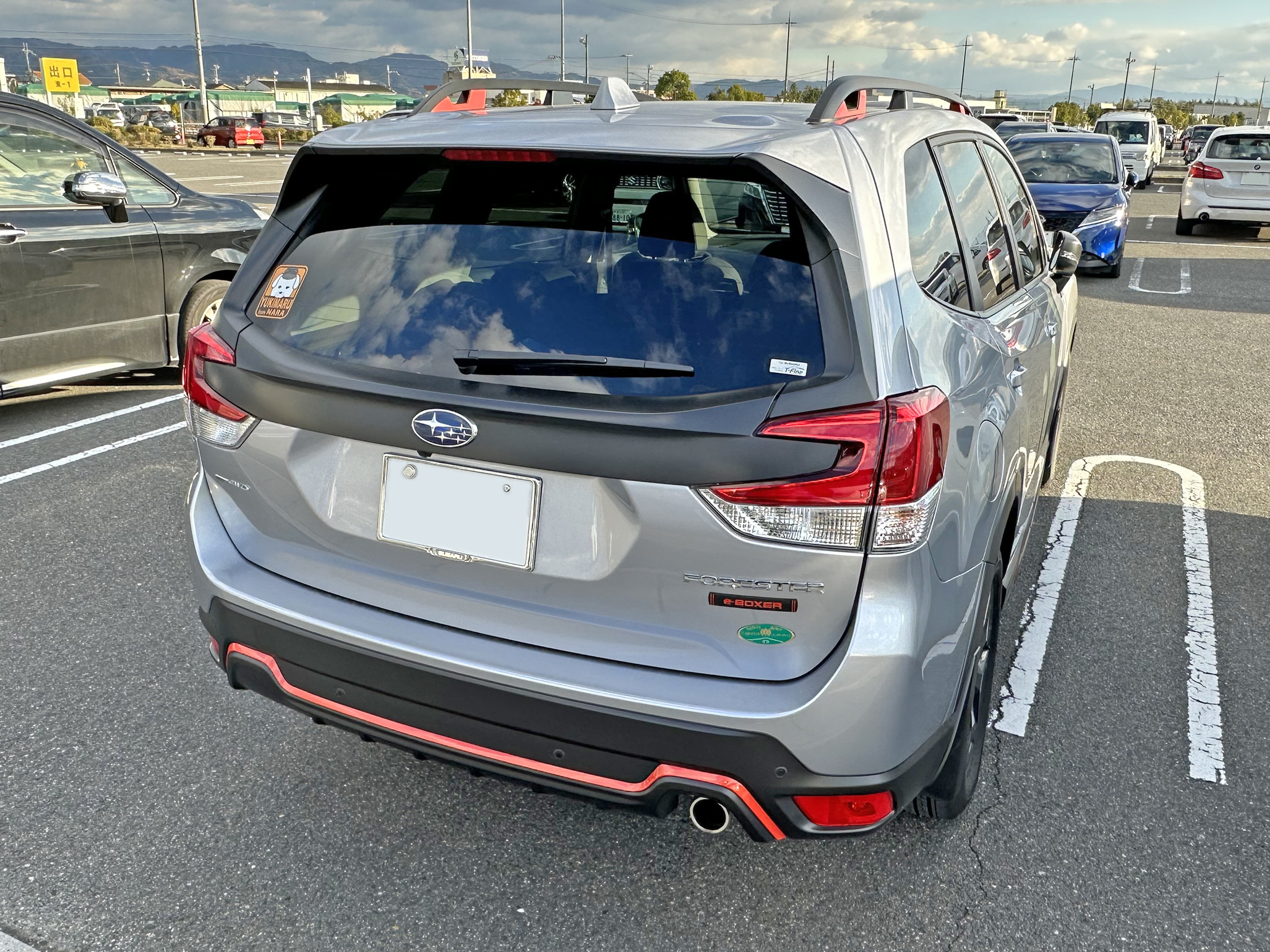
2021年8月改良型 X-BREAK リア

### 北米
2018年3月、2018年ニューヨーク国際オートショーにおいて、新開発2.5L 水平対向4気筒直噴エンジンを搭載した米国仕様が世界初公開された。米国では2018年秋から販売を開始すると発表された。
米国およびカナダの販売開始時のグレードはBase、Premium、Sport、Limited、Touringの5種類であった。米国で販売されるフォレスターには全車アイサイトが標準装備とされた。最上級のTouringグレードではドライバーモニタリングシステムが標準装備された。加えて、ドライバーモニタリングシステムは5人まで異なる運転手を認識でき、運転手に合わせてシートとミラー位置、エアコン設定を自動で変更する。
また、6.5インチタッチスクリーンを採用したStarlink Multimediaシステムが標準である。
北米仕様のエンジンはFB25 DIの1種類のみである。このエンジンは自然吸気、直噴、水平対向4気筒エンジンで、最高出力182 hp (136 kW; 185 PS)（@ 5800 rpm）、最大トルク176 lb⋅ft (239 N⋅m; 24 kg⋅m)（@ 4400 rpm）を発揮する。トランスミッションはリニアトロニックCVTのみが設定された。Premium以上のグレードにはX-MODEシステムが搭載される。Sport以上のグレードのX-MODEはSnow/DirtとDeep Snow/Mudを切り替えられるデュアルモードである。駆動方式は全グレードが四輪駆動である。

#### フォレスター・ウィルダネス
2021年9月のフェイスリフトと同時に、北米市場向けにフォレスター・ウィルダネス（Wilderness）と呼ばれる新モデルが発売された。これはよりオフロード指向のモデルであり、フォレスターのラインナップの中ではLimitedとTouringの間に位置する。見た目では、ウィルダネスはクラッディングの面積がより大きく、内装では銅色のアクセントが加えられている。最低地上高は標準モデルよりも0.5インチ (13 mm)高い9.2インチ (230 mm)となっている。タイヤはオールテレーンタイヤが標準で、最終減速比が変更され、より力強いルーフラックを備える。また、StarTex撥水シートも標準である。
エンジンは他グレードと同じ自然吸気2.5リットルFB25Dを搭載する。ウィルダネスのX-MODEは改良、再調整されており、ホイールスピンをさらに許容することで、厳しい走行条件に対応している。

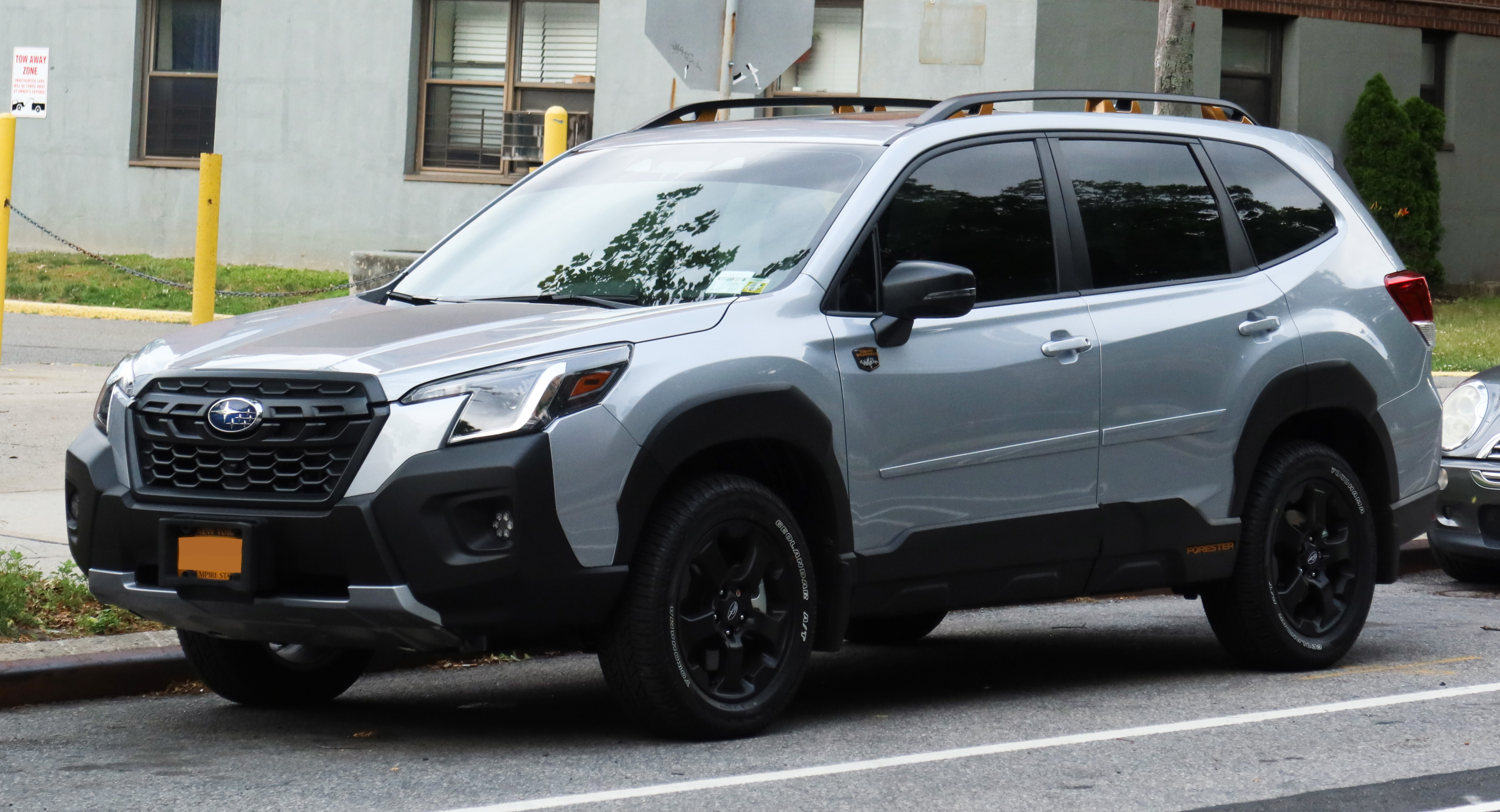
2022 フォレスター・ウィルダネス
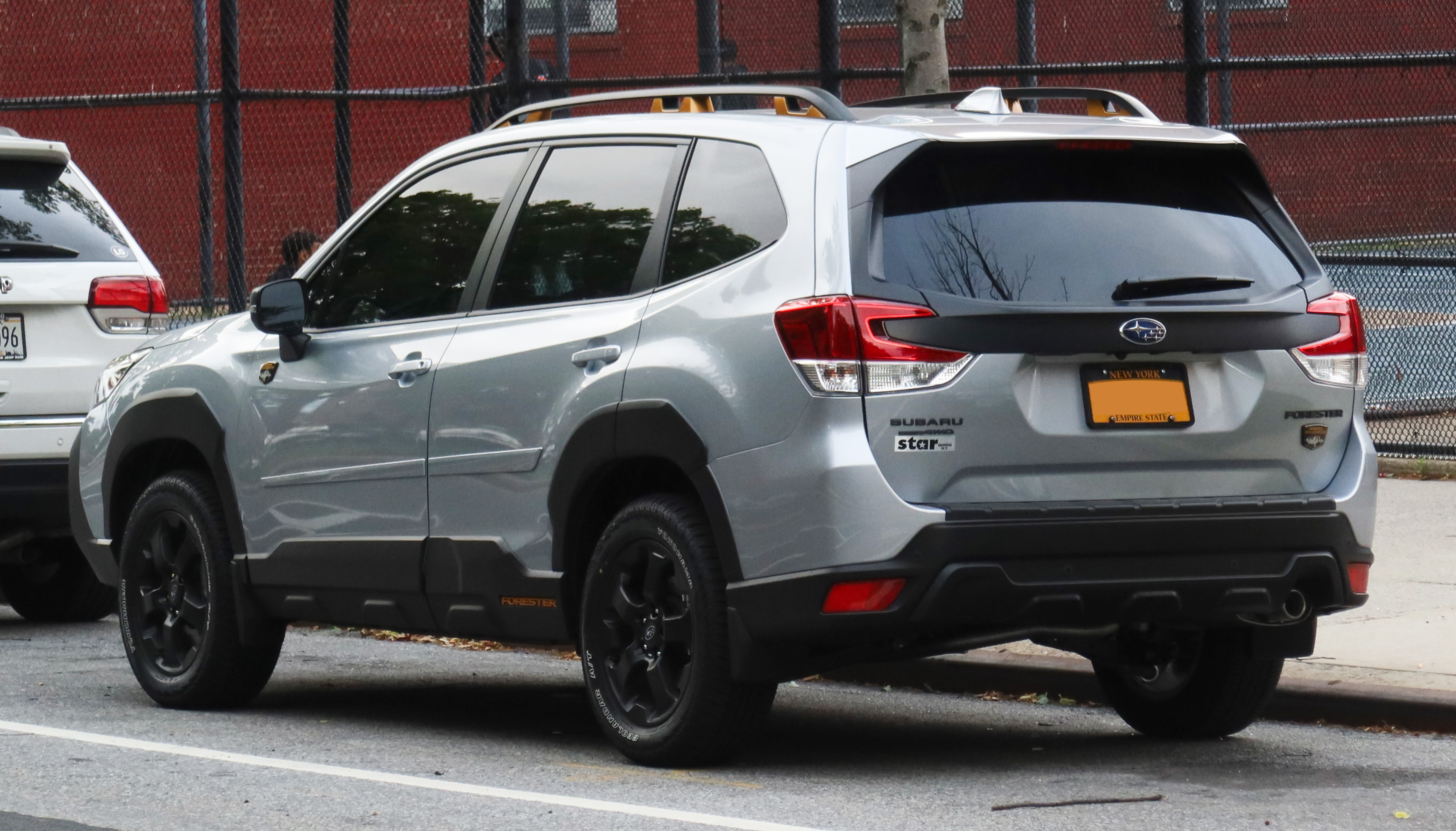
後部

### オーストラリア
豪州では、2.5i、2.5i-L、2.5i Premium、2.5i-Sの4グレードで発売開始された。その後、Hybrid L、2.5i Sport、Hybrid Sグレードが追加された。
2022年10月、2.5iグレードに7インチAlpine製オーディオユニットとワイヤレスApple CarPlayおよびAndroid Auto機能を備えた特別仕様車2.5X AWDが発表された。

### アジア
2017年1月、富士重工業は、タイでのノックダウン生産のためタンチョン・グループ傘下のTC Manufacturing and Assembly (Thailand) Co., Ltd. と合弁会社Tan Chong Subaru Automotive (Thailand)（略称TCSAT）を設立する計画を発表した。バンコク工場は2019年4月にタイ、マレーシア、ベトナム、カンボジア市場向けのフォレスターの量産を開始した。
2018年4月25日 - 第15回北京国際モーターショーに中国仕様が出展された。出展された中国仕様は、モーターアシストを活用した新型パワーユニット（中国仕様ユニット名称「INTELLIGENT BOXER」）を搭載していることが発表された。

## 6代目SL系（2025年 - ）
6代目はリアの「FORESTER」オーナメントがリアゲートガーニッシュに掘り込む形で六連星オーナメントの真下中央に配置され、シンメトリカルAWDオーナメントの位置も5代目のリアドア左下からDピラーカバーへ移動された。

### 日本
2025年4月17日に日本で6代目へのフルモデルチェンジが正式発表された。グレード体系は「SPORT」と「X-BREAK」の2種類が踏襲され、5代目では2020年10月の改良時に廃止されていた「Premium」を復活。「X-BREAK」と「Premium」は日本国内のスバル車ではクロストレックに次いで2車種目となるストロングハイブリッド（S:HEV）仕様となったことに伴い、「X-BREAK S:HEV」と「Premium S:HEV」にそれぞれ改名。また、歴代モデルで初採用となる高度運転支援システム「アイサイトX」搭載モデルの「SPORT EX」・「X-BREAK S:HEV EX」・「Premium S:HEV EX」を追加して6種類となった。
エンジンは「SPORT」は「CB18」型、「X-BREAK S:HEV」と「Premium S:HEV」は「FB25」型がそれぞれ踏襲されているが、「X-BREAK S:HEV」と「Premium S:HEV」はモーターが5代目の2.0L e-BOXERモデルから高出力・高トルク化された「MC2」型へ変更され、ストロングハイブリッド化。走行シーンに応じてエンジンのみ・モーターのみ・ハイブリッドと動力源を切り替えるシリーズ・ハイブリッドが採用され、自動車専用道路を直進走行しているときなど、AWD制御が過剰となる場合にクラッチを自動的に開放してFWD（前輪走行）へ切り替えるクラッチ開放制御も採用。燃料消費率の向上により、「2030年度燃費基準85%達成車」となった。
アイサイトはステレオカメラの視野の広角化や超広角仕様の単眼カメラ・前側方レーダーを追加した新世代型となり、プリクラッシュブレーキが検知・作動するシチュエーションを拡大するとともに、緊急時プリクラッシュステアリングや後退時ブレーキアシストも搭載。5代目で採用された歩行者保護エアバッグはスバル車では初採用となるサイクリスト対応型として頭部の保護領域が拡大された。
ボディカラーは5代目（2023年8月一部改良モデル）からクリスタルホワイト・パール（有料色）、アイスシルバー・メタリック（「X-BREAK S:HEV」・「Premium S:HEV」専用色）、マグネタイトグレー・メタリック、クリスタルブラック・シリカ、クリムゾンレッド・パール（有料色/「SPORT」・「Premium S:HEV」専用色）、サファイアブルー・パール（「SPORT」・「Premium S:HEV」専用色）、オータムグリーン・メタリック、ブリリアントブロンズ・メタリック（「Premium S:HEV」専用色）の8色が踏襲され、新色としてリバーロック・パール（有料色）、デイブレイクブルー・パール（「Premium S:HEV」専用色）、カシミアゴールド・オパール（有料色/「SPORT」・「Premium S:HEV」専用色）を追加して11色に拡充。また、「X-BREAK S:HEV」と「Premium S:HEV」にはクリスタルブラック・シリカのルーフを採用した2トーンカラー（有料色）が新設定され、マグネタイトグレー・メタリック、ブリリアントブロンズ・メタリック、オータムグリーン・メタリック、リバーロック・パールの4色が設定される（ブリリアントブロンズ・メタリックはモノトーン同様に「Premium S:HEV」のみの設定）。

#### 特別仕様車
Black Selection
「SPORT」・「SPORT EX」をベースに、外観は18インチアルミホイールをダークメタリック塗装に、バンパーガード（フロント&リア）・サイドクラッディングの塗装加飾とシンメトリカルAWD Dピラーカバーオーナメントをダークグレーにそれぞれ変更。内装はインパネトリムとドアトリムをブラックに、インパネ加飾パネルを金属調に、本革巻シフトレバーと本革巻ステアリングホイールの加飾をピアノブラックにそれぞれ変え、ドアトリムはアッパー部を表皮巻・ミッド部をアウンデ紡織の「ブランノーブ」とした専用仕様とした。

#### 年表
- 2023年11月16日(米国時間) - 6代目「フォレスター」を世界初公開。
- 2025年
  - 4月3日 - 日本での先行予約と先行商談会開始。カタログサイト開設。
  - 4月17日 - 日本で公式発表。
  - 7月24日 - 特別仕様車「Black Selection」が発表された[126]。

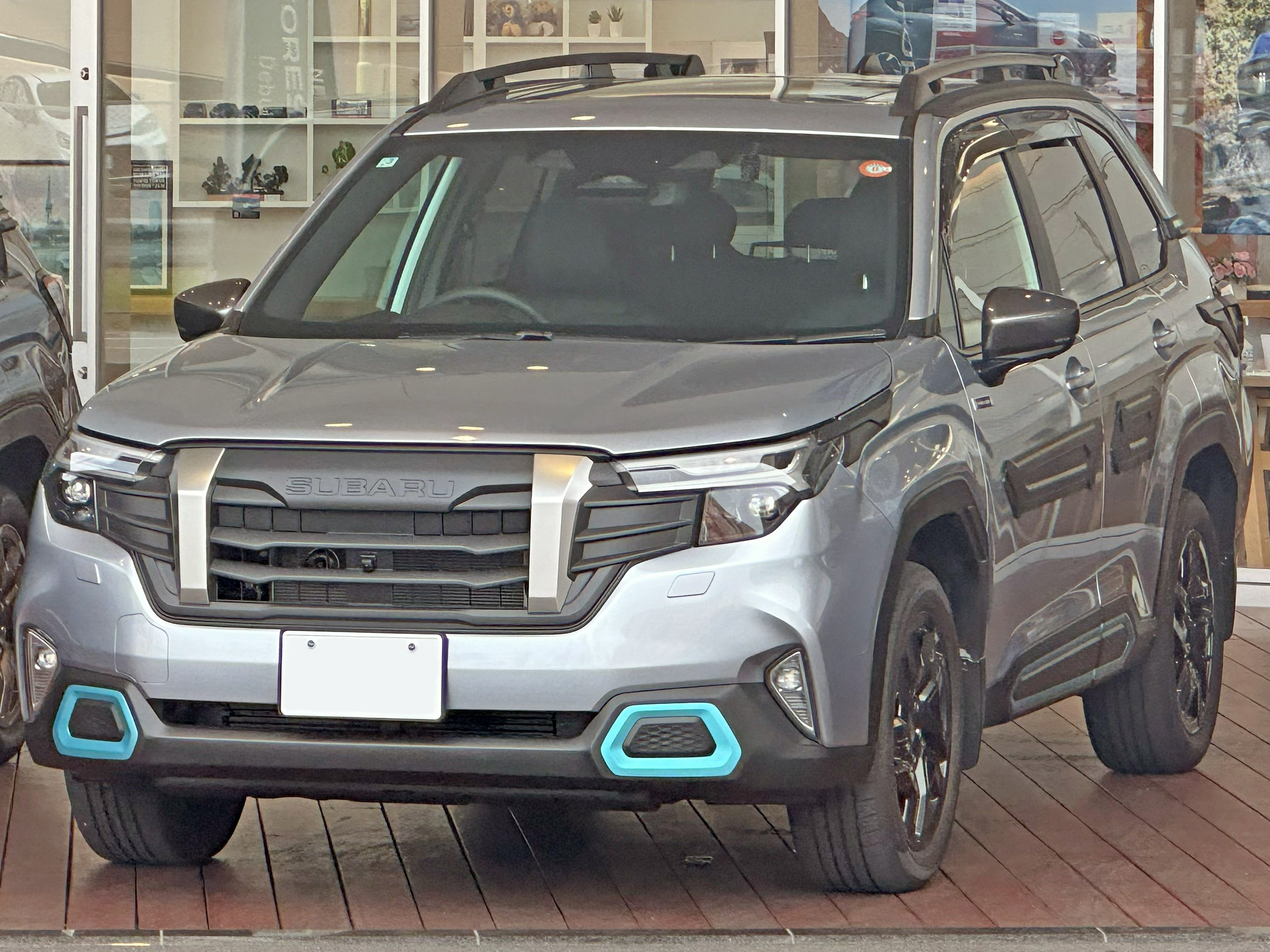
X-BREAK S:HEV EX アドベンチャースタイルパッケージ装着車（フロント）
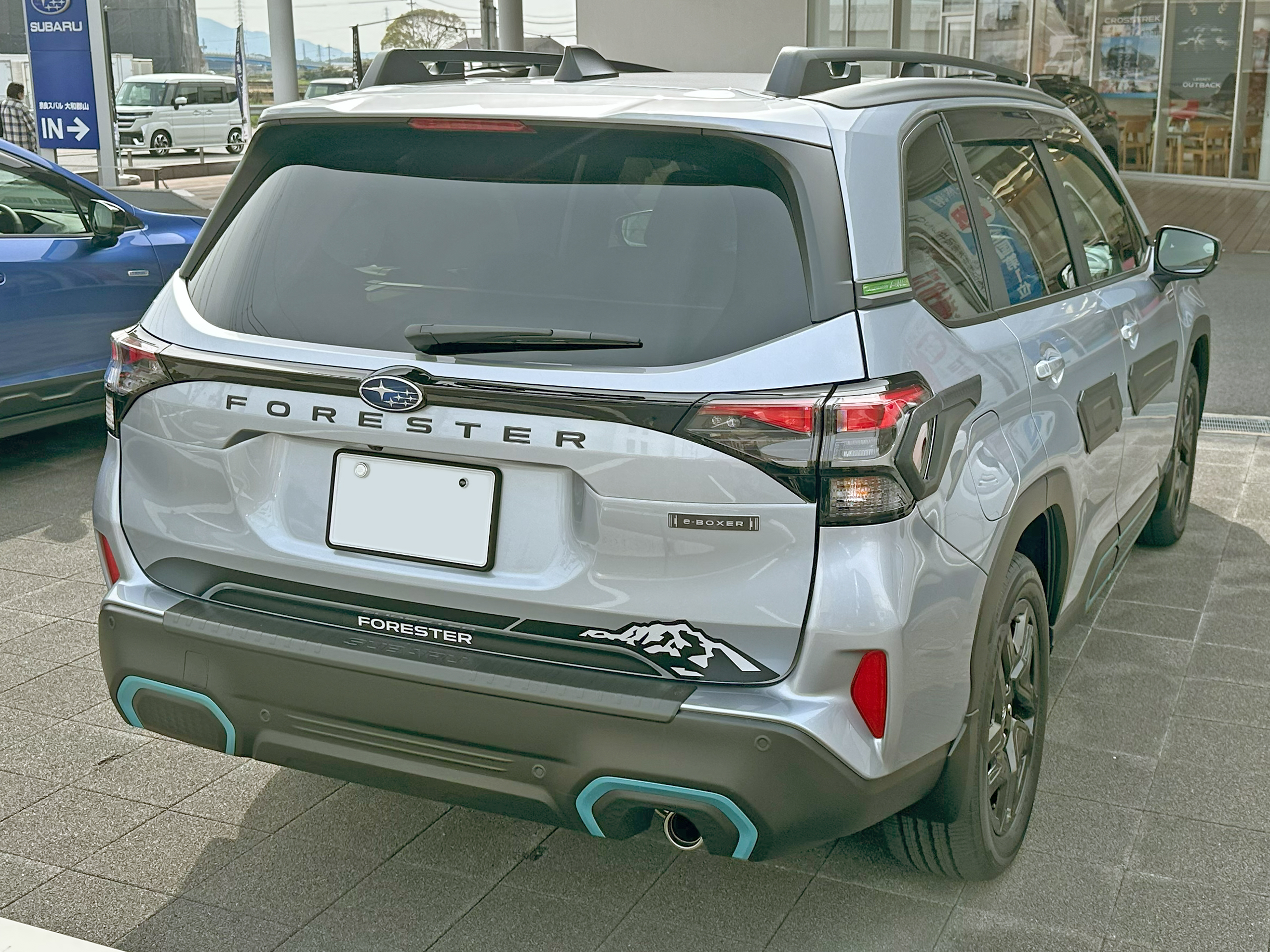
X-BREAK S:HEV EX アドベンチャースタイルパッケージ装着車（リア）

### アメリカ合衆国
2023年11月16日（現地時間）、ロサンゼルスオートショーにて米国仕様車の6代目モデルが世界初公開された。
エンジンは2.5L 水平対向4気筒エンジンが搭載され、アクティブトルクスプリットAWDの制御を刷新。2ピニオン電動パワーステアリングが採用された。アイサイトには二輪車や歩行者の認識が可能な単眼カメラが追加された。一部グレードにはSUBARU STARLINK対応の11.6インチセンターインフォメーションディスプレイが装備され、Apple CarPlay・Android Autoのワイヤレス接続に対応した。グレード展開は5代目の米国モデル同様、Base、Premium、Sport、Limited、Touringの5グレード体制となり、2024年春以降に導入予定であることがアナウンスされた。
2024年5月13日、6代目「フォレスター」を日本だけでの生産ではなく、米国でも生産すると発表した。「フォレスター」初の米国現地生産は、インディアナ州の『Subaru of Indiana Automotive, Inc.（SIA）』で開始されることがアナウンスされた。

## 車名の由来
「Forester」は、英語で「林業を行う人」、「森に住む人」を意味する。本来はコンセプトモデル同様に「ストリーガ（STREEGA）」として、全世界統一ネームで発売される予定だった。しかし、ストリーガの語源のひとつである「strega」（イタリア語で「魔女」）について、欧州では魔女に悪い印象を持つこと、あるいは魔女狩りの暗い歴史を想起させることから、これとは無関係な「フォレスター」に変更されたという説が有力なようである。

## 販売台数
| 年   | アメリカ合衆国 | カナダ | 日本   | オーストラリア | タイ  |
| ---- | -------------- | ------ | ------ | -------------- | ----- |
| 1997 |                |        |        | 2,139          |       |
| 1998 |                |        |        | 6,515          |       |
| 1999 |                |        |        | 7,390          |       |
| 2000 |                |        |        | 8,049          |       |
| 2001 |                |        | 22,308 | 8,416          |       |
| 2002 |                |        | 27,004 | 9,863          |       |
| 2003 |                |        | 21,599 | 11,780         |       |
| 2004 | 6,568          | 4,204  | 19,466 | 11,852         |       |
| 2005 | 53,541         | 3,614  | 20,099 | 12,320         |       |
| 2006 | 51,258         | 3,737  | 14,895 | 13,010         |       |
| 2007 | 44,530         | 3,303  | 12,550 | 12,554         |       |
| 2008 | 60,748         | 6,322  | 23,143 | 14,423         |       |
| 2009 | 77,781         | 8,638  | 12,939 | 13,753         |       |
| 2010 | 85,080         | 8,941  | 14,098 | 14,644         |       |
| 2011 | 76,196         | 8,673  | 14,515 | 13,142         |       |
| 2012 | 80,356         | 7,156  | 12,472 | 11,533         |       |
| 2013 | 123,592        | 11,239 | 35,166 | 13,649         |       |
| 2014 | 159,953        | 12,302 | 25,921 | 13,670         | 105   |
| 2015 | 175,192        | 12,706 | 20,520 |                | 129   |
| 2016 | 178,593        | 13,798 | 28,544 |                | 1,468 |
| 2017 | 177,563        | 13,441 | 19,937 | 12,474         | 939   |
| 2018 | 171,613        | 14,248 | 28,751 | 12,432         | 749   |
| 2019 | 180,179        | 13,059 | 32,384 | 15,096         | 2,366 |
| 2020 | 176,996        | 13,134 | 24,056 |                | 1,192 |
| 2021 | 154,723        | 9,823  | 22,903 | 11,810         |       |

## ダカール・ラリー

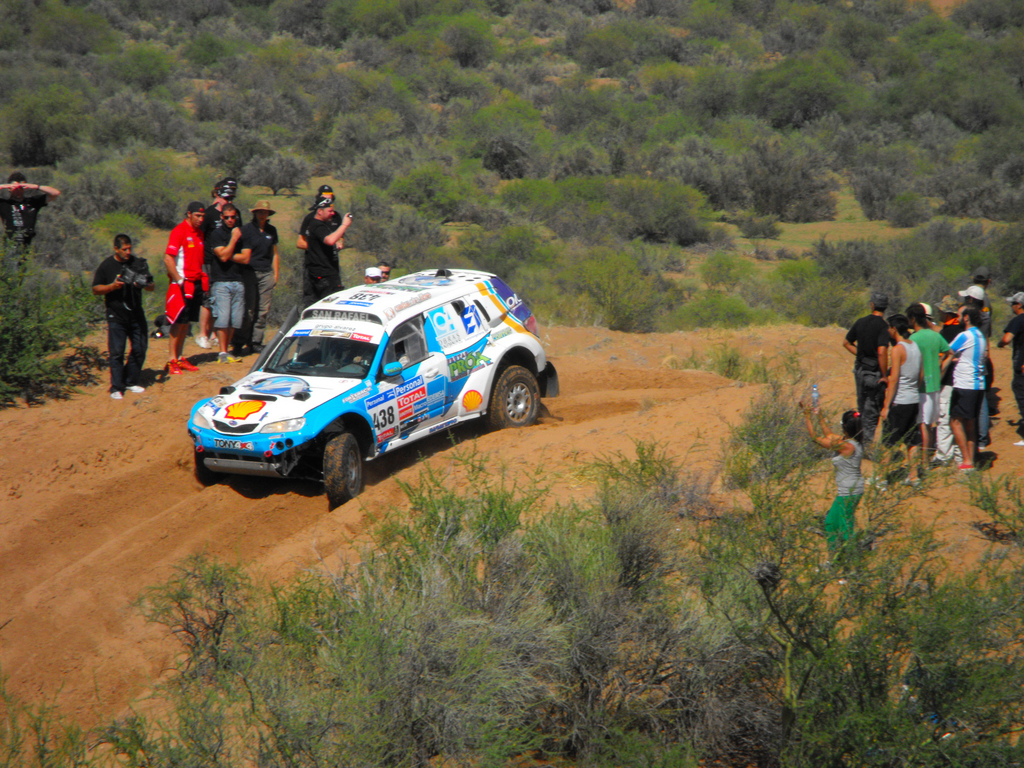
2011年ダカールにて。438号車ルシオ・バルバレス/アントニオ・ウォルター・ベラルデ組のフォレスター

南米開催時のダカール・ラリーで、当時STIがグループN車両の開発拠点としていた、アルゼンチンのバラッテロ・モータースポーツが開発したグループT1規定車両のフォレスターが参戦した。2008年から開発を始め、途中リーマン・ショック不況によりスバルからの支援はストップしたが、バラッテロが独自に開発を続行して完成させた。なお開発には元WRCドライバーのマンフレッド・ストールも関わった。
ワークスカラーで塗られたカーボンファイバーとケブラー製のワンオフボディの下には、管状のサブフレームと9インチ（約22.8cm）のストローク量を備えたデュアルサスペンションを持つ。エンジンはインプレッサのガソリン2.0リッター水平対向4気筒ターボ（EJ20）で300馬力/420Nmを発生した。エライオン（レプソル-YPFのブランド）が冠スポンサーに就いた。
2010年のドライバー/ナビは池町佳生/細野孝雄とガブリエル・ポッゾ/ザラザガ・マーティン。しかしDAY1から早速トラブルに見舞われ、DAY2では2台とも前後のドライブシャフトが破損し出火。ドライバーたちが必死に修理してステージはなんとか走り切り、池町はペースダウンしての続行を主張するが、チームがマシンの技術的問題や安全上の問題を重く見て、DAY3を走ることなく撤退した。
2011年はワークスカラーをやめ、水色と白を貴重としたデザインに変更。3人の南米人ドライバーがドライブし、内2人はステージ5でリタイアしたが、最後まで残ったルシオ・アルバレス/アントニオ・ウォルター・ベラルデ組が総合15位で完走した。2012年は2台が参戦したが、いずれもリタイアに終わっている。
なおこれとは別に、2006年からスバルのフランス法人も、フォレスターのクロスカントリーカーを独自開発して各地のラリーレイドへ参戦。2.5XTがベースで、3.0リッター水平対向6気筒自然吸気エンジンを搭載し、インプレッサ WRX STIからの流用を中心に部品の95%を量産品で構成した。このマシンは2008年のダカール・ラリーのエントリーリストにも名を連ねていた。大会はキャンセルとなったが、これの代替イベントのセントラル・ヨーロッパ・ラリーにもエントリーし、ほとんどトラブルを起こさずに総合23位で完走を果たした。